# Küsnachter Dorfbach
Der Küsnachter Dorfbach ist ein etwa 8 Kilometer langer Bach im schweizerischen Kanton Zürich, der in Küsnacht in den Zürichsee mündet.

## Geographie

### Verlauf
Der Küsnachter Dorfbach entspringt am Sumpfgebiet der Hinteren Guldenen an der Westflanke des Pfannenstiels südlich der Forch und westlich von Egg, wo er sich im Wald- und Wiesengebiet aus mehreren kleinen namenlosen Bächen bildet.
Im Bereich von Limberg am Küsnachter Berg heisst der Bach noch Rüsselbach, benannt nach einem Flurnamen. Im Oberlauf fliesst der Bach zuerst auf einer Länge von etwa 4,5 Kilometern nach Nordwesten. An der Tobelmühle, wo der Bach sich schon einen tieferen Einschnitt gegraben hat, wurde mit dem Wasser des Dorfbachs eine Mühle betrieben, der Name Mülitobel (Mühletobel) für diesen Teil des Bachlaufes erinnert daran. Südlich von Zumikon biegt der Bach nach Südwesten ab und fliesst durch das stark eingekerbte und bewaldete Küsnachter Tobel. Bei der Oberen Mühle verlässt der Bach das Tobel, durchquert das Dorf Küsnacht und mündet am Küsnachter Horn in den Zürichsee.

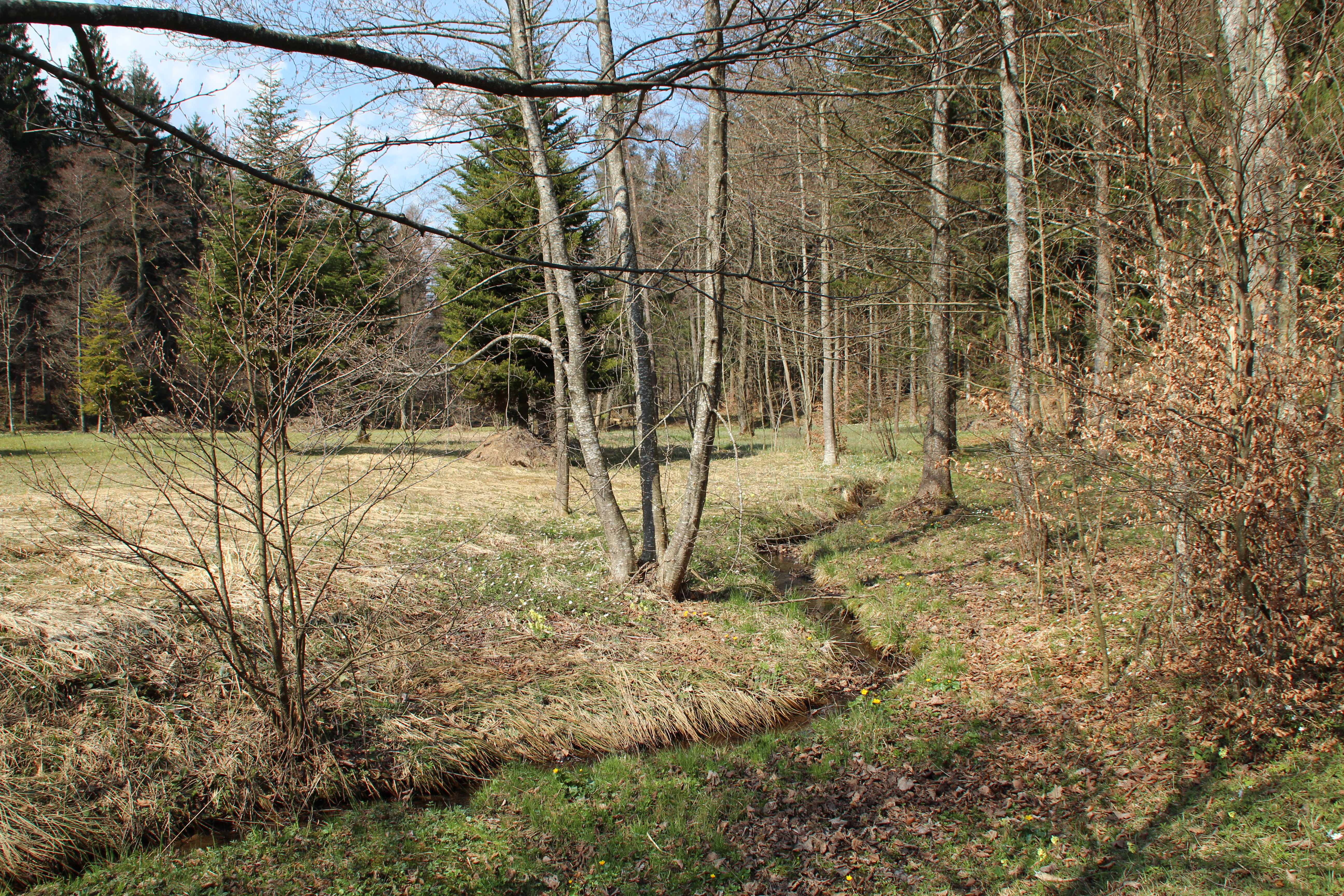
Quellgebiet
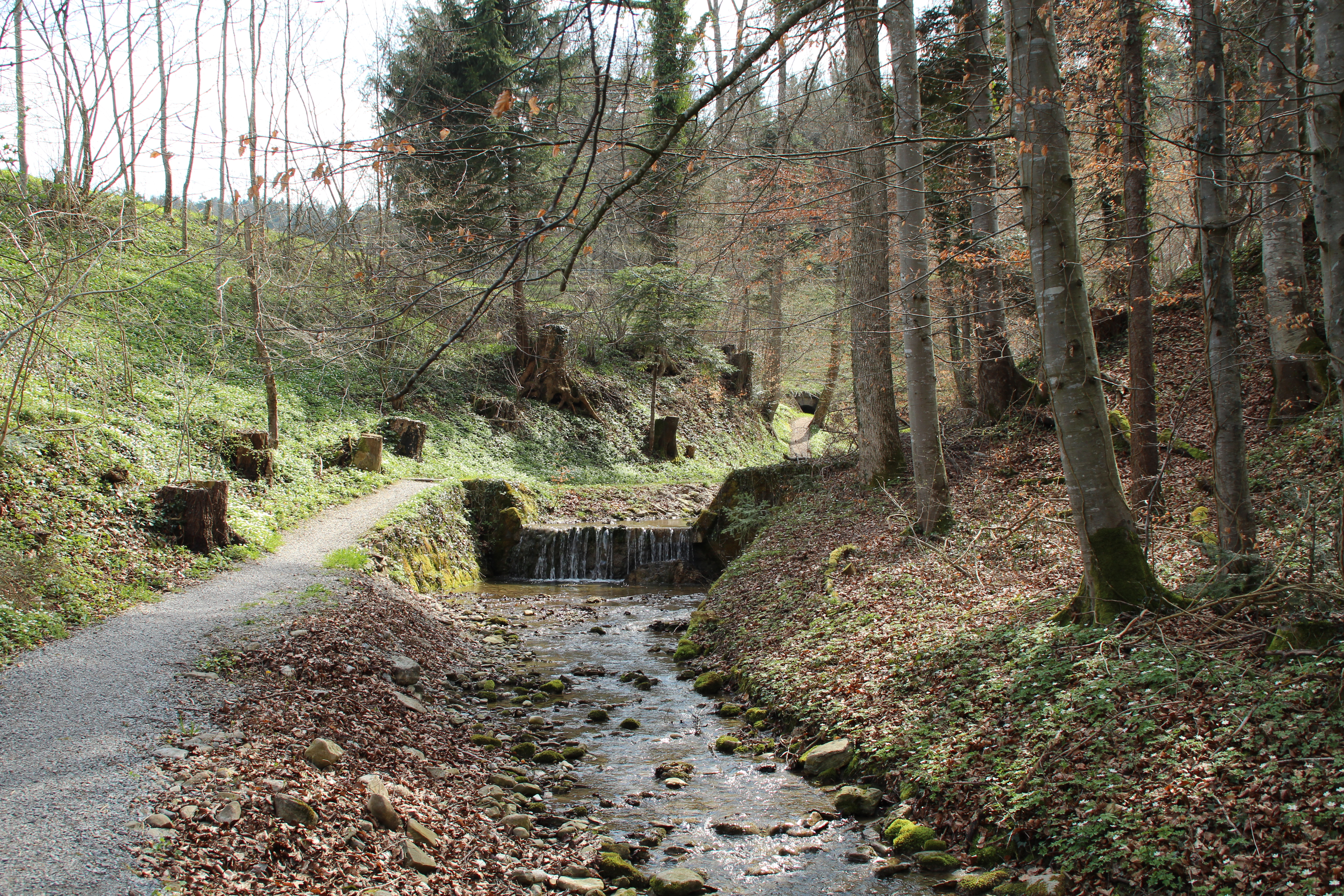
Oberlauf
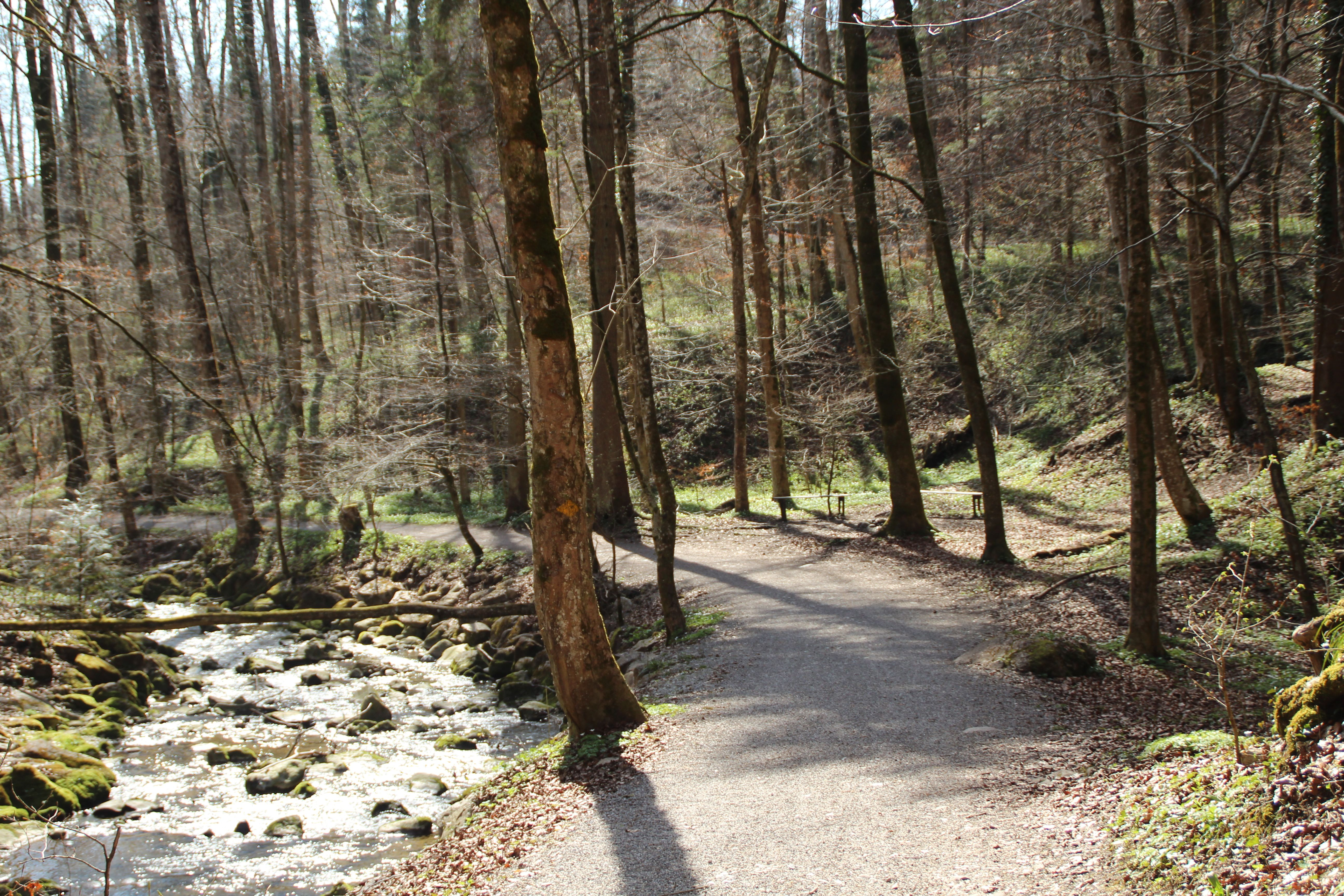
Mittellauf
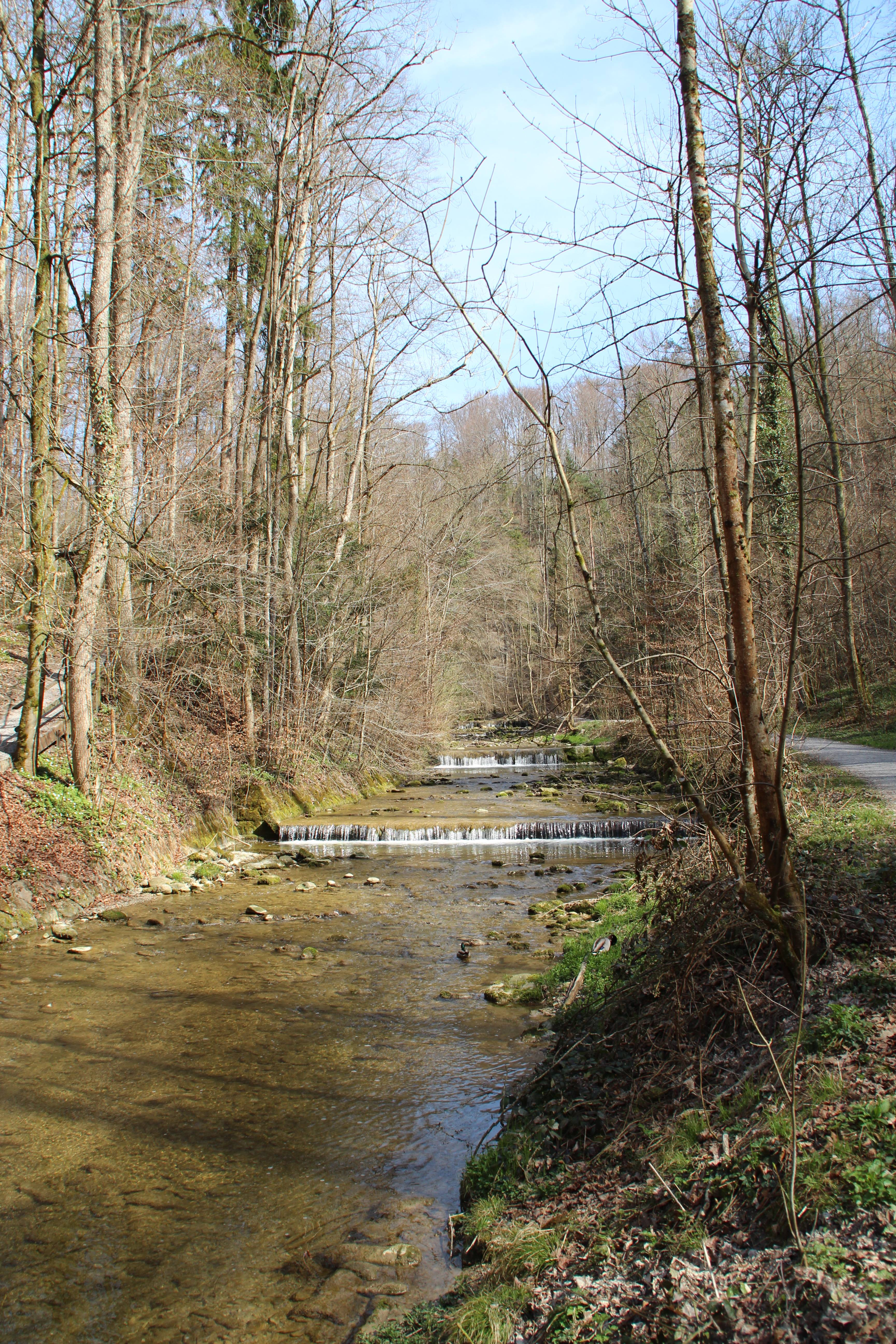
Unterlauf
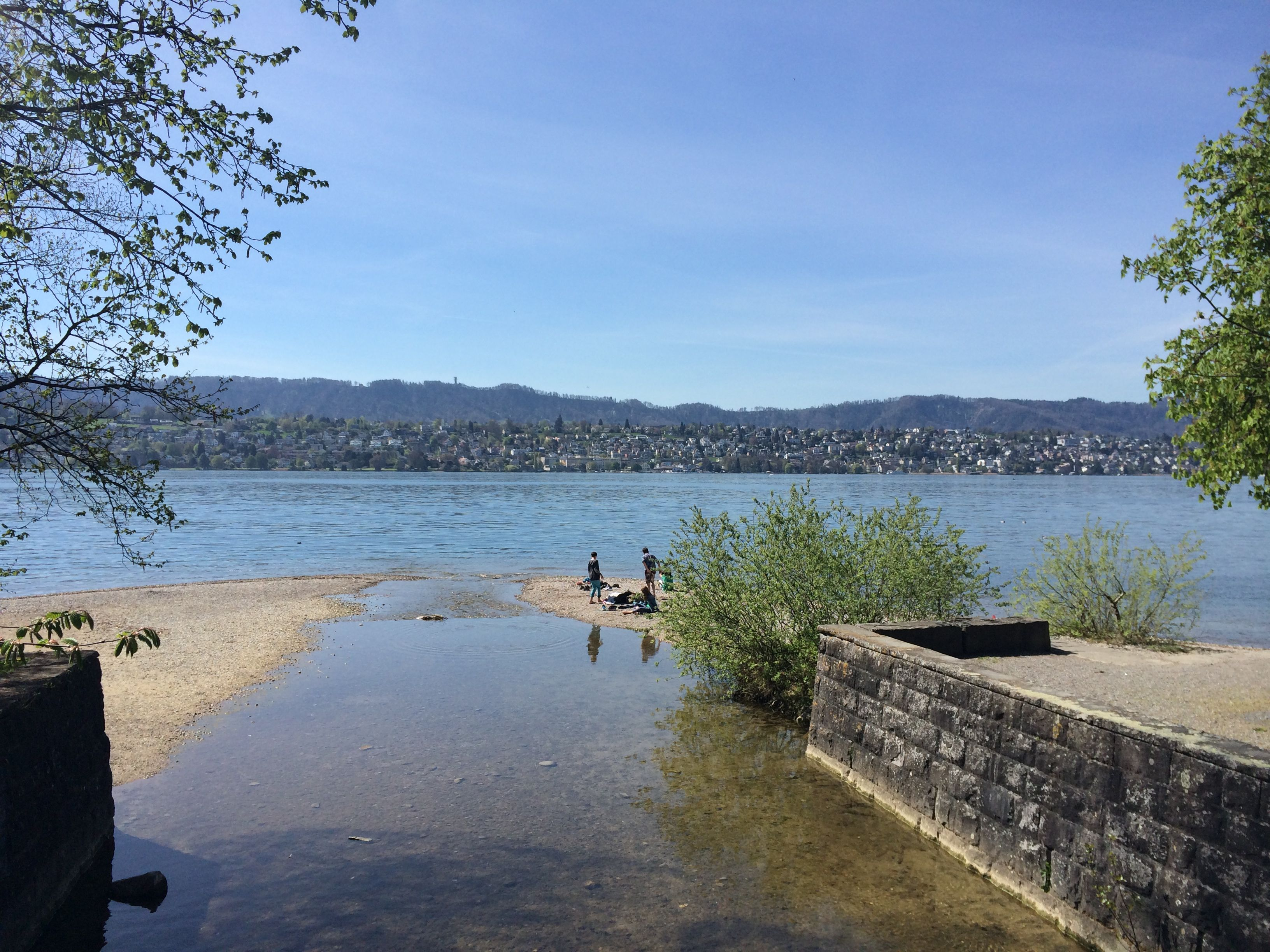
Mündung in den Zürichsee

### Einzugsgebiet

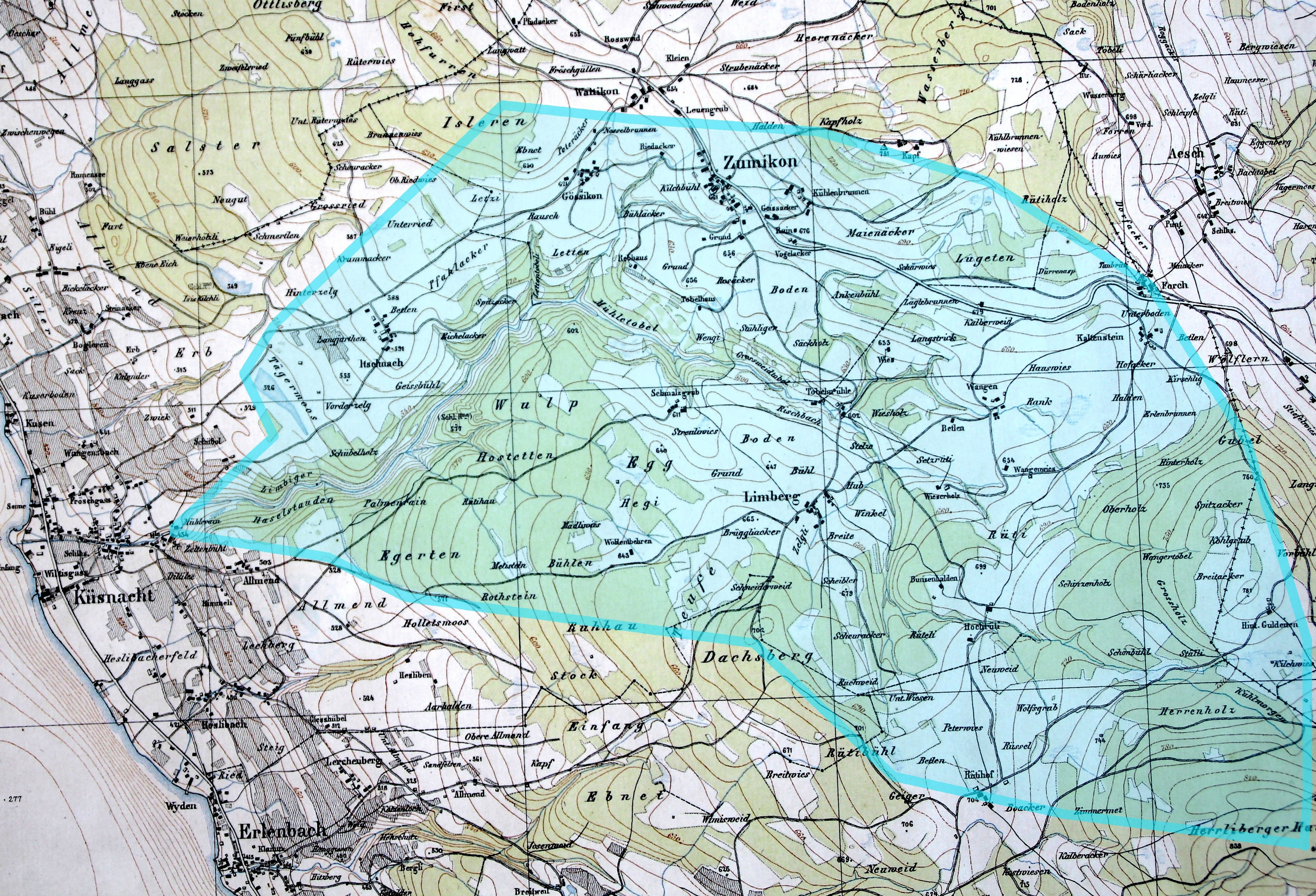
Karte des Einzugsgebiets

Das 12,57 km² grosse Einzugsgebiet des Küsnachter Dorfbachs liegt im Schweizer Mittelland und wird durch ihn über die Limmat und den Rhein zur Nordsee entwässert.
Das Einzugsgebiet besteht zu 37,1 % aus bestockter Fläche, zu 37,9 % aus Landwirtschaftsfläche, zu 24,1 % aus Siedlungsfläche und zu 0,9 % aus unproduktiven Flächen.
Die Flächenverteilung
Die mittlere Höhe des Einzugsgebietes beträgt 648,4 m ü. M., die minimale Höhe liegt bei 407 m ü. M. und die maximale Höhe bei 847 m ü. M.

### Zuflüsse
- Pflanzschuelbach (rechts), 0,2 km
- Weidholzbach (links), 0,2 km
- Schönbüelbach (rechts), 0,4 km
- Rüsselbach (links), 1,2 km
- Rütelibach (links), 0,3 km
- Würzbrunnenbach (links), 1,0 km, 0,8 km²
- Schüracherbach (links), 0,1 km
- Bunzenhaldenbach (rechts), 0,2 km
- Langmattbach (links), 1,0 km
- Wiserholzbach (rechts), 0,6 km
- Wangnerbach (rechts), 2,3 km, 2,75 km²
- Hinterer Mülitobelbach (rechts), 0,1 km
- Vorderer Mülitobelbach (rechts), 0,1 km
- Schmalzgruebbach (links), 0,4 km
- Tobelhusbach (rechts), 0,6 km
- Zälglibach (links), 0,1 km
- Chliweidlibach (rechts), 0,5 km (mit Geissacher-Dorfbach 1,2 km), 1,12 km²
- Lättenbach (rechts), 0,4 km
- Cholenrainbach (links), 0,2 km
- Spitzacherbächli (rechts), 0,3 km
- Wulpwisbach (links), 0,3 km
- Johannisburgbach (rechts), 0,2 km
- Hofstetterbach (links), 1,4 km, 1,14 km²
- Palmenraintobelbach (links), 0,1 km
- Aegertenbach (links), 1,1 km
- Schübelbach (rechts), 0,2 km

## Küsnachter Tobel

### Entstehung

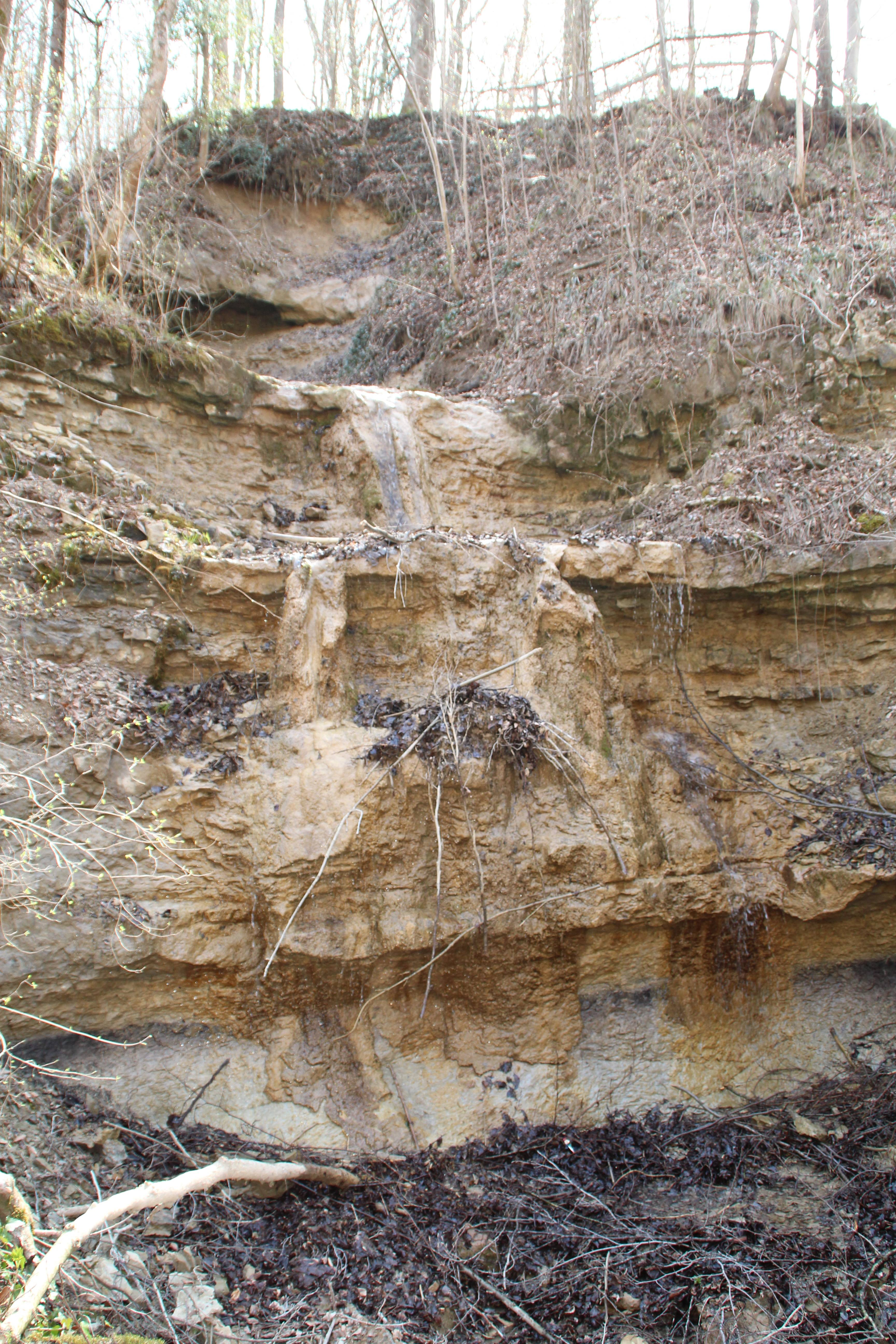
Aufschluss mit Sediment-Schichtungen

Das Küsnachter Tobel ist Teil der Pfannenstiel-Kette, d. h. des westlichen Asts der Hörnli-Schüttung, einer von St. Gallen bis Zürich reichenden Ebene, bestehend aus Molasse. Diese war im mittleren Miozän aus dem abgelagerten Schutt der wachsenden Alpen – insbesondere der Nagelfluh, Sandstein und Mergel – entstanden. An die kalkhaltige Hörnli-Schüttung schliesst im mittleren Tobelbereich sandiges Material aus der Napfschüttung an. Das Tobel formte sich aus, als sich am Ende der letzten Eiszeit vor rund 16'000 Jahren der Linthgletscher aus dem Zürichseebecken zurückzog. Als der Eisrand noch vom Weiler Limberg im Küsnachter Berg über Gössikon zum Zollikerberg verlief, verhinderte das Eis den Abfluss des Wassers nach Westen, es floss über den Zollikerberg in den Werenbach. Erst als sich der Gletscher endgültig zurückgezogen hatte, floss der Bach direkt dem neu entstandenen Zürichsee zu.

In seinem Oberlauf bestehen die Tobelflanken im Bereich der Tobelmühle aus der vor ca. 20'000 Jahren während der Würmeiszeit entstandenen Moränendecke, mit der auch weite Teile der Forch und des Pfannenstiels bedeckt sind. Im unteren Teil durchschnitt der Bach die Sedimente der Oberen Süsswassermolasse, aus denen hier der Untergrund besteht. Das erodierte Material lagerte der Bach am Küsnachter Horn ab. Die in der ehemaligen Fröschgasse (heute Rosenstrasse) noch vorhandene Grundmoräne weist darauf hin, dass Teile des weit in den See hinausragenden Deltas bereits vor der letzten Eiszeit existierten. 

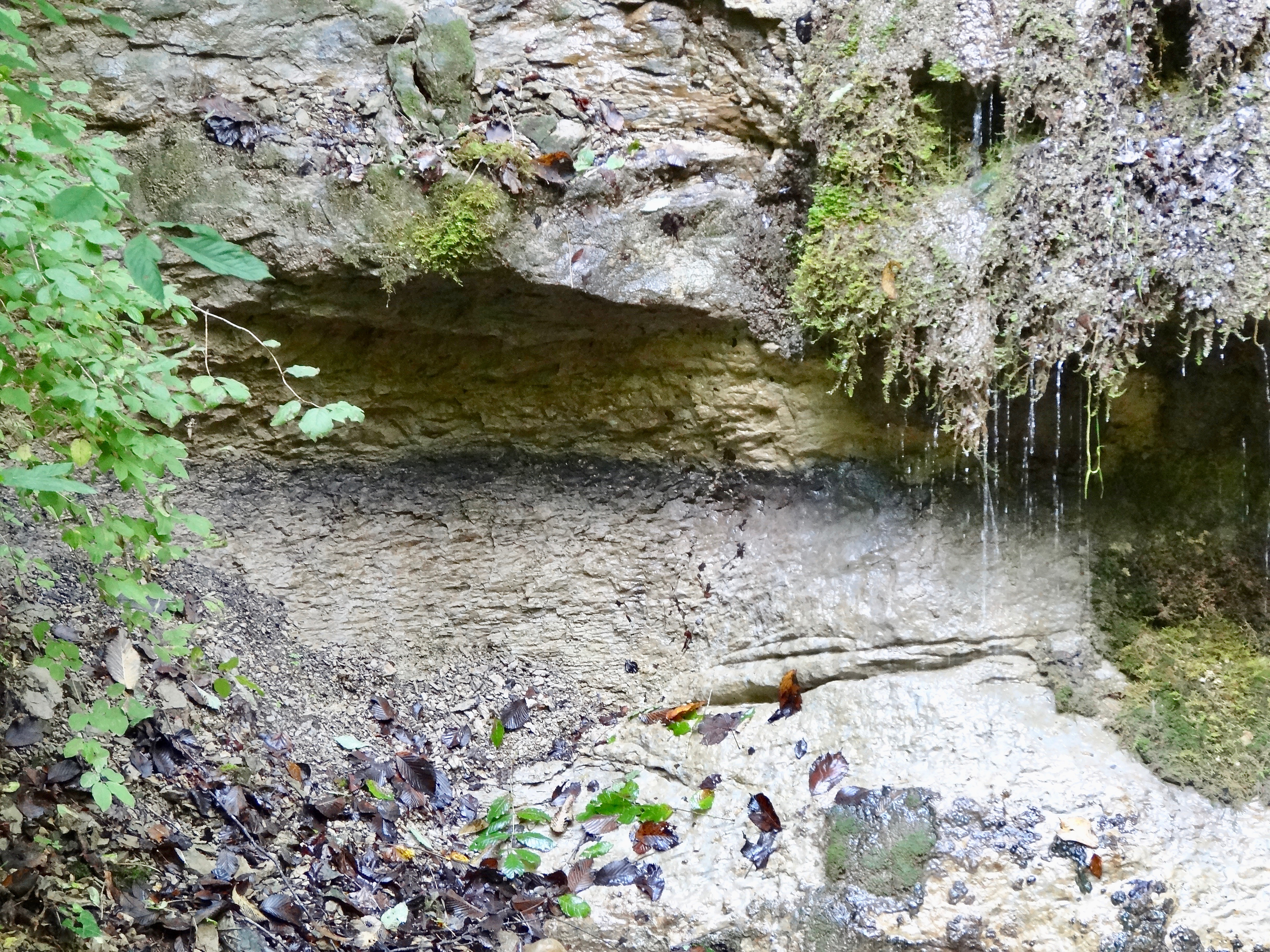
In der hellen Molasse zeichnet sich ein Schwarzhorizont ab

Die Entstehungsgeschichte des Tobels lässt sich zunächst an zahlreichen fossilen Funden ablesen: Muscheln, Schnecken, versteinerte Blätter von Zimt- und Lorbeergewächsen, ein als Palmast interpretiertes Fossil sowie die zwischen 1961 und 1993 entdeckten fossilen Nashornknochen (Brachypotherium) erinnern dabei an die reiche Auenlandschaft des Miozäns. Geologische Hinweise ergeben sich vor allem aber auch bei der Beobachtung der durch Erosion von Bächen, Rüfen und Rutschen freigelegten Stellen. Sie werden durch die Erkenntnisse einer 1960 durchgeführten Erdölprospektion auf dem Limberg gestützt, welche die ganze Schichtreihe der total 2'500 m mächtigen Molasse dokumentierte. Als Indikator für den Zeitpunkt der Entstehung des Tobels wurde die in dessen oberen Bereich ausgemachte, charakteristische Wulpschotter untersucht. Im mittleren Abschnitt sind Schichtungen, wie Mergel, Silt und Sandstein aufgeschlossen. An tertiäre Vulkanausbrüche, etwa im Hegau und in Ungarn, erinnert der im Küsnachter Tobel entdeckte Bentonit, das heisst abgelagerte Schichten mit vulkanischer Asche. Der in der Molasse erkennbare Schwarzhorizont (Kohleflöze) zeigt eine frühere Vegetationsschicht an. Darauf abgelagerter härterer Silt- und Sandstein lässt auf eine Überschwemmung schliessen: Ein Flusshochwasser soll dabei die hier als dichter Urwald wachsenden Pflanzen vernichtet und mit Sedimenten überschüttet haben.

### Heute

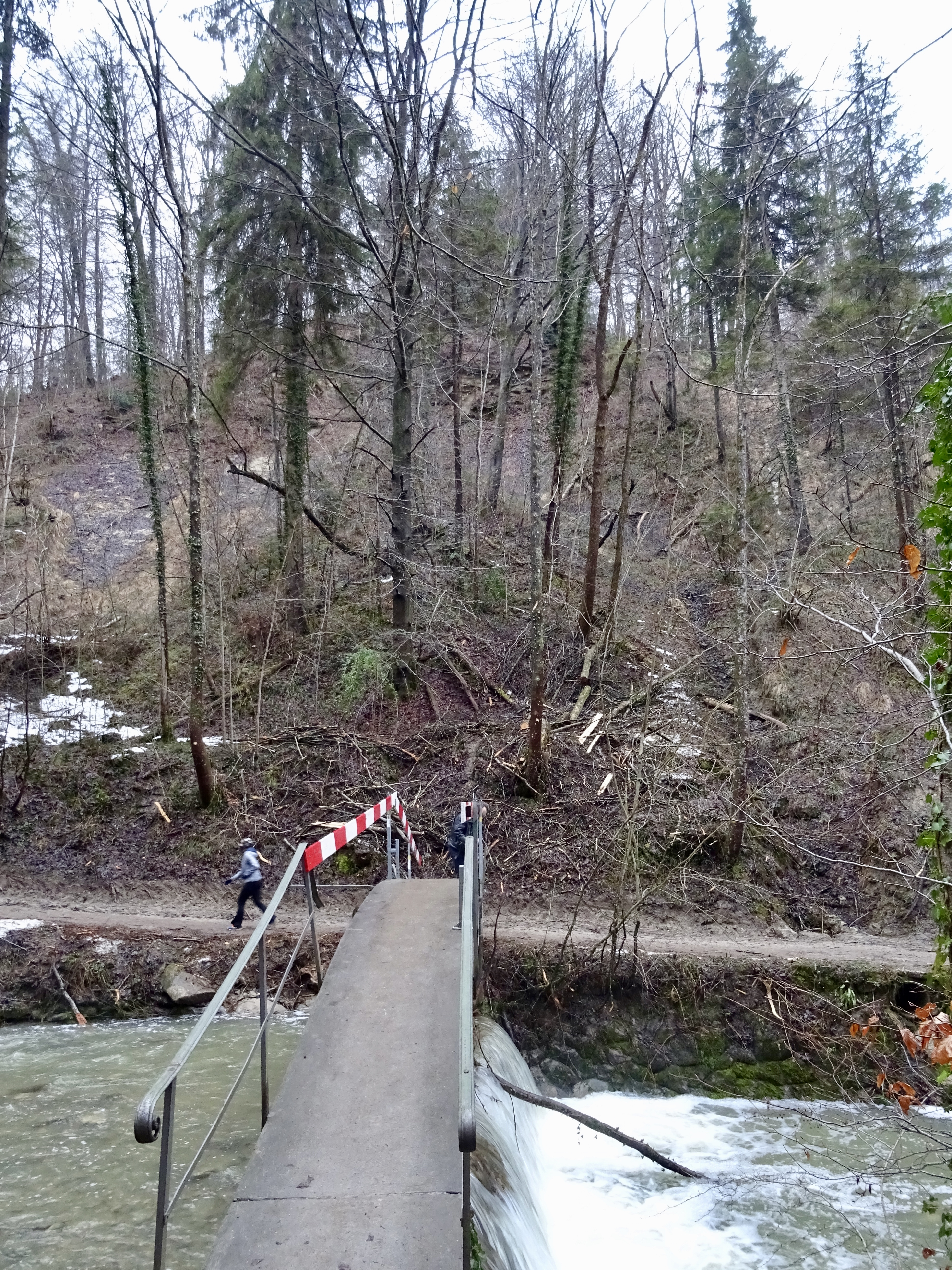
Von Hangrutsch beschädigte Brücke im Küsnachter Tobel

Das Küsnachter Tobel ist im kantonalen Inventar der Natur- und Landschaftsschutzobjekte als geologisches und geomorphologisches Objekt von regionaler Bedeutung ausgewiesen. Die Formung des Küsnachter Tobels ist nicht abgeschlossen, so dass sich aus den steilen Talflanken "immer wieder Hangmuren, Rutschungen und Steinschläge" lösen, "welche bis in den Küsnachter Bach oder auf den Wanderweg gelangen." Bekannte Gefahrenzonen sind in der kantonalen Gefahrenkarte ausgewiesen, bis zur Sicherung bleiben beschädigte Brücken oder abgerutsche Fusswege von Amts wegen gesperrt.

Das beliebte Naherholungsgebiet und Ausflugsziel ist durch einen Fussweg erschlossen, der vom Ausgang des Tobels bis zum Quellgebiet des Dorfbachs führt. In den Hauptweg münden verschiedene Seitenwege aus den umliegenden Schutzgebieten (z. B. Schübelweiher) und Ortsteilen. Der zeitgenössisch als Resultat eines modernen Umgangs mit der Natur gepriesene Tobelweg war 1895 als Zugang zu den heute zwischen Dorfplatz und See renaturierten Verbauungen erstellt worden:

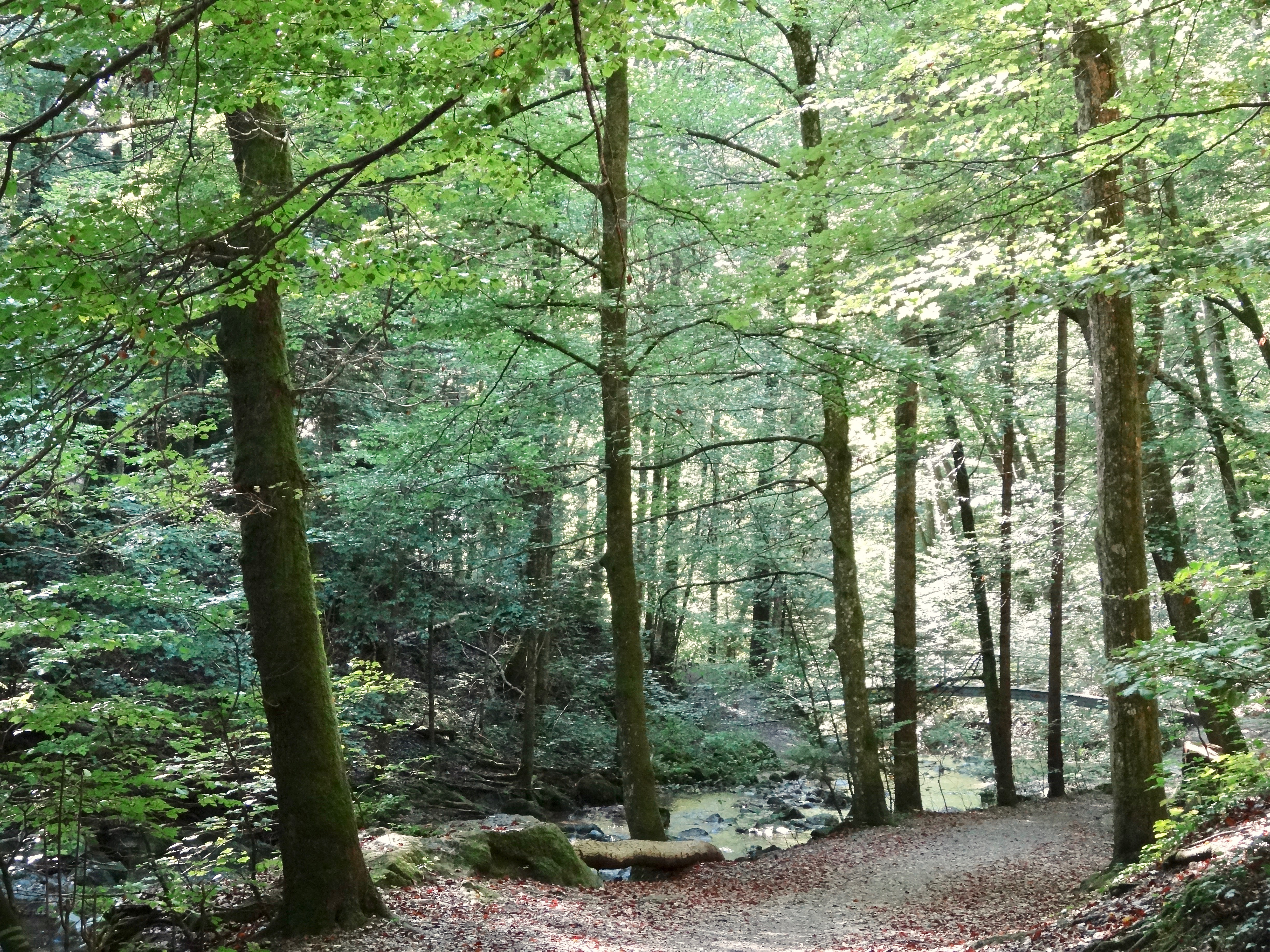
Der Fussweg führt dem Dorfbach entlang durch den Wald

«Dieses Tobel war vor wenigen Jahren noch eine Wildnis, ein Durcheinander von Wasser, Steinen und Pflanzen, in das sich nur die Männer der Holzkorporation und wilde Buben wagten, die sich aus zerrissenen und beschmutzten Hosen und durchnässten Schuhen nicht viel machten. Es ist durch die Bachkorrektion (1895–1900) und die Arbeiten des Verschönerungsvereins in vortrefflicher Weise zugänglich gemacht worden.»

Am 21. Juni 1971 wiesen die Stimmbürgerinnen und Stimmbürger mit wuchtigem Mehr einen Antrag des Küsnachter Gemeinderats für den Bau einer Brücke über das Küsnachter Tobel im Trassee der rechtsufrigen Höhenstrasse ab. Die im Zeichen des Baubooms am Zürichsee als vierspurige Hochleistungs-Autobahn geplante Höhenstrasse sollte den Verkehr aus Zürich über Zollikon, durch Küsnacht Goldbach, über die vom Gemeinderat vorgeschlagene Tobelbrücke zur Küsnachter Allmend, nach Erlenbach sowie bis nach Rapperswil-Jona leiten. Unter Anführung unterschiedlicher Argumente wurde das Projekt Tobelbrücke in einer Gemeindeversammlung vom zahlreich versammelten Stimmvolk verworfen:

«Allen [Argumenten] voran stand der Umweltschutz. Man verwies einerseits auf die Schönheit des Küsnachter Tobels und anderseits auf das Ruhegebiet des Schübelweihers, das durch die geplante Zufahrtsstrasse zerschnitten würde. Der Kanton habe den Bau der Höhenstrasse auf die Jahre nach 1980 zurückgesetzt. Bis dahin könne sich die Lage so weit geändert haben, dass eine ganz andere Verkehrsplanung erforderlich sei.»

1974 richtete der Verschönerungsverein Küsnacht im unteren Teil des Tobels einen 2007 erneuerten Waldlehrpfad mit 60 Informationstafeln über Bäume und Sträucher ein. 2011 wurde dieser um einen geologischen Lehrpfad ergänzt, mit Tafeln unter anderem zur Sedimentationsgeschichte der Molasse, zur Entstehung des Tobels, zu Murgängen, Rutschungen und den Bachverbauungen, zum Findlingsgarten, zum Alexanderstein sowie zur Burgruine Wulp und zur Drachenhöhle. Auch Sitzbänke und eine Schutzhütte werden vom Verschönerungsverein unterhalten.
1981 wurde das Projekt rechtsufrige Höhenstrasse endgültig aus dem Gesamtplan gestrichen.

#### Brückenprojekt
Ab 2014 verfolgte der Küsnachter Gemeinderat Projekt einer Freizeit- und Hängebrücke auf Höhe Schübelweiher über das Küsnachter Tobel. Die Brücke sollte 180 Meter Spannweite haben, das Tobel mit 10 % Steigung auf 45 Meter Höhe überqueren und auch mit Kinderwagen und Rollstühlen befahrbar sein. Zu ihrer Erschliessung sollten die bestehenden Wanderwege im Gelände vom Schübelweiher bis zur Allmend rollstuhlgängig ausgebaut sowie eine zusätzliche Wegverbindung neu erstellt werden. Zur Finanzierung wurde 2018 eine private Spende von 1,1 Millionen Franken in Aussicht gestellt. Die Stiftung Landschaftsschutz Schweiz reichte 2018 eine Einsprache ein. Sie stellte sich auf den Standpunkt, dass sich kein genügendes öffentliches Interesse am Bau einer weiteren Brücke im bereits gut erschlossenen Tobel feststellen lasse und es sich zudem um eine geschützte Landschaft mit einem der reizvollsten Schluchtwege am Zürichsee handle. Das Zürcher Verwaltungsgericht hiess die Beschwerde gut, unter anderem, da weder ein Gutachten der kantonalen Natur- und Heimatschutzkommission noch eine Rodungsbewilligung beantragt worden seien. Bei der Erstellung der geplanten «grossen Baute» müsste mit irreversiblen Folgen für die einmalige Tobel-Landschaft gerechnet werden.
In einem schliesslich doch noch bestellten Gutachten (08-2020) beurteilte die kantonale Natur- und Heimatschutzkommission das Projekt negativ. Eine weitere Version, die der Küsnachter Gemeinderat daraufhin ausarbeiten liess, sieht den Bau der Freizeit- und Hängebrücke 150 Meter weiter östlich vor. Besitzer des Waldes ist die Holzkorporation Küsnacht. Geplant ist eine 130 Meter lange Spannbandbrücke mit Blechprofilrost (Blech mit linsenförmig hineingestanzten Löchern), die das Küsnachter Tobel auf einer Höhe von 44 Metern überquert. Auf Seite Itschnach soll sie über einen neuen, Rollstuhl- und Kinderwagen-gängigen – das heisst mit Asphalt oder Beton fixierten – Weg durch den Wald erschlossen werden. Dafür seien insgesamt 15 Waldbäume sowie Unterholz zu roden. Die massiven Widerlager mit ihren Stahlankern und Betonsockeln würden sich auf Seite Allmend auf 520 m ü. M., auf Seite Itschnach auf 524 m ü. M. im Abstand von 20 Metern neben den Wald- und Wanderwegen befinden. Die neue Brückenvariante und der Betrieb darauf wären ausser im Sommer im Tobel (Palmenrain) gut zu sehen (vgl. Visualisierung Zürichsee-Zeitung vom 13. April 2024). Auf Empfehlungen der kantonalen Natur- und Heimatschutzkommission, die die Höhenlage der Tragseile und die Materialisierung des Gehwegs betreffen, geht das neue Projekt des Küsnachter Gemeinderats nicht ein.
Ein zweites Gutachten (06-2023) der kantonalen Natur- und Heimatschutzkommission betreffend diese neue Version der geplanten Freizeit- und Hängebrücke bezieht sich auf das kantonale Inventar der Landschaftsschutzobjekte. Es beschreibt das Küsnachter Tobel als «herausragendes Beispiel eines typischen dynamischen Bachtobels, in dem die unterschiedlichen Kräfte der Landschaftsgenese sichtbar und erlebbar sind». Dabei handle es sich um eine einmalige Geländekammer, die durch querverbindende Wanderwege bereits «sehr gut erschlossen» sei: «Die Enge des Tobeleinschnitts und die landschaftlichen Qualitäten variieren stark im Verlauf des Wanderwegs und sorgen mit den biologischen und geologischen Charakteristiken für einen unverwechselbaren landschaftsräumlichen Eindruck.» Gemäss regionalem Richtplan gelte das Küsnachter Tobel damit als besonders schützenswertes Landschaftsschutzgebiet, in welchem «bei zu intensiver Erholungsnutzung ein Konflikt mit den Anliegen des Naturschutzes sehr wahrscheinlich ist. Hier ist eine natur- und landschaftsorientierte Erholung vorgesehen und entsprechend sind keine Massnahmen zur weiteren Attraktivitätssteigerung zugunsten der Erholungsnutzung vorzusehen».
Abschliessend hält das zweite Gutachten fest, dass die geplante Brücke auch in der neuen Version fast alle, das heisst «drei der vier allgemeinen Schutzziele des kantonalen Inventarobjekts ‹Küsnachter Tobel›» tangiere. Im Vordergrund sähen die Antragsteller jedoch die «Ergänzung des Panoramawegs, um mobilitätseingeschränkten Personen mit Gehhilfen oder mit Kinderwagen die Querung des Tobels» über die Schlucht zu ermöglichen. Es handle sich um einen «bequemeren Alternativpfad des Panoramawegs» sowie die Möglichkeit eines weiteren «kleinen Rundwegs, auf dem das Tobel aus verschiedenen Perspektiven erfahren werden» könne.
Als nötige Massnahmen werden empfohlen:
- Eine professionelle, vorgängige «Untersuchung der Brutvögel und Vegetationsaufnahmen in Bezug auf seltene Pflanzen im Bereich der beiden Widerlagerstandorte und der Erschliessungswege»
- ökologische Ausgleichsmassnahmen, um Zielarten, wie Gartenrotschwanz oder Waldkauz, im Gebiet zu fördern
- Stufung von Waldrändern und Hecken
- Pflanzung und Pflege von Hochstammobstbäumen entlang des Höhenwegs zur Verbesserung der ökologischen Vernetzung in der Landschaft

Gegen das neue Brückenprojekt gingen Einwendungen der Stiftung Landschaftsschutz Schweiz und der Holzkorporation Küsnacht ein. Die Stiftung Landschaftsschutz Schweiz beantragte unter anderem, dass das «Baugesuch hinsichtlich Benutzbarkeit grundsätzlich zu überdenken» sei. Sie stellt fest, dass im zweiten Projekt mit engerer Stegbreite aus den ursprünglich als Nutzer vorgesehenen «Rollstuhlfahrenden» neu «Menschen mit Mobilitätseinschränkung, sprich mit eventuell Rollstühlen» geworden seien und weist zudem auf unvermeidliche Konflikte mit «Bikern» auf der geplanten Brücke hin.
Während vergleichbare Hängebrücken-Projekte in geschützten Landschaften, zum Beispiel jenes in der Zürcher Tössegg, aus Gründen des Natur- und Landschaftsschutzes aufgegeben worden sind, hat der Küsnachter Gemeinderat eine erneute öffentliche Auflage des Projekts im Frühjahr 2025 mit der Möglichkeit für Einsprachen angekündigt.[veraltet]

### Erdrutsche und Gefahren

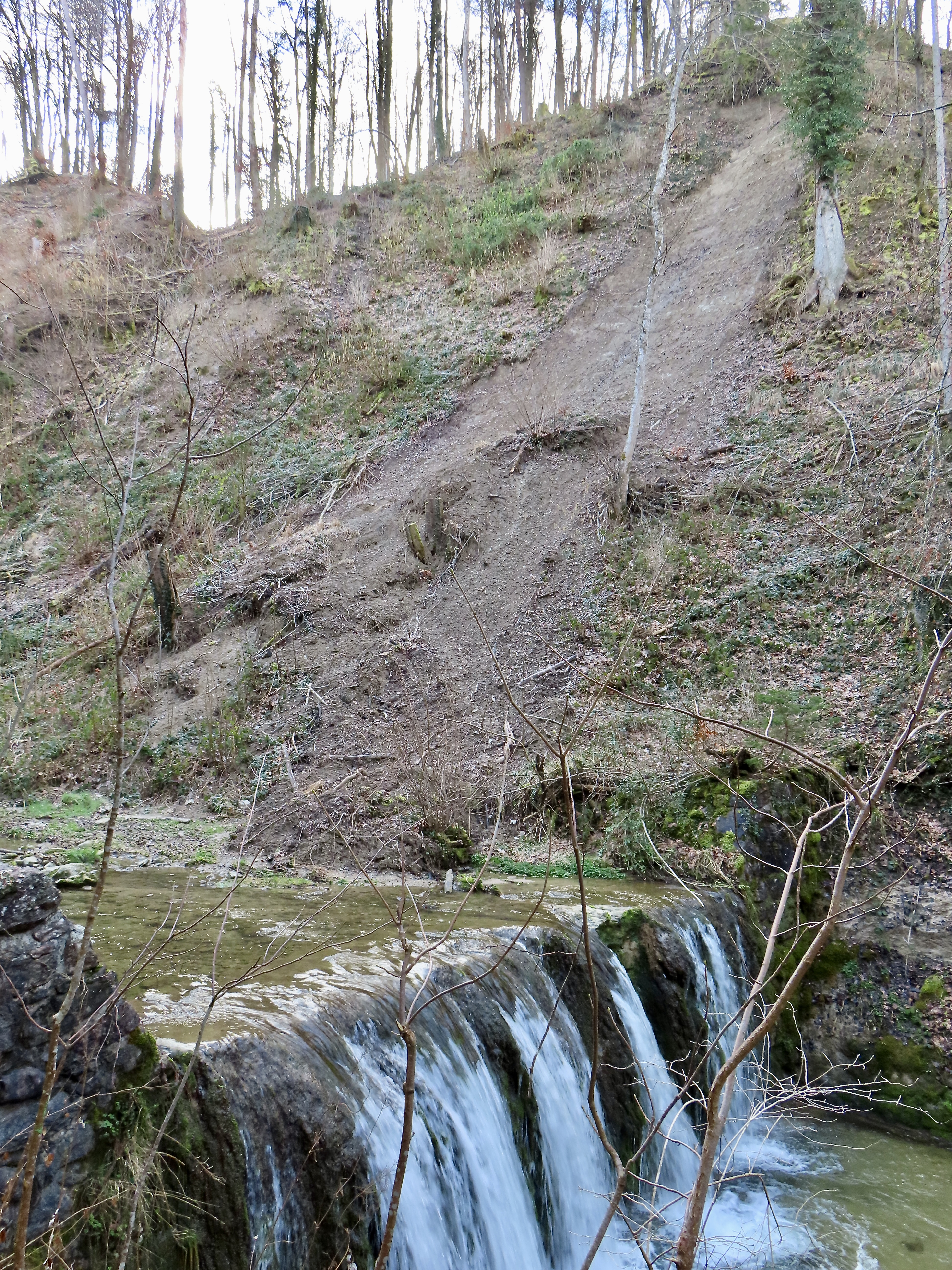
Erdrutsch auf Seite Küsnachter Allmend im Februar 2024

Das Küsnachter Tobel befindet sich in ständiger Bewegung. Dies zeigt sich an den Jahr für Jahr wiederkehrenden Erdrutschen und Murgängen. 2013 entkamen mehrere Freizeitsportler nur mit Glück, als überraschend der «Drachenkopf» genannte, haushohe Fels aus Nagelfluh über den Wanderweg zum Bach hinunter stürzte (siehe #Drachenkopf). Wegen Rutschungen und Beschädigungen müssen Wanderwege im Tobel immer wieder teils während Monaten aus Sicherheitsgründen abschnittsweise gesperrt werden. Unter anderem haben im Februar 2024 ein grösserer Erdrutsch bei der Drachenhöhle und im Juni 2024 mehrere grosse Murgänge am Wulphügel sowie der bis heute noch nicht abgeschlossene Abrutsch schliesslich der ganzen Tobelflanke bei der Drachenhöhle von der Abrissstelle in Itschnach her erneut zu langwierigen Sperrungen der eben erst aufwendig sanierten Wanderwege geführt.
Eine Gefahrenzone besteht auch beim grossen Wasserfall am Eingang des Tobels, wo sich Hobby-Kletterer und Instagram-Models am Steilhang mit Seilen seit mehreren Jahren einen improvisierten Zugang eingerichtet haben. Neben dem Risiko, nach einem Gewitter im Küsnachter Berg im Bachbett von einem plötzlichen Hochwasser überrascht zu werden, wird dabei auch einmal mehr der Schutz von Fauna und Flora im Küsnachter Tobel beeinträchtigt.

Schäden im Juni 2024
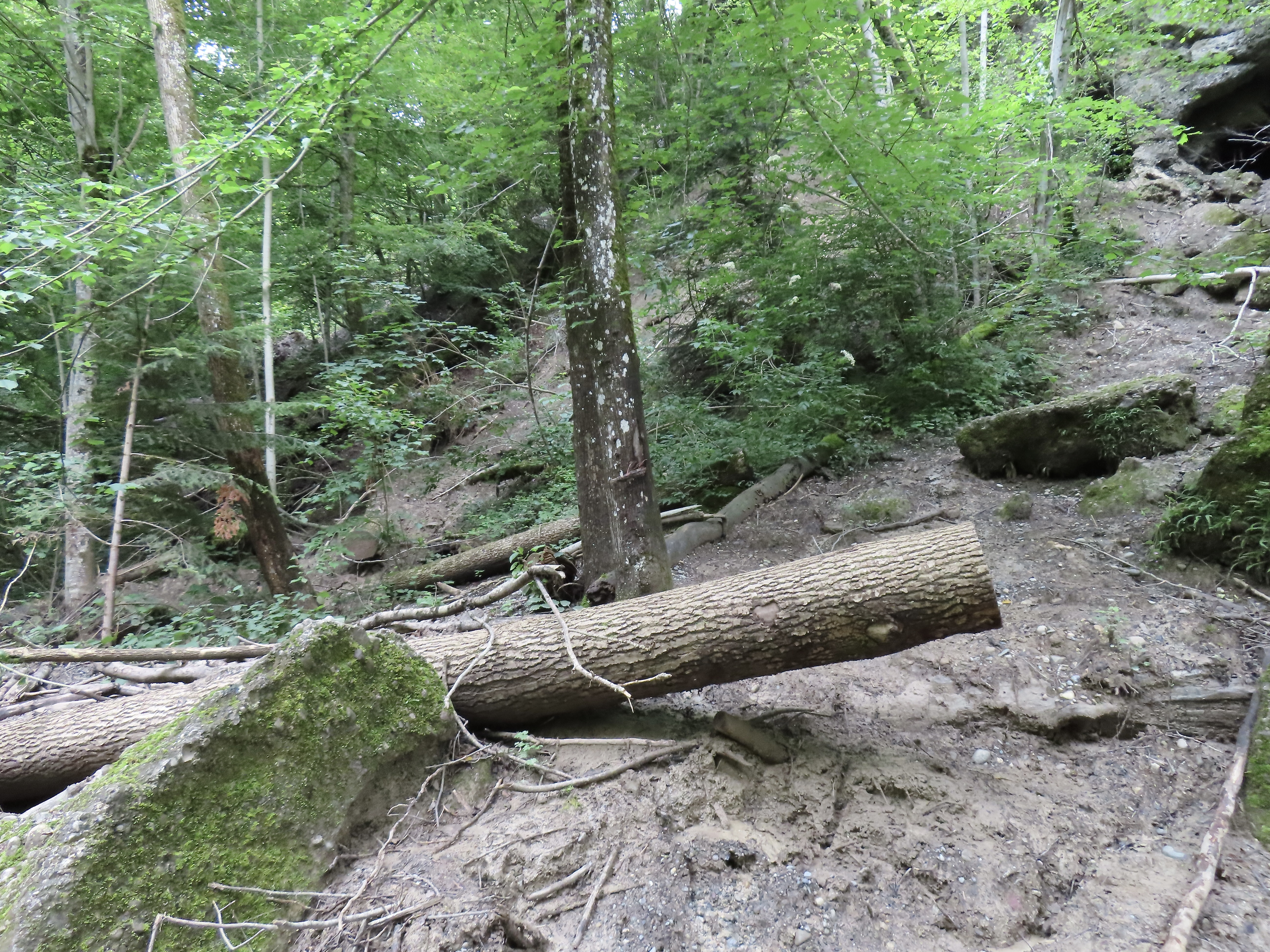
Der rutschende Lehm reisst Bäume und Steine mit und tangiert die Drachenhöhlen
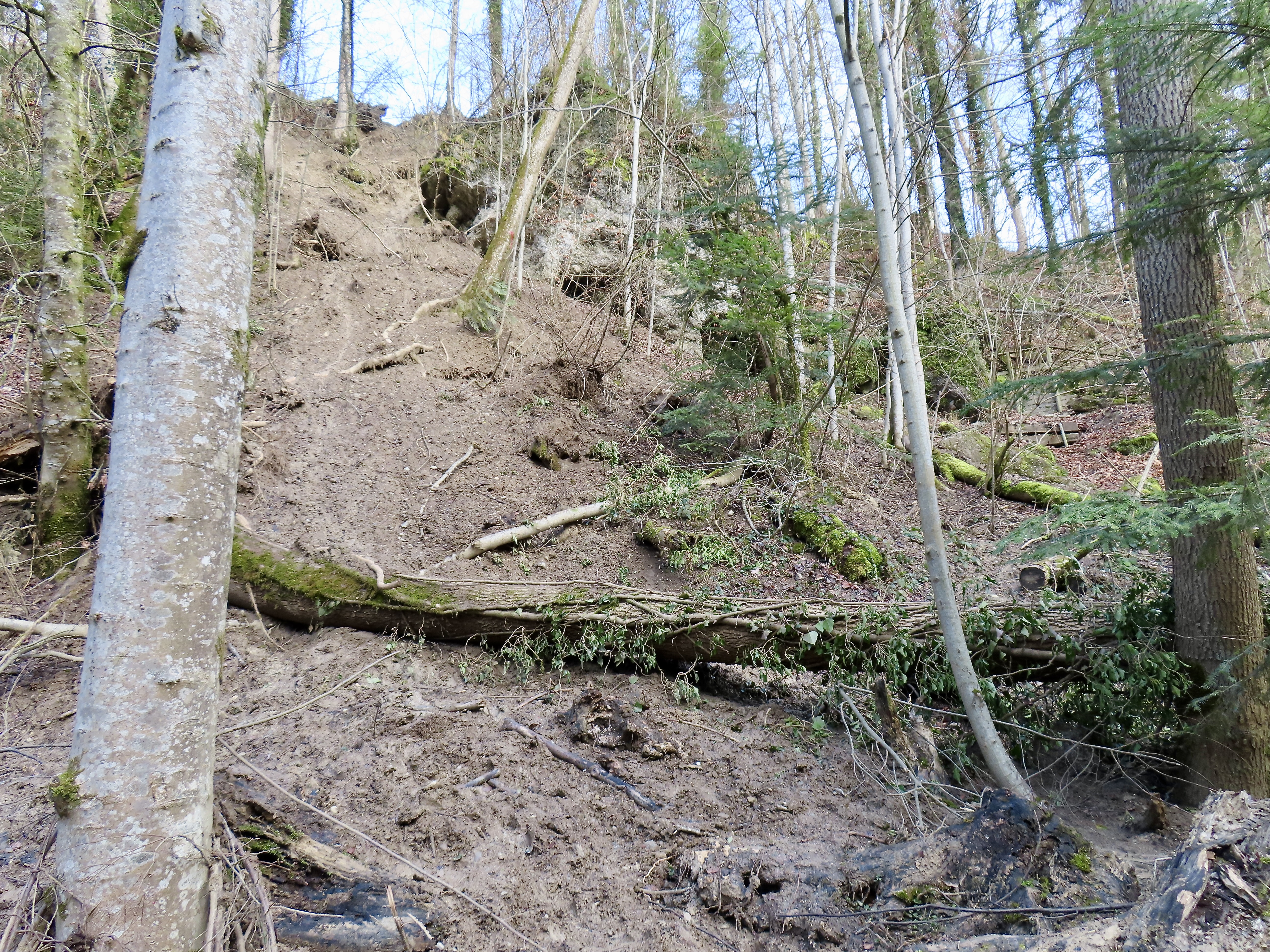
Nach dem Hangrutsch bei der Drachenhöhle bleibt der grosse Bereich am Weg weiterhin instabil
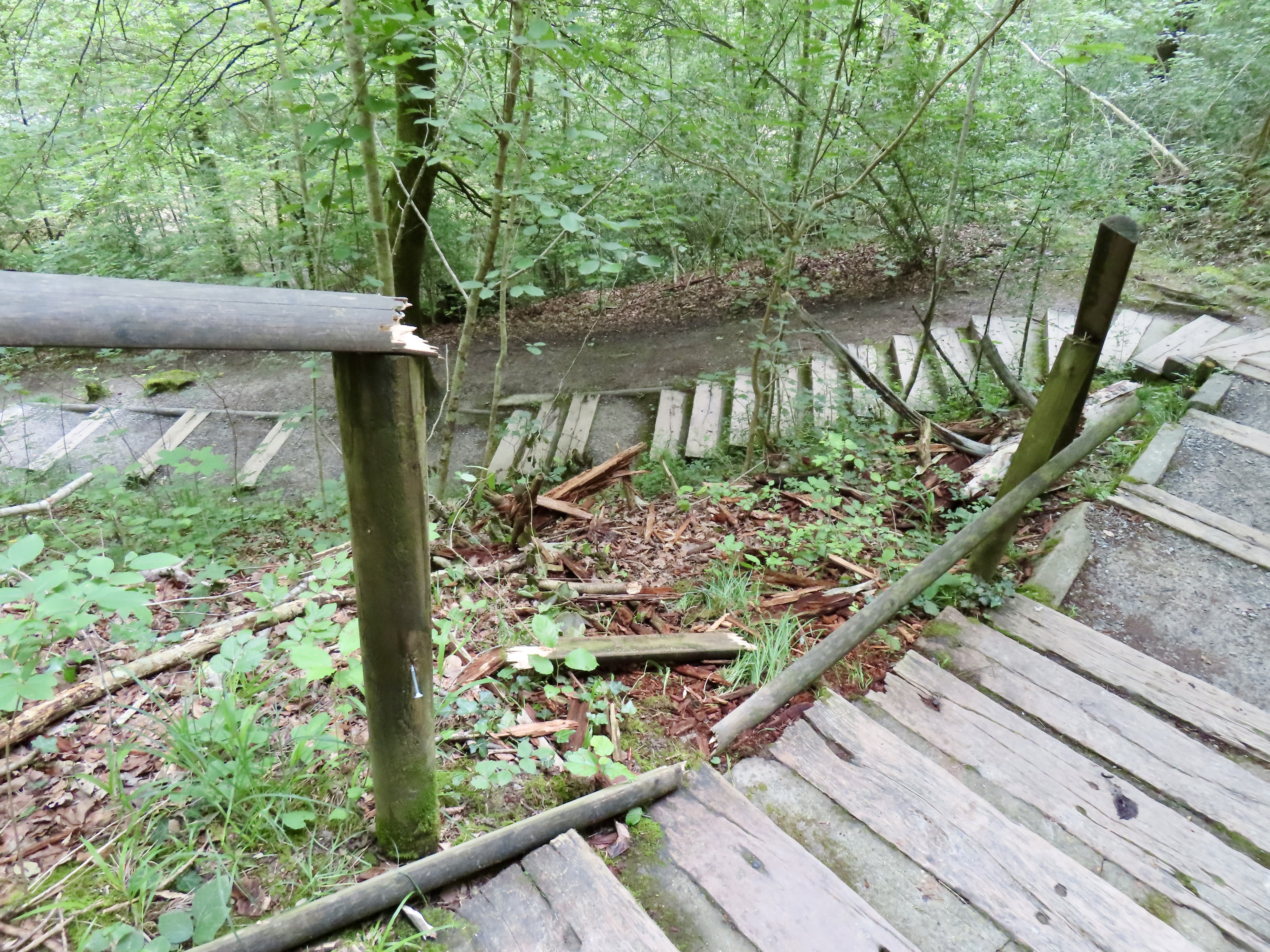
Durch umgestürzte Bäume beschädigte Treppe beim Wanderweg Seite Altersresidenz Tägerhalde
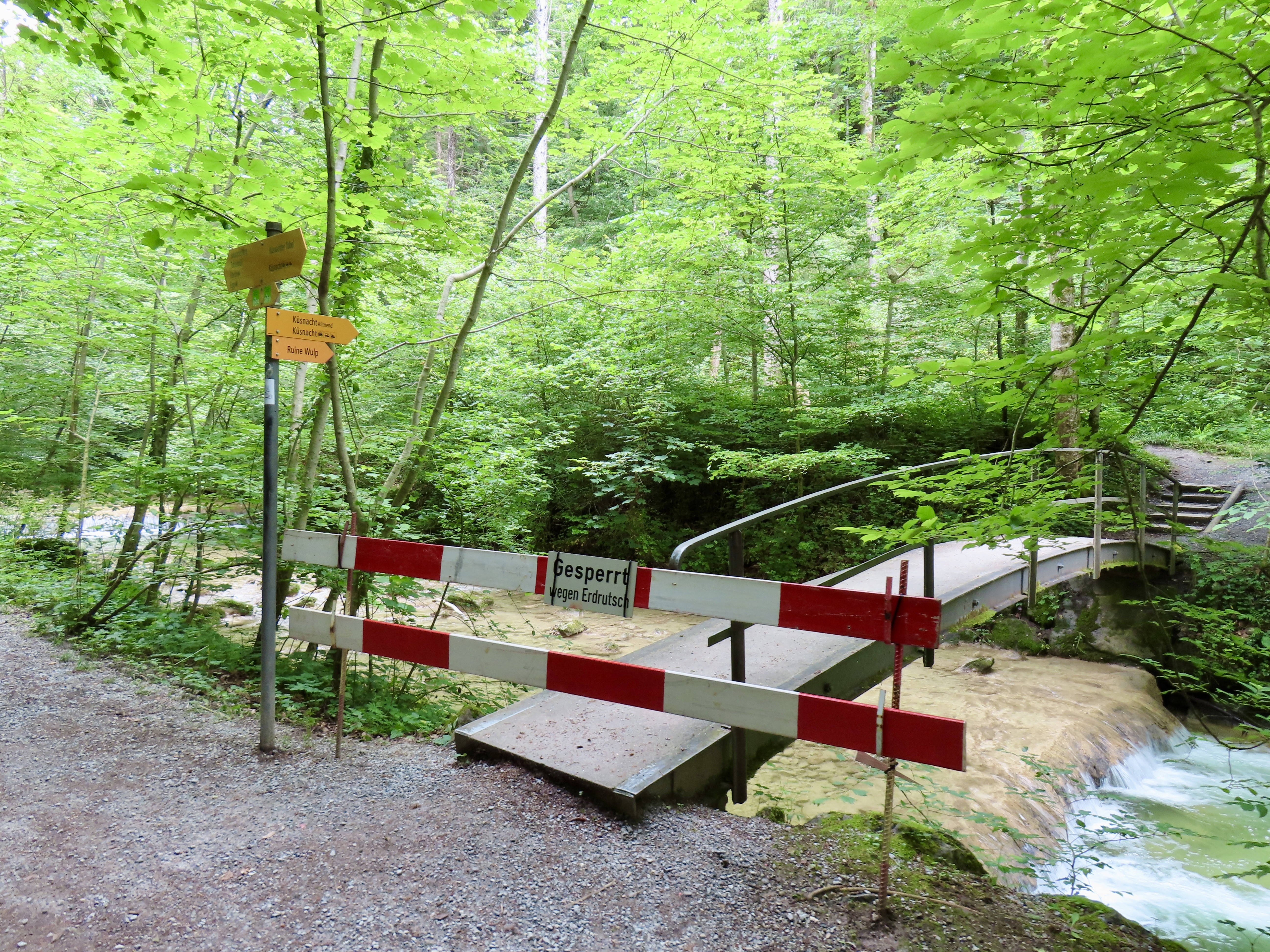
Wegen Murgängen gesperrter Wanderweg zur Burgruine Wulp
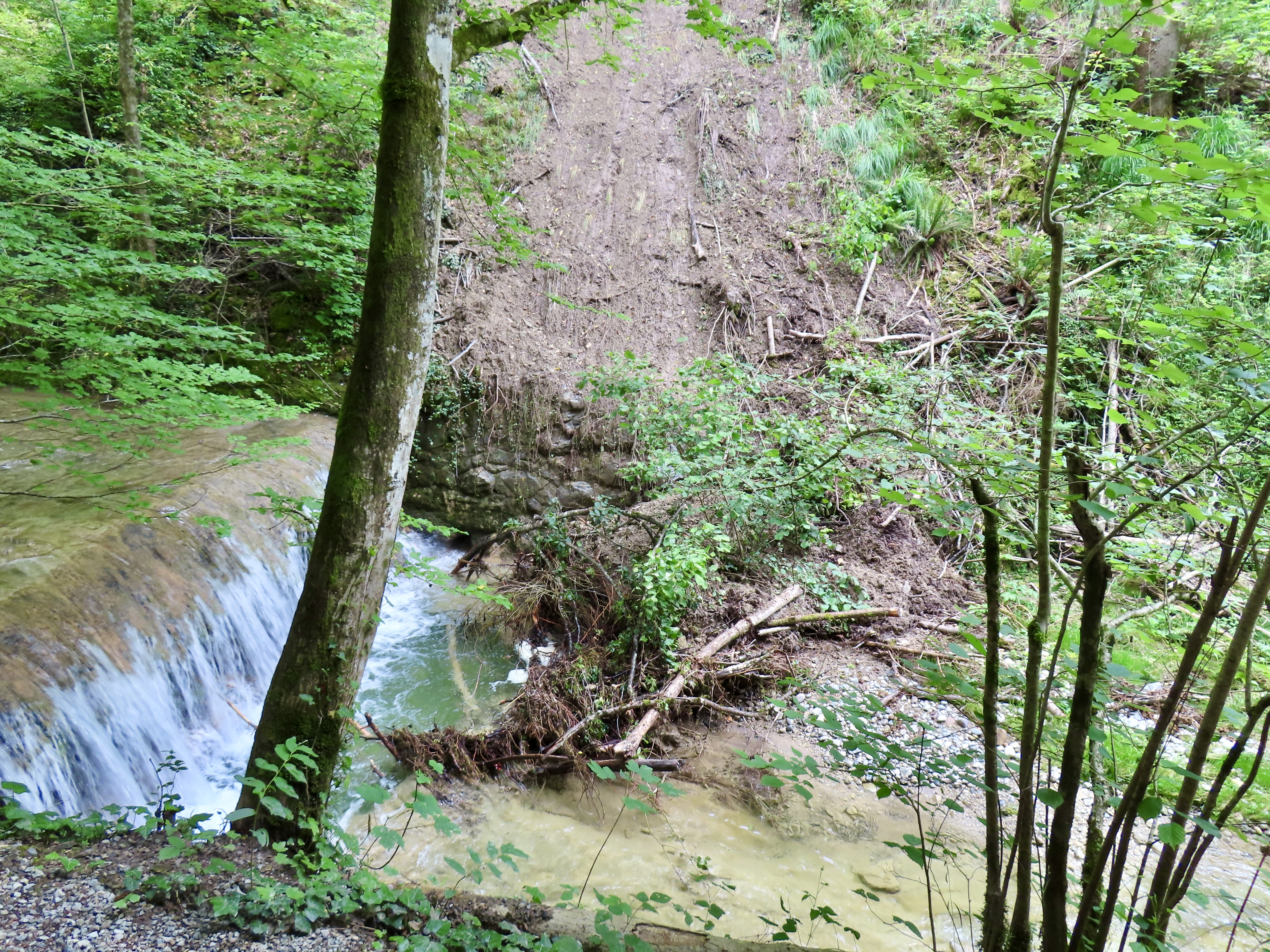
Überreste einer materialreichen Rüfe drohen den Bach zu stauen

## Hydrologie

### Abflussdaten
Bei der Mündung des Küsnachter Dorfbach in den Zürichsee beträgt seine modellierte mittlere Abflussmenge (MQ) 300 l/s. Sein Abflussregimetyp ist pluvial inférieur und sein Abflussvariabilität beträgt 25.

### Überschwemmungen
Wegen seines grossen Einzugsgebiets von knapp 13 Quadratkilometern sammelt der Bach bei heftigen Niederschlägen enorme Mengen Wasser. Wie aus einem Trichter strömen die Wassermassen – vermischt mit Geröll und Geschiebe – am Ausgang des Tobels auf das Dorf zu. Dies führte wiederholt zu schweren Überschwemmungen.

#### Überschwemmung 1778
Die erste gut dokumentierte Flutkatastrophe ereignete sich am 8. Juli 1778. Nach einem heftigen Gewitter an der Westflanke des Pfannenstiels sammelten sich im Oberlauf des Baches riesige Wassermassen. Keine Stunde nach Beginn des Unwetters erreichten die Fluten gegen 22 Uhr das schlafende Küsnacht. Die Flutwelle traf das Dorf unvorbereitet und mit gewaltiger Wucht. Sie zerstörte zahlreiche Gebäude und riss 63 Menschen in den Tod.

#### Überschwemmung 1878
Hundert Jahre nach der letzten Katastrophe trat der Dorfbach am 3. Juni 1878 erneut über die Ufer. Da das Wasser nicht unter der im Jahr 1838 zu tief angelegten Brücke bei der Seestrasse durchfliessen konnte, überschwemmte er den unteren Dorfteil und richtete erhebliche Schäden an. Ein Mann ertrank.

#### 1946
Ein weiteres Hochwasser ereignete sich am 14. Juli 1946, als innerhalb von 90 Minuten 74 Millimeter Regen fielen. Der Bach richtete an Seitenmauern und Sperren schwere Schäden an; Menschen kamen keine zu Schaden. Besonders gross waren die Schäden im Bereich des Küsnachter Horns. Die zu Tage getretenen Schwachstellen wurden beseitigt, die Mauern verstärkt.

#### Sage
Die steten Überschwemmungen und Verwüstungen fanden ihren Niederschlag in der Sage «Der Drache vom Küsnachter Tobel». Die Geschichte erzählt von einem Drachen, der wiederholt aus seiner Höhle im Tobel ausbricht und alles verschlingt, was ihm begegnet. Ein Ritter besiegt den Spuk mit Hilfe Unserer Lieben Frau, die den Drachen mit einer diamantenen Kette an den Felsen bindet. Die Sage, die mit der Drachenhöhle im Küsnachter Tobel in Verbindung gebracht wird, erzählte Meinrad Lienert in seiner Sammlung Zürcher Sagen unter dem Titel Der Fledermausstein nach. Den Zusammenhang mit der erdgeschichtlichen Entstehung des Tobels stellte Alexander Wettstein her:

«In der Nagelfluh mit sandigem Bindemittel bilden sich in Folge der ungleichen Verwitterbarkeit leicht Höhlen. Die ganze Nagelfluh ist reich an solchen. Die grösste derselben ist der sogenannte „Fledermausstein“ auf der rechten Seite des Baches. Er war nach der Sage früher der Wohnsitz eines grimmen Drachen, der von Zeit zu Zeit die Höhle verliess, um, alles verheerend, in das Dorf Küsnacht herunter zu steigen. In diesem Kleide lebt die Erinnerung an frühere Verheerungen durch den Bach fort, Erinnerungen, die durch die Hochwasser von 1778 und 1878 nur zu lebhaft aufgefrischt wurden.»

Die reformierte Kirche Küsnacht ist dem als Drachentöter in Erinnerung gebliebenen heiligen Georg (Patrozinium 1332) geweiht.

## Hochwasserschutz

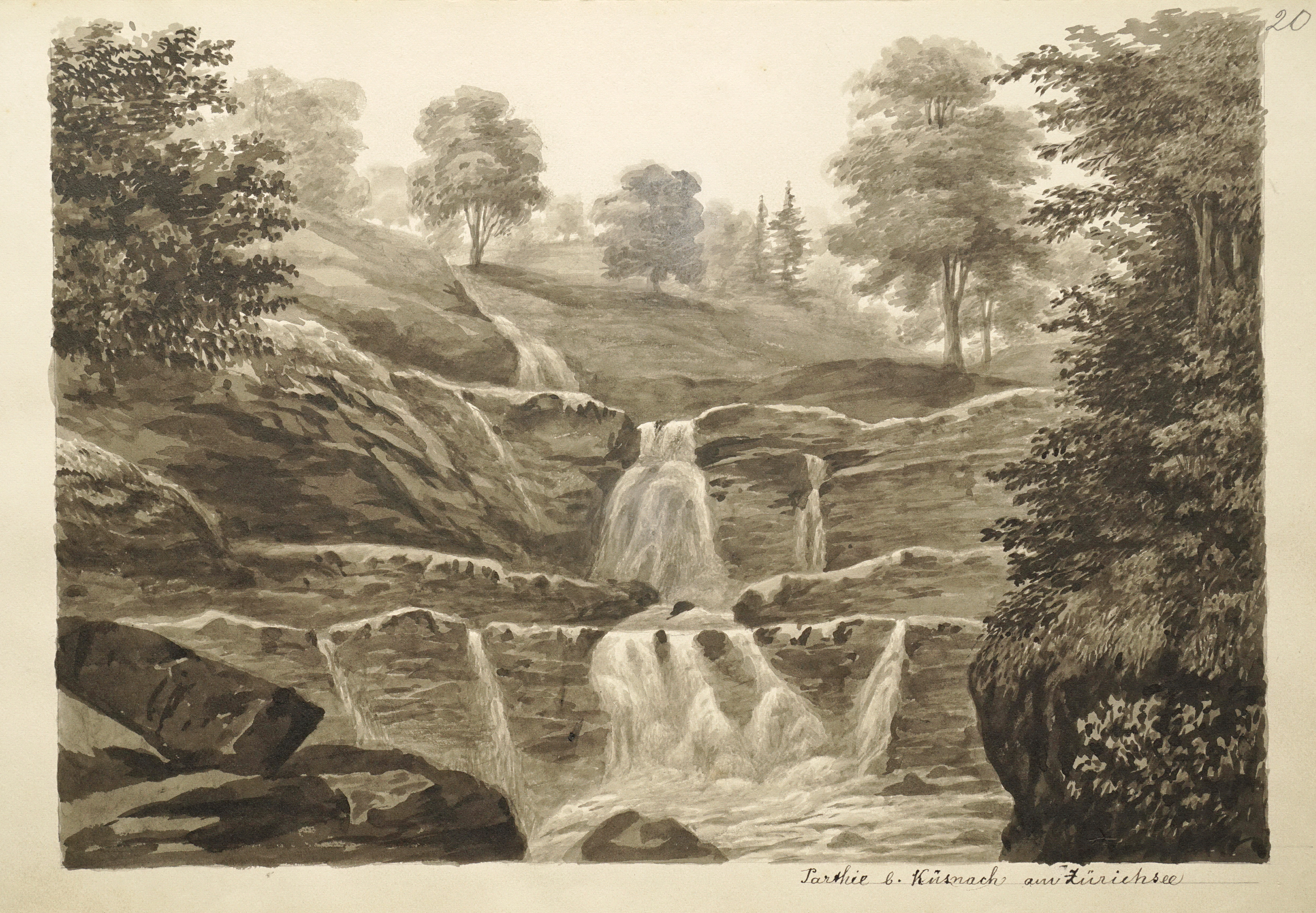
Das Küsnachter Tobel um 1880. Tuschzeichnung von Heinrich Müller

Um weitere Überschwemmungen zu verhindern, wurden umfangreiche Hochwasserschutzmassnahmen getroffen.

### Erste Etappe 1778
Als erste Massnahme wurde der Bach schon 1778 im Bereich des Dorfes begradigt und in einem neun Meter breiten Bett kanalisiert. Dies vermochte 100 Jahre lang Überschwemmungen zu verhindern.

### Zweite Etappe 1880–1890
Um Stauungen zu verhindern, wurde 1880 als erstes die Brücke über die Seestrasse um 60 Zentimeter angehoben. Im Tobel wurden in der Folge mehrere Verbauungen erstellt, unter anderem mehrere Wildbachsperren aus Trockenmauerwerk. Weil diese Massnahmen am 7. Juli 1891 einem Hochwasser nicht standhielten, wurde eine umfassende Verbauung des Tobels beschlossen.

### Dritte Etappe 1895–1899
Im Tobel wurde mit grossem materiellem und finanziellem Aufwand eine Wildbach-Sperrentreppe errichtet; über hundert Sperren aus Holz, Steinkästen, Trockenmauern und Beton wurden eingebaut. Zwischen den Sperren wurden mit Steinen die Ufer befestigt. Die grösste Sperre beim Tobelausgang ist acht Meter hoch. Durchschnittlich wurde das Gefälle des Baches auf einer Länge von 2,5 Kilometern von 4 % auf 1–2 % gesenkt. Gleichzeitig wurden auch die vier grössten Zuflüsse verbaut, später noch kleinere Seitenbäche. Die Leitung der Arbeiten hatte Jean Pfister, der in Küsnacht den Übernamen «Bach-Pfister» erhielt.

### Vierte Etappe 1946
Nachdem am 14. Juli 1946 ein Hochwasser vor allem am Küsnachter Horn an den Bachmauern schwere Schäden angerichtet, im Tobel Sperren beschädigt oder zerstört sowie Keller und Gärten unter Wasser gesetzt hatte, wurden mehrere Mauern noch einmal verstärkt. Seither blieb Küsnacht von Schäden durch Hochwasser verschont.

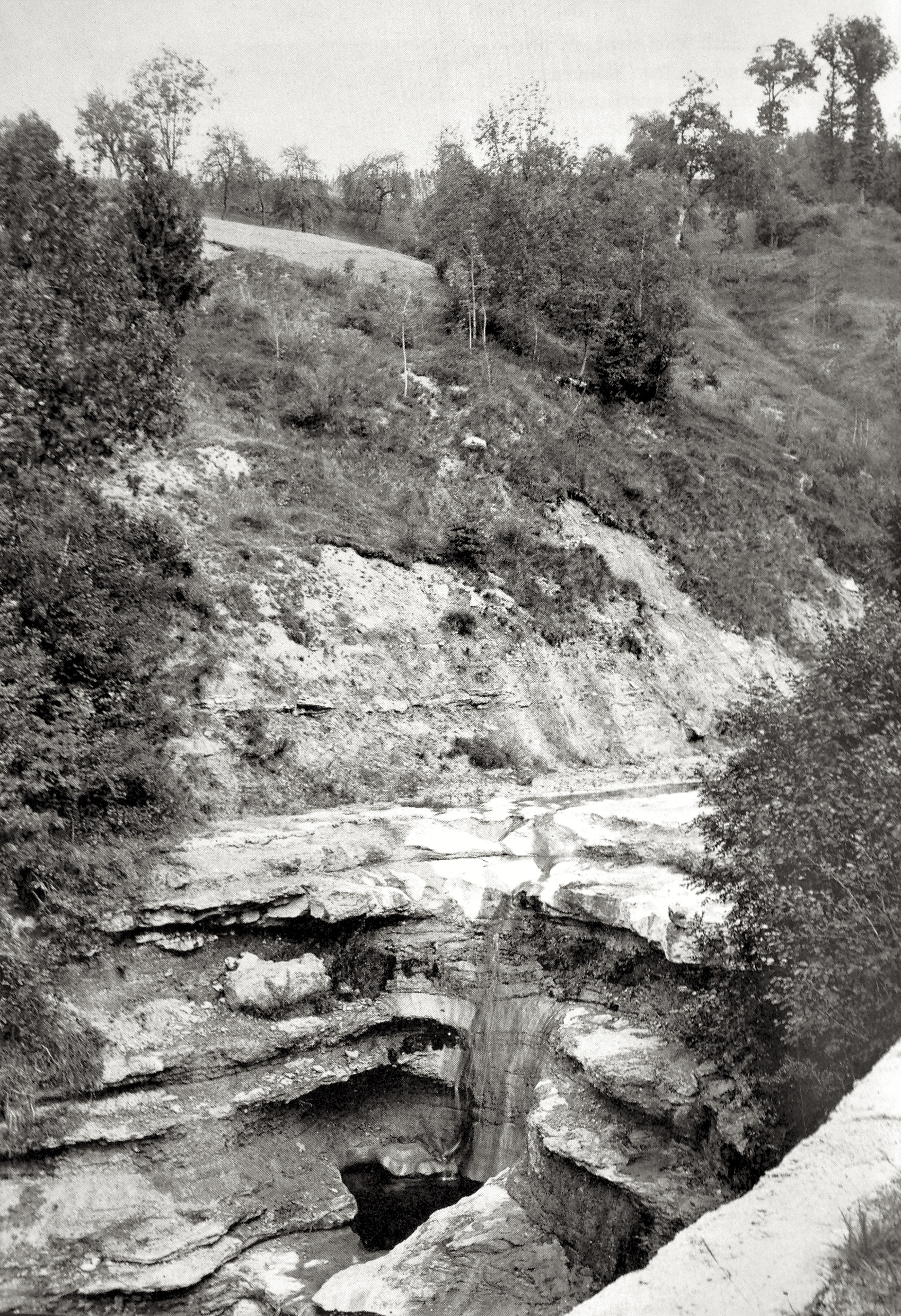
Felsriegel beim Tobelausgang vor der Verbauung
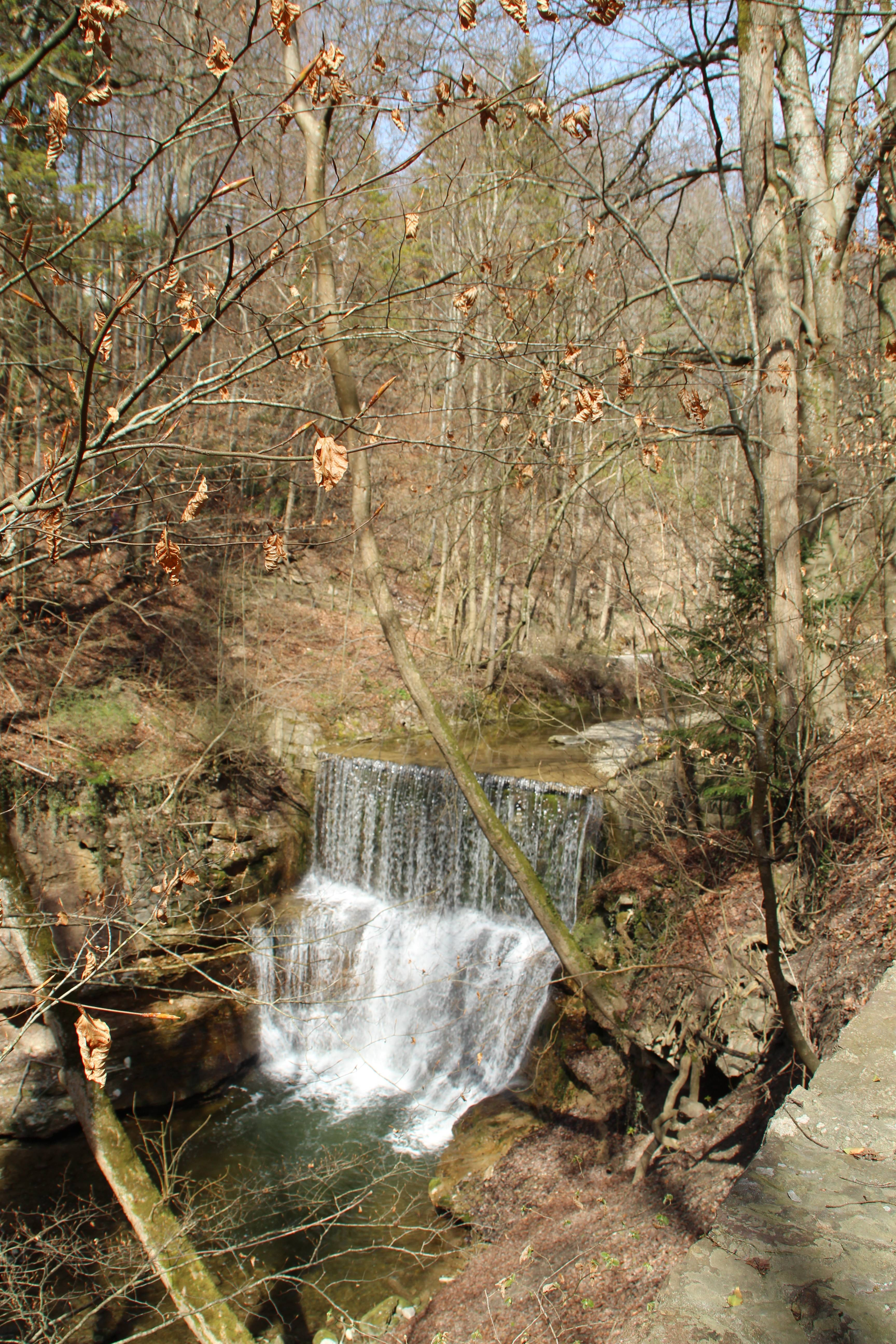
Gleiche Stelle nach der Verbauung

## Lebewesen

### Flora

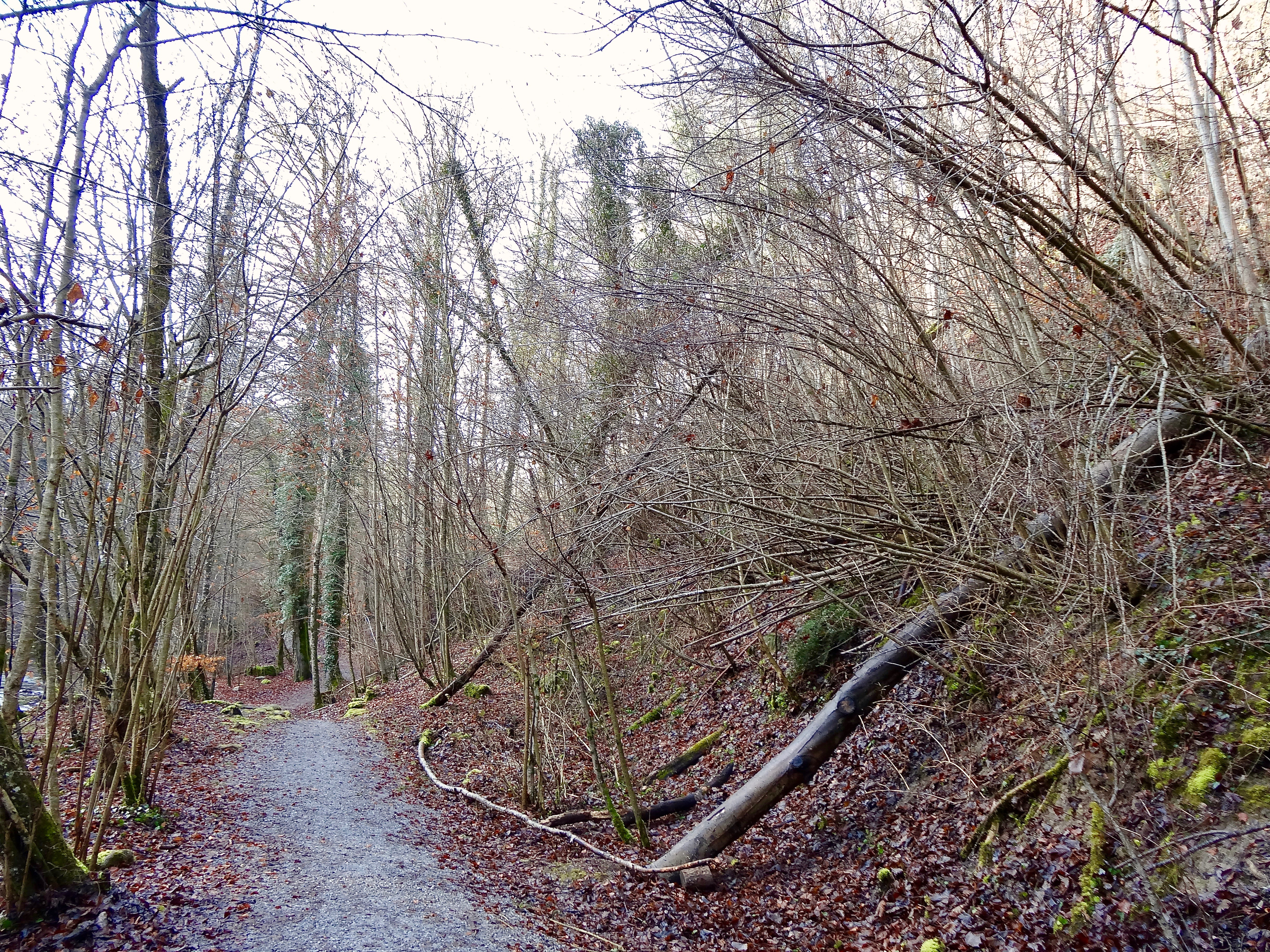
In Bewegung: Kriechhang mit rutschenden Bäumen und Büschen

Der Dorfbach, der den Wald mit dem See verbindet und dabei das bebaute Dorfzentrum durchquert, ist Lebensader und wichtige Grundlage für die lokale und überregionale Biodiversität und Artenvielfalt. Bezüglich der in der Schweiz vorkommenden Pflanzenwelt nimmt vor allem das Küsnachter Tobel eine besondere Stellung ein. Dabei haben sich die Voraussetzungen für die Flora des Tobels seit den baulichen Massnahmen zum Schutz vor Hochwassern verändert: Vor der Verbauung des Bachs wird das Küsnachter Tobel als wilde "Bergschlucht" beschrieben. Auf den Kanten steiler Rinnen ins Tobel hinunter sei zwischen den hervortretenden Partien aus Fels lichter, sonnendurchfluteter Wald mit einer reichen Flora gewachsen. In der Tobelsohle sind Grauerlen-Gehölze bezeugt, die an Ufern von Gebirgsflüssen vorkommen. An den Tobelhängen hielten die hier geweideten Ziegen das Unterholz im Schach. Flurnamen, wie „Zürimoos“ oder „Ägerten“ erinnern an die zeitweilige landwirtschaftliche Nutzung der damit bezeichneten Gelände. Der Wald lieferte den Dorfbewohnern Bau- und Brennholz, wobei Mittel- und Niederwälder etwa in den „Haselstuden“ ihrerseits periodisch für offene, besonnte Waldflächen sorgten. Durch die Bachverbauung nahm auch die Erosion des Tobels ab, wobei dessen Dynamik wie beim Sturz des Drachenkopfs auch weiterhin zutage tritt. Zugleich verwaldete das zunehmend zuwachsende und dunkler werdende Tobel, in dem nun Buchen und umfangreiche angepflanzte Fichtenforste vorherrschen.
Heute prägen in den bewirtschafteten Bereichen des Tobels bekannte Pflanzen das Bild, wie der gemeine Wurmfarn, die gewöhnliche Schlüsselblume, Buschwindröschen, das Kleine Springkraut („Rühr-mich-nicht-an“), aber auch Giftpflanzen, wie die Einbeere oder das Vielblütige Salomonssiegel. Typische Gehölze sind unter anderem Eiben und Stechpalmen, von denen sich auch der Flurname des im Tobel gelegenen Palmeräi (Palmen-Rain) herleitet. Daneben bietet das Tobel jedoch Raum für besonders seltene und geschützte Pflanzen: Die Felsen aus Nagelfluh-Deckenschotter und Sandstein sind mit einer reichen Farngesellschaft bewachsen, zu der unter anderem die Mauerraute, der Braun- und der Grünstielige Streifenfarn sowie die Hirschzunge gehören. An steilen Hängen, an denen Hangrutsche den Mergel offengelegt haben, blieben in der für das Küsnachter Tobel charakteristischen Steinbrechflur sogar Relikte der Eiszeit erhalten. Gemeint sind spezielle Pflanzen, die ansonsten nur noch in den Alpen bekannt sind, wie der Safrangelbe Steinbrech, der Bewimperte Steinbrech oder das Alpenmasslieb. Von Bedeutung sind überdies die geschützten Hangriede und Sumpfgebiete, zum Beispiel in der Cholgrueb, den Haselstauden oder der renaturierten Geländekammer Tobelmüli. Hier kommen Raritäten vor, wie das Breitblättrige und das Fleischrote Knabenkraut, Mehlprimel, Studentenröslein, Schwalbenwurz-Enzian und der im europäischen Verbreitungsgebiet gefährdete Lungenenzian. In den schützenswerten Überresten ursprünglich lichten Waldes, verkörpert etwa im Wulphügel, werden äusserst seltene Arten, wie das Rote Waldvögelein, der Gefranste Enzian und der Frauenschuh, beobachtet. Verschiedene Naturschutzmassnahmen tragen zum Fortbestand dieser einmaligen und kostbaren Lebensräume bei.
Als nicht-erwünschte Neophyten breiten sich im Küsnachter Tobel unter anderem aus: Die Lianen-Heckenkirsche (Lonicera henryi), die sich bis zu einem Anfang 2020 durchgeführten Aufwertungsprojekt breitflächtig im Eingang des Tobels ausbreitete und auch künftig durch Auslichtungsmassnahmen bekämpft werden muss, Drüsiges Springkraut, Sommerflieder. Im Bereich des Bach-Deltas werden die Reste der ursprünglichen Seeufervegetation gepflegt und geschützt, vor allem die aufgelichteten Schilfbestände unter anderem bei der Küsnachter Zehntentrotte.

Pflanzen im Küsnachter Tobel
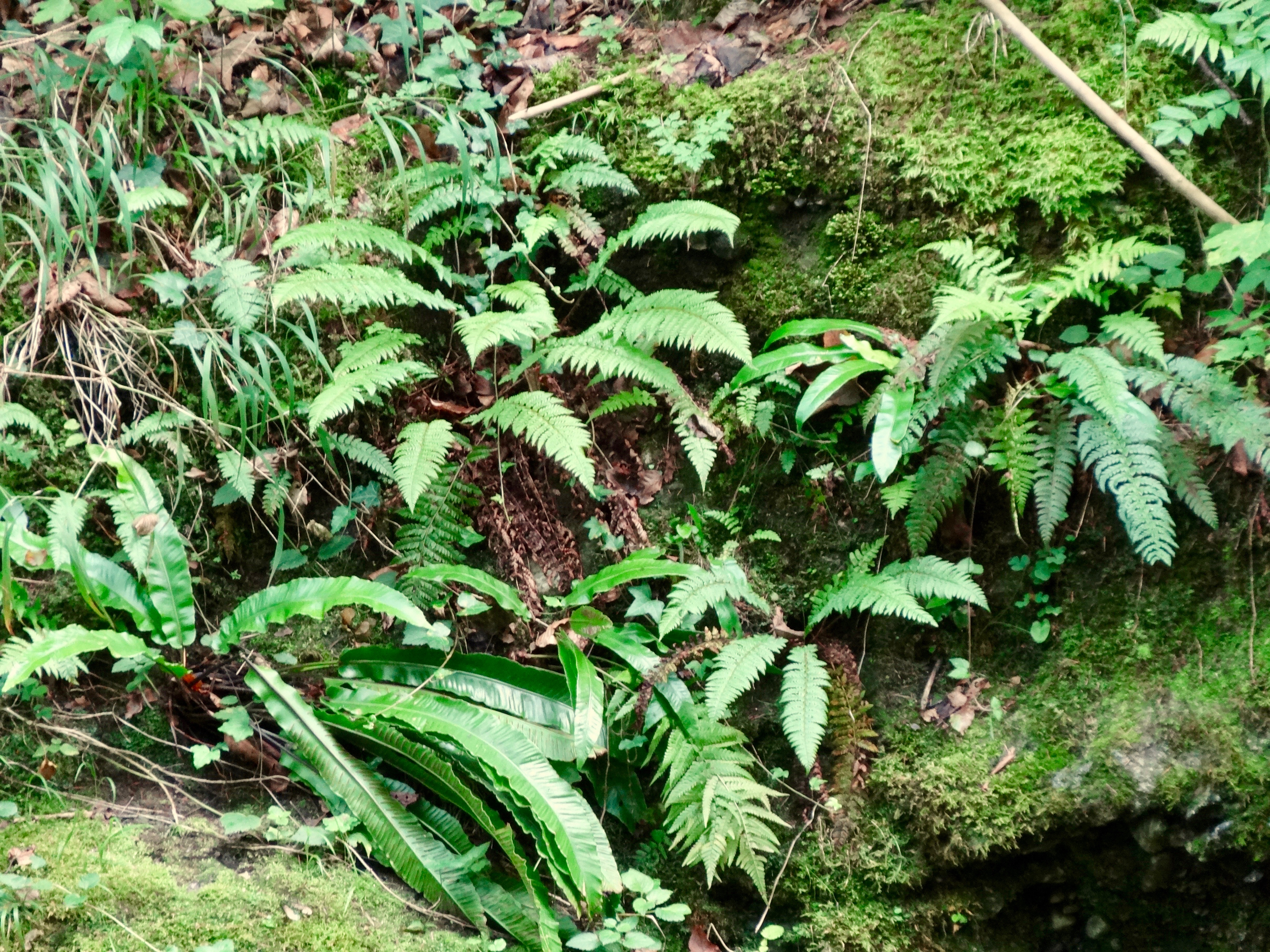
Gemeiner Wurmfarn und Hirschzungenfarn
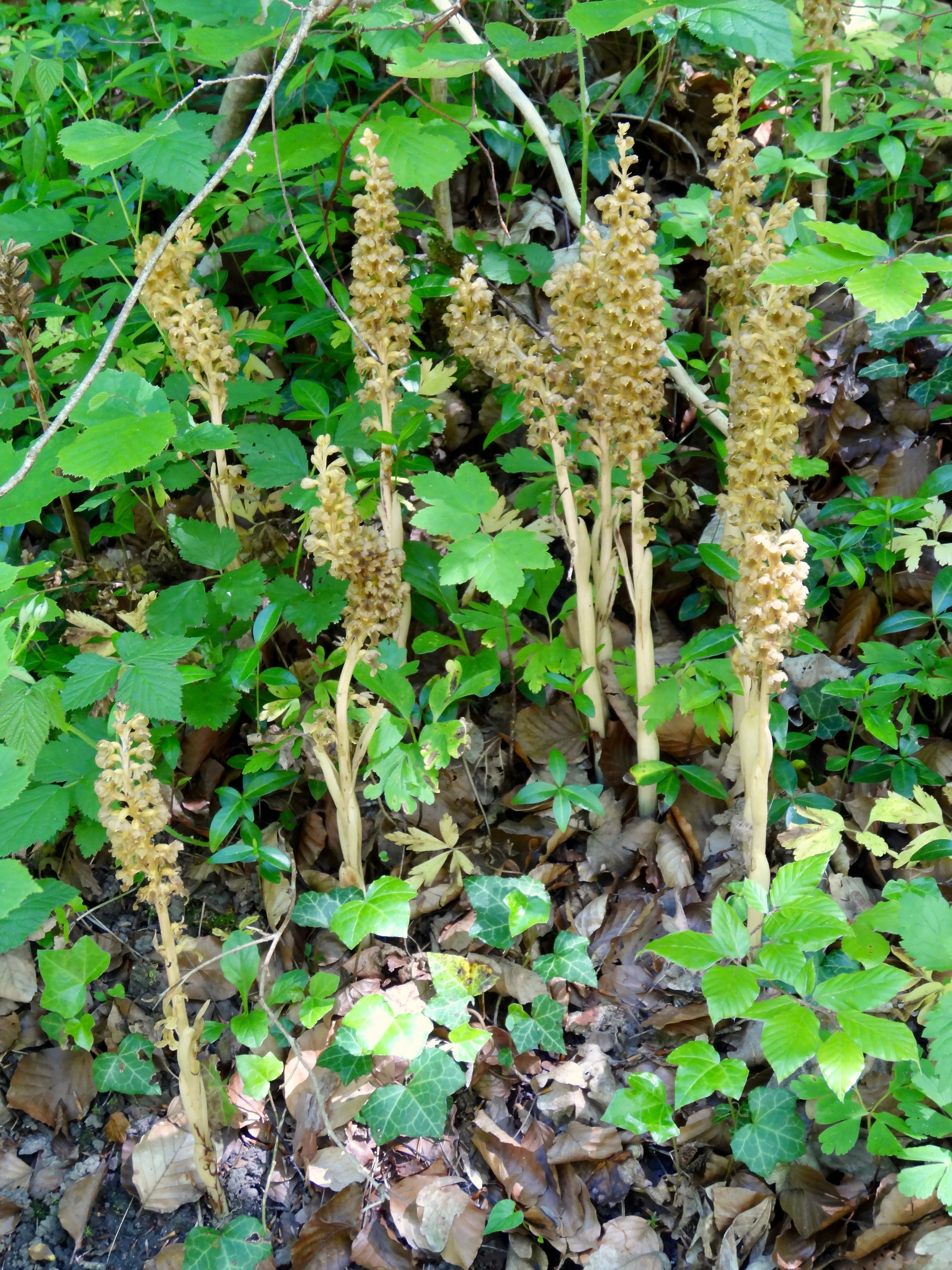
Vogelnestwurz (Neottia nidus-avis) aus der Familie der Orchideen
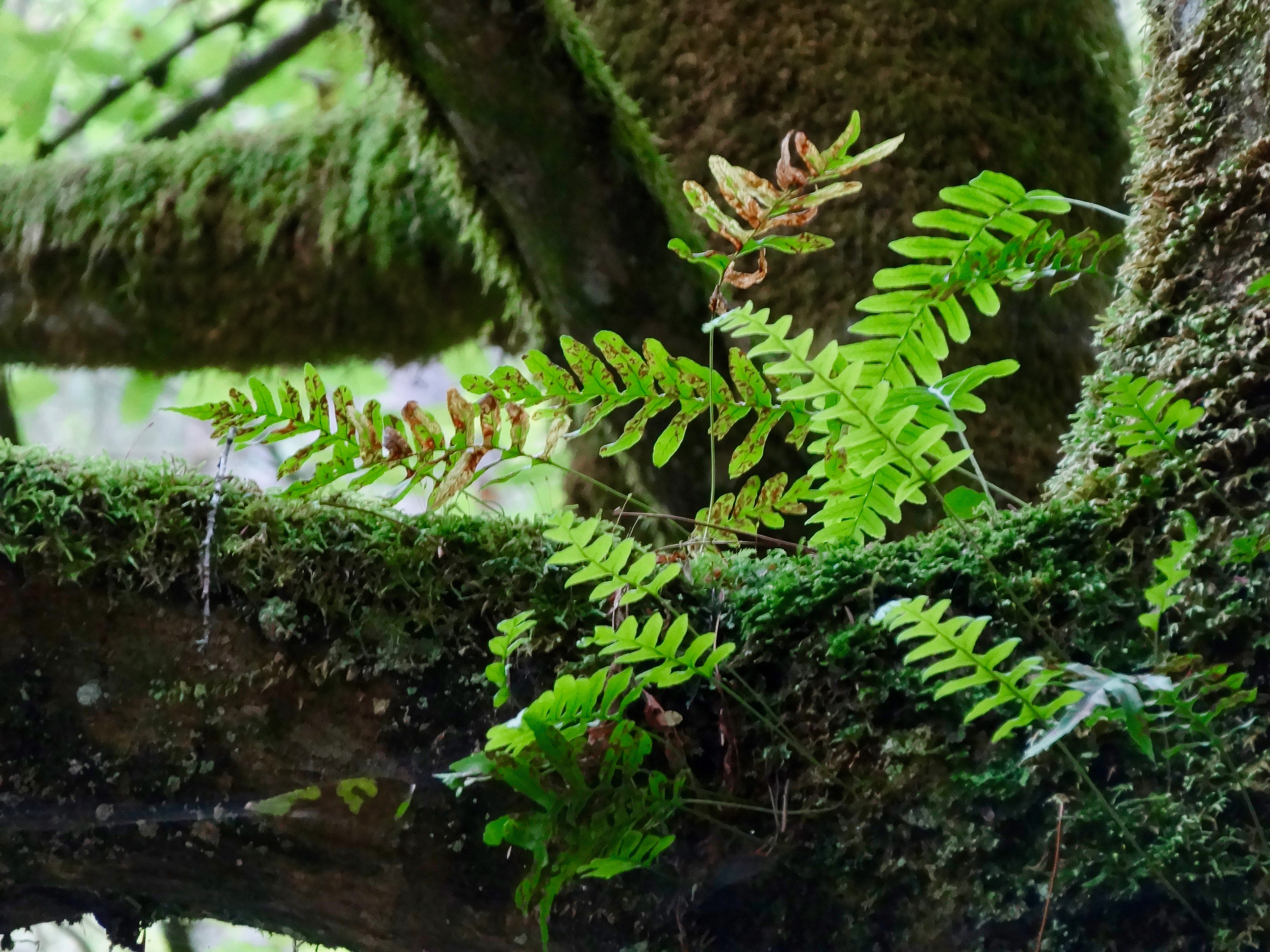
Engelsüss (Polypodium vulgare) auf einem Baum
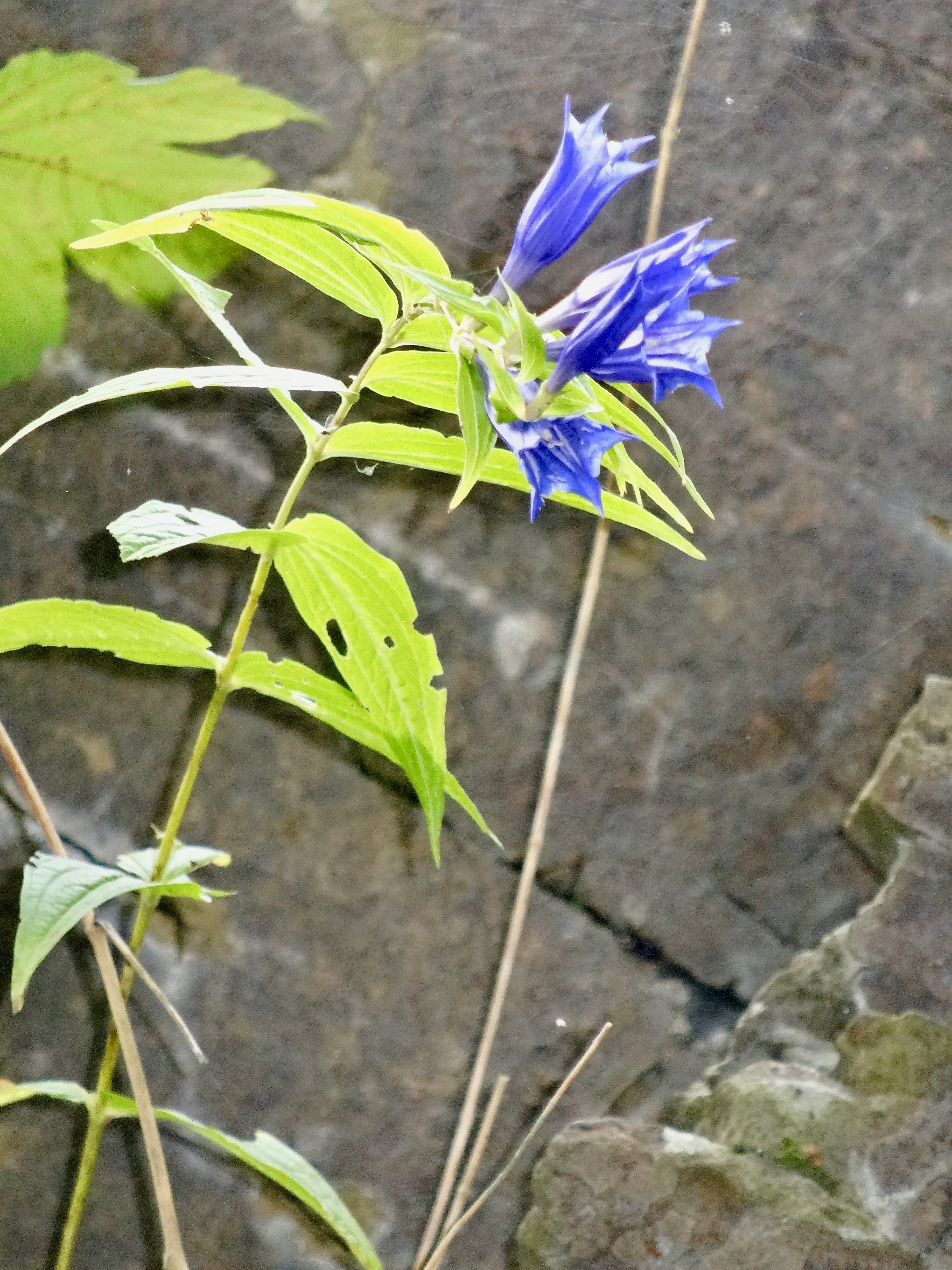
Schwalbenwurz-Enzian (Gentiana asclepiadea)
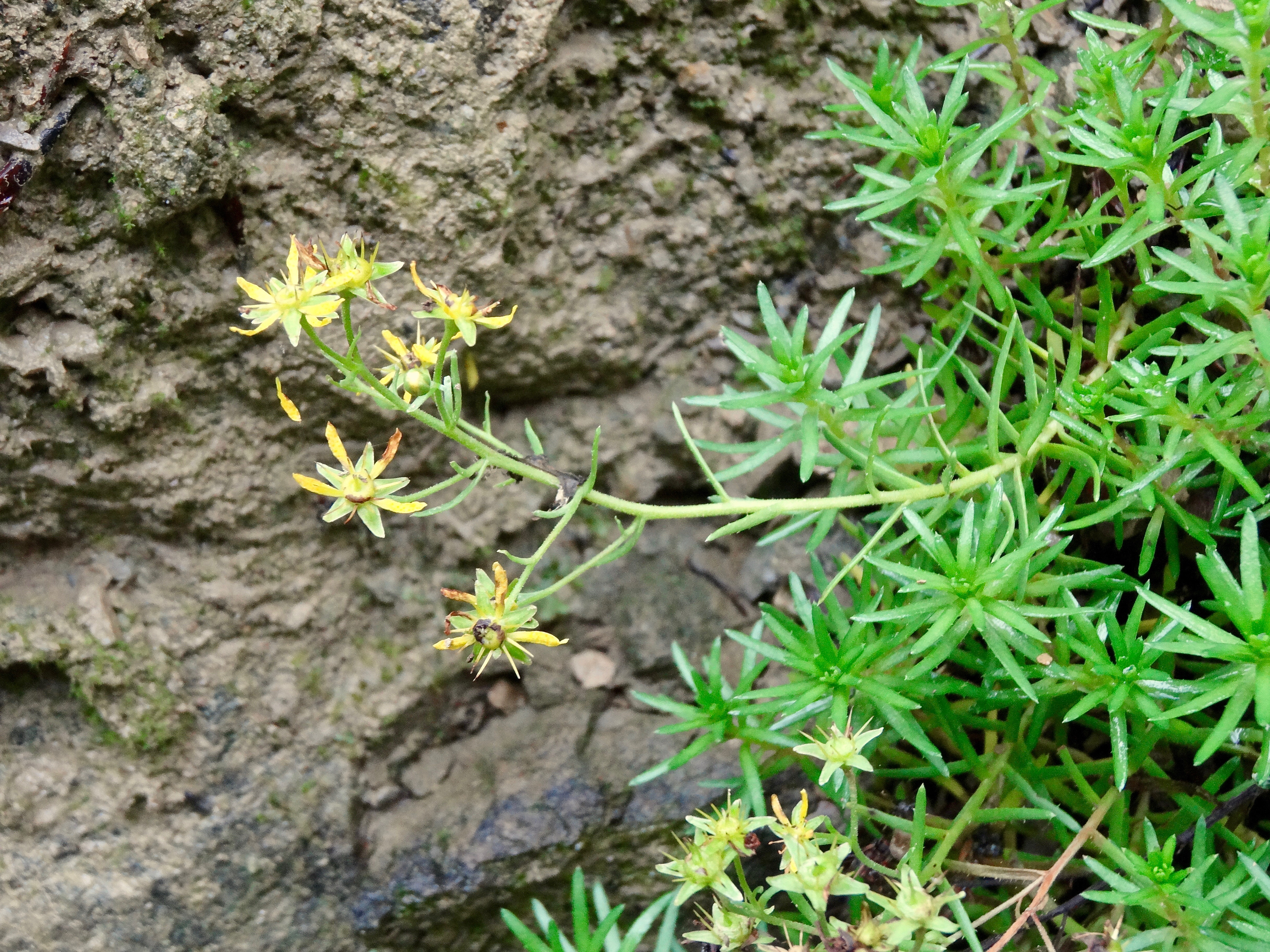
Bewimperter Steinbrech (Saxifraga aizoides)
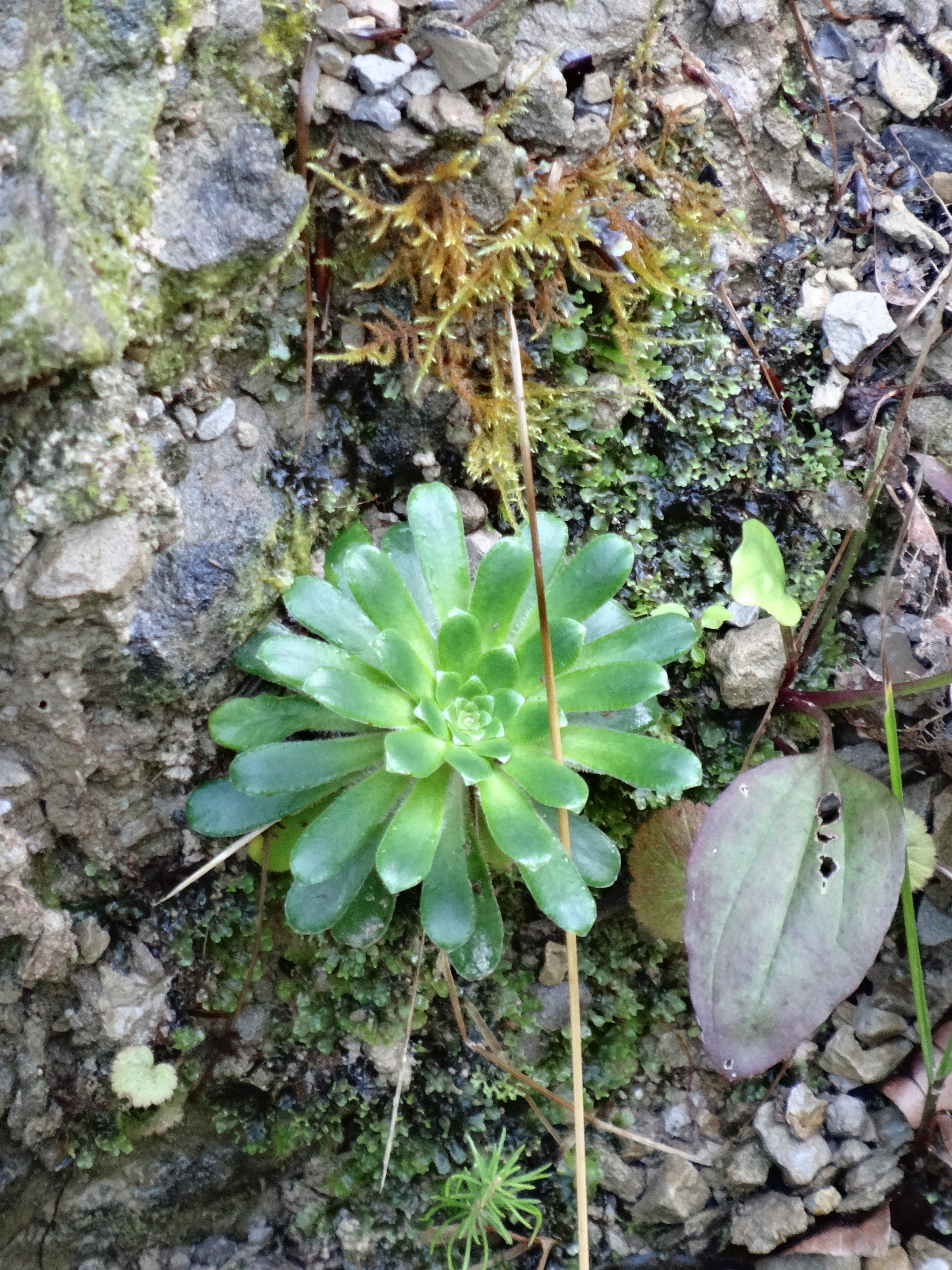
Safrangelber Steinbrech (Saxifraga mutata)
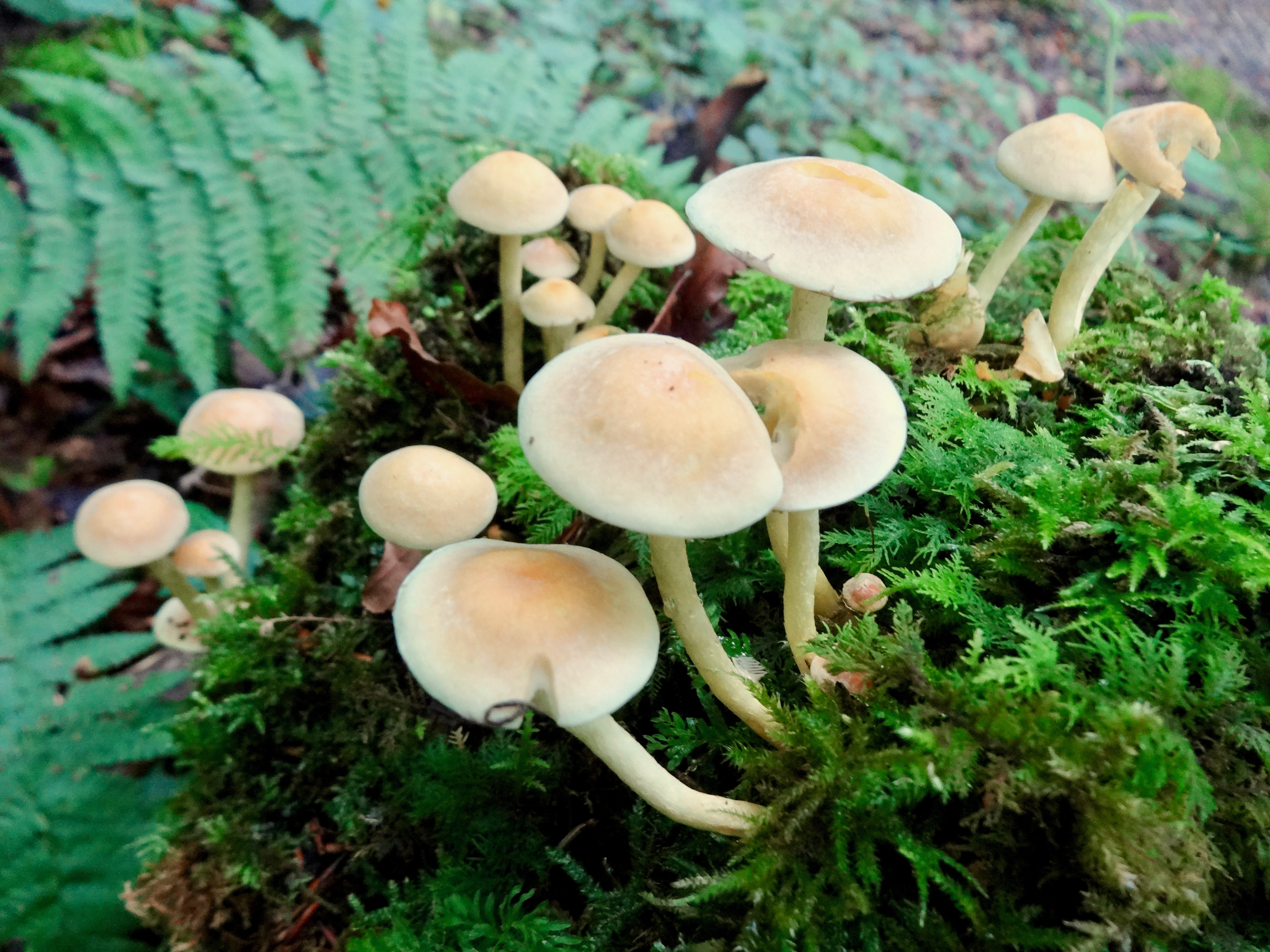
Farn, Pilze und Moos
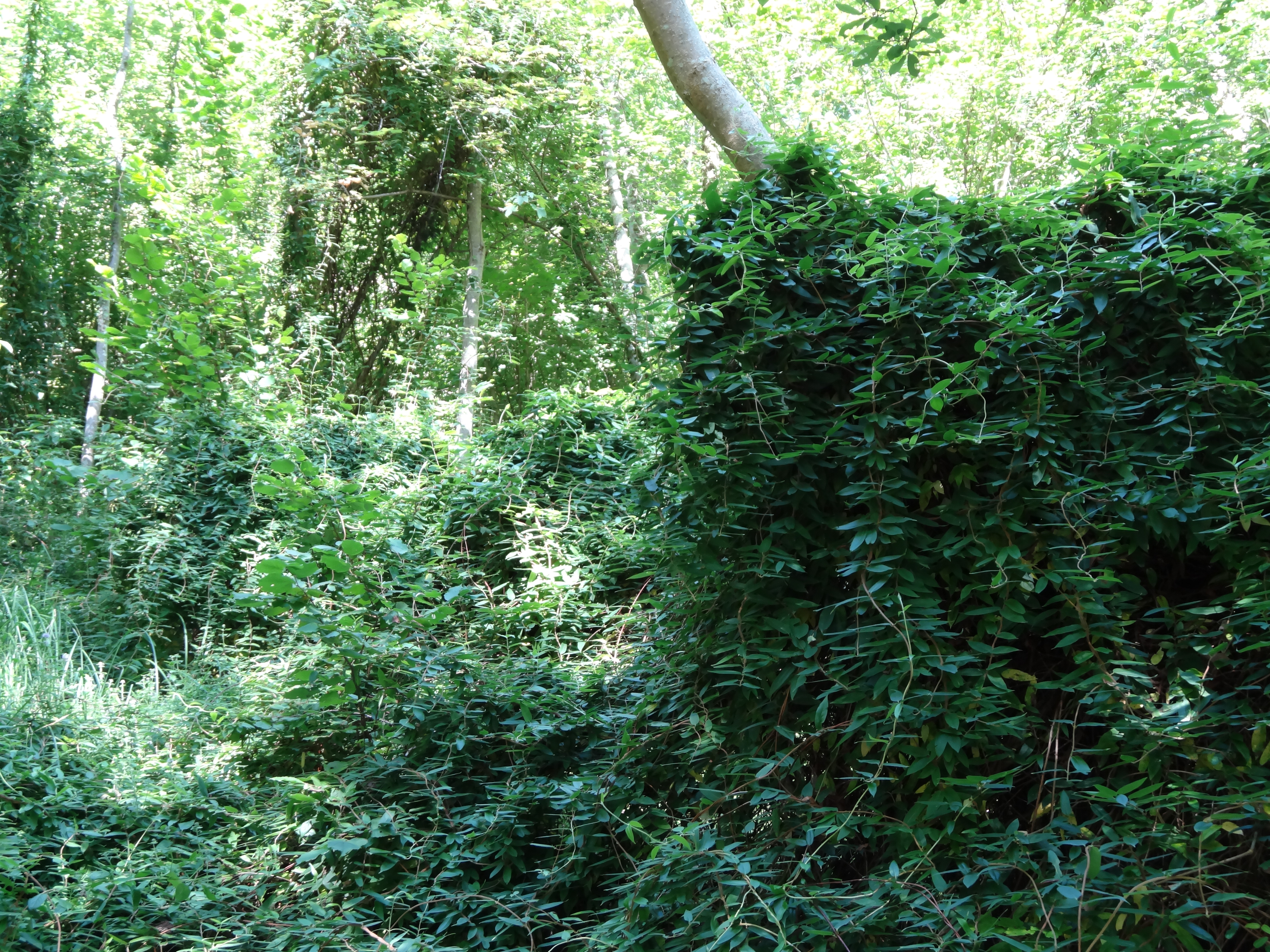
Lianen-Heckenkirsche (Lonicera henryi): Überwachsene Flächen im August 2019
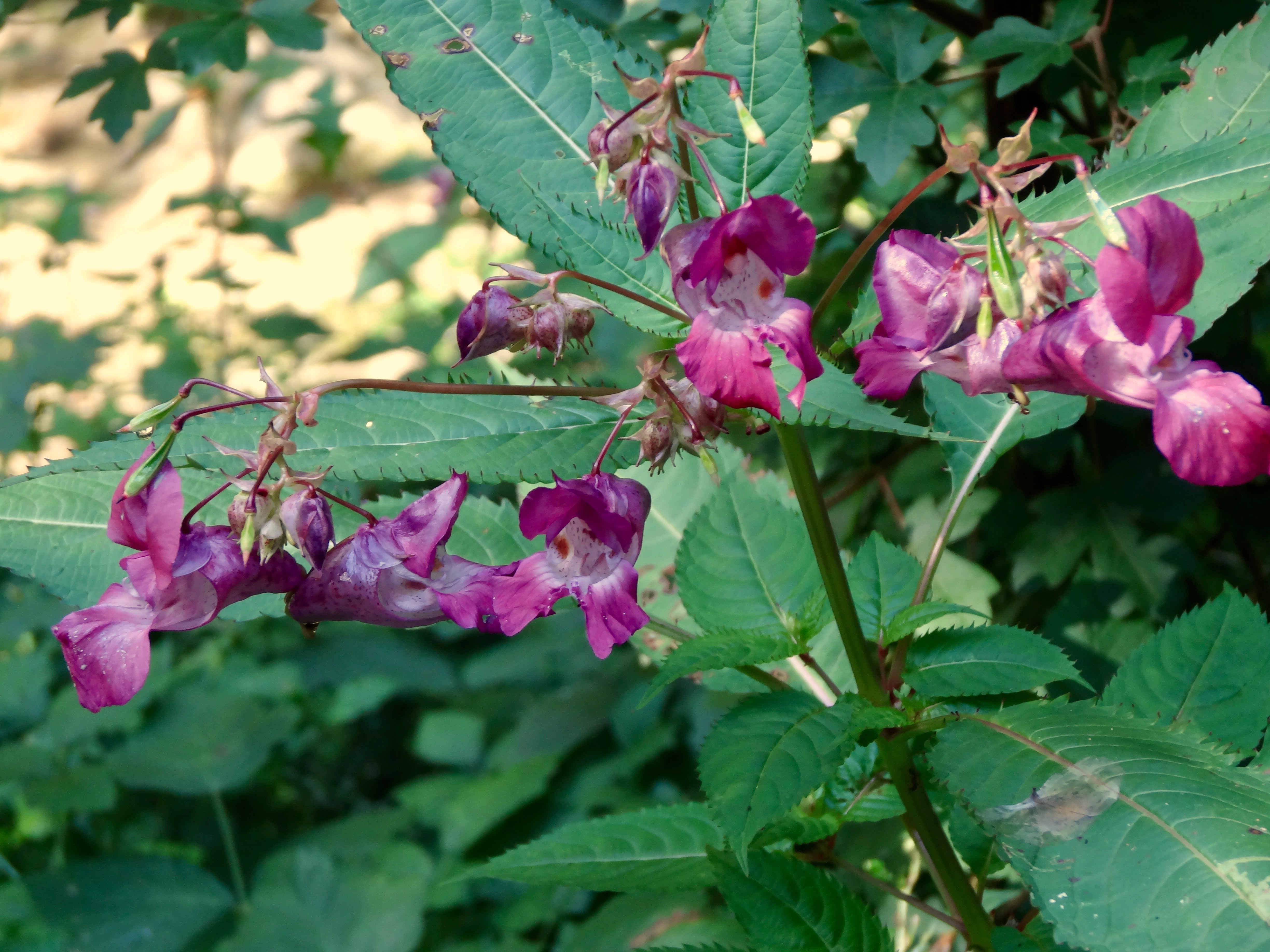
Drüsiges Springkraut (Impatiens glandulifera)

### Fauna
Das Küsnachter Tobel ist Lebensraum für zahlreiche Säugetiere, darunter Rehe, Füchse, Dachse, Baummarder, Eichhörnchen, Siebenschläfer. Im Juni 2019 hielt sich ein durchwandernder Waldgämsbock im Tobel auf. Entlang des Dorfbachs lassen sich verschiedene Mausarten (u. a. Waldmaus, Wühlmaus) und Ratten beobachten. Während die bis in die 1950er Jahre in der Drachenhöhle nachgewiesenen Fledermäuse (Kleine Hufeisennase) heute verschwunden sind, wird die Franzosenhöhle unterhalb des Forchdenkmals von der Stiftung zum Schutz unserer Fledermäuse in der Schweiz SSF zur Auswilderung gefundener Fledermäuse genutzt. Wasserfledermäuse nutzen das Tobel als Dunkelkorridor auf ihrem nächtlichen Weg von der Küsnachter Allmend zum Seeufer. Meldungen über Fledermausquartiere an den Küsnachter Natur- und Vogelschutzverein oder Ansprechpartner bei der Gemeinde werden seit 2022 ins online zugängliche Küsnachter Gebäudebrüterinventar übernommen. Im Frühjahr findet alljährlich zwischen dem Küsnachter Tobel, dem Schübelweiher und dem Rumensee eine eindrückliche Amphibienwanderung statt.
Im Küsnachter Tobel liegt ein kantonaler Verbreitungsschwerpunkt der Gebirgsstelze und der Wasseramsel. Ihr Vorkommen wird durch die Schutzmauern und Bachverbauungen mit ihren natürlichen Nischen gefördert. Der Bestand der Wasseramseln wird seit 1978 in einem von Johann Hegelbach vom Institut für Evolutionsforschung der Universität Zürich initiierten und seit 2021 von der Schweizerischen Vogelwarte fortgeführten, überaus datenreichen Forschungsprojekt überwacht. Dabei wurde auch ein drastischer Rückgang seit 2016 festgestellt: Im Vergleich zum Jahr 2008 mit 18 im Küsnachter Tobel dokumentierten Brutpaaren – der grössten bekannten Dichte überhaupt – konnten 2019 nur noch drei Brutpaare bestätigt werden; die Anzahl der jährlich ausgebrüteten Jungvögel ging dabei seit 2010 mit 120 Tieren auf geschätzte 10 Tiere im Jahr 2019 zurück. Als Gründe für die den Bestand der Wasseramseln im Küsnachter Tobel bedrohende Abnahme werden dabei genannt:
- die schlechte Wasserqualität des Bachs wegen der Einleitung von Abwasser aus Zumikon
- die Belastung des Dorfbachs durch die landwirtschaftliche Tätigkeit in angrenzenden Gebieten
- Bauarbeiten für eine zusätzliche Kläranlage
- der zunehmende Druck durch starke Nutzung des Tobels als Erholungsraum, freilaufende Hunde, Badende, Mountainbiker und Jogger

Das Küsnachter Tobel ist mit seiner geografischen Nähe zum Rumensee und Schübelweiher unter anderem Brut- und Rückzugsgebiet für Mäusebussard und Graureiher. Auch der Waldkauz ist hier heimisch. Etliche Beobachtungen von Grauspecht und Eisvogel, der zuweilen auch im Bereich des Deltas beobachtet werden kann, sind dokumentiert. Ein Projekt des Naturnetzes Pfannenstil hat die Verbesserung des Lebensraums unter anderem der Grauspechte sowie von Reptilien wie der Waldeidechse und verschiedener Schneckenarten am Wulphügel zum Ziel.
Der Küsnachter Dorfbach zählt zu den wichtigsten Laichplätzen für die Seeforellen des Zürichsees. Sperren und Verbauungen hatten jedoch den Zugang der Seeforelle zu den Geburtsgewässern im oberen Bereich des Bachs blockiert. 2011 wurde dieser teilweise renaturiert, indem in den untersten drei Sohlrampen 0,8 m tiefe und 2,8 m breite Rinnen mit trichterförmigem Einlauf und Vorbecken eingebaut wurden. Diese sollen den Tieren auch bei tiefem Wasserstand eine Aufsteigmöglichkeit bieten. 2013 stellte die kantonale Fischereiverwaltung bei einem Laichfangversuch erstmals zwei Seeforellen mit einer Länge von über 60 cm auf Höhe Dorfplatz fest. Nach einem Einbruch beim Seeforellenbestand in Folge der baulichen Massnahmen, nimmt dieser seither allmählich wieder zu. Das Verhalten der sensibel auf Umwelteinflüsse reagierenden Laichtiere, die zugleich Zeigerart für die Gewässerqualität sind, wird in einem seit 2005 laufenden Monitoring in Zürcherischen Seezuflüssen systematisch beobachtet und dokumentiert.

Tiere im Küsnachter Tobel
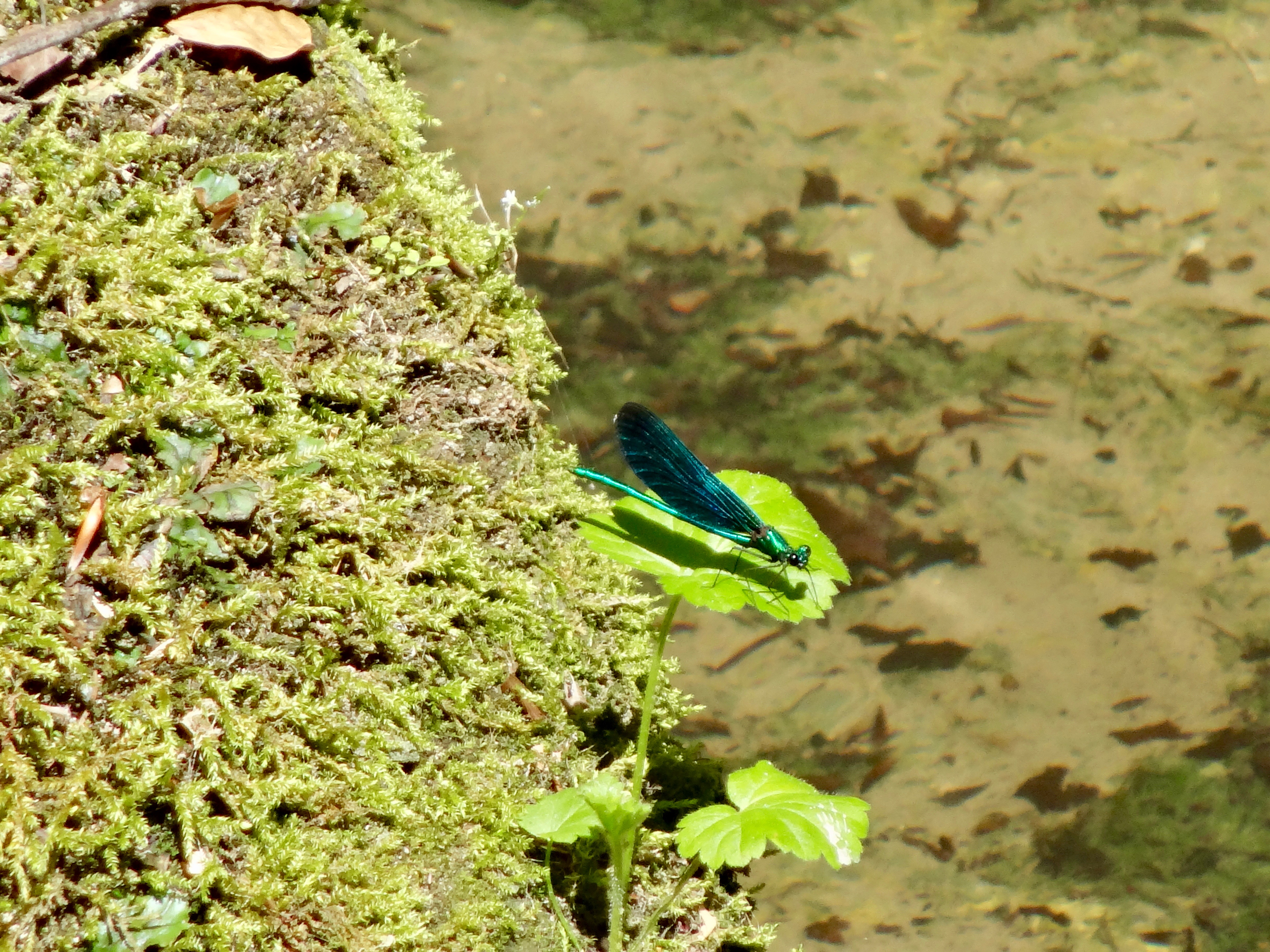
Blauflügel-Prachtlibelle
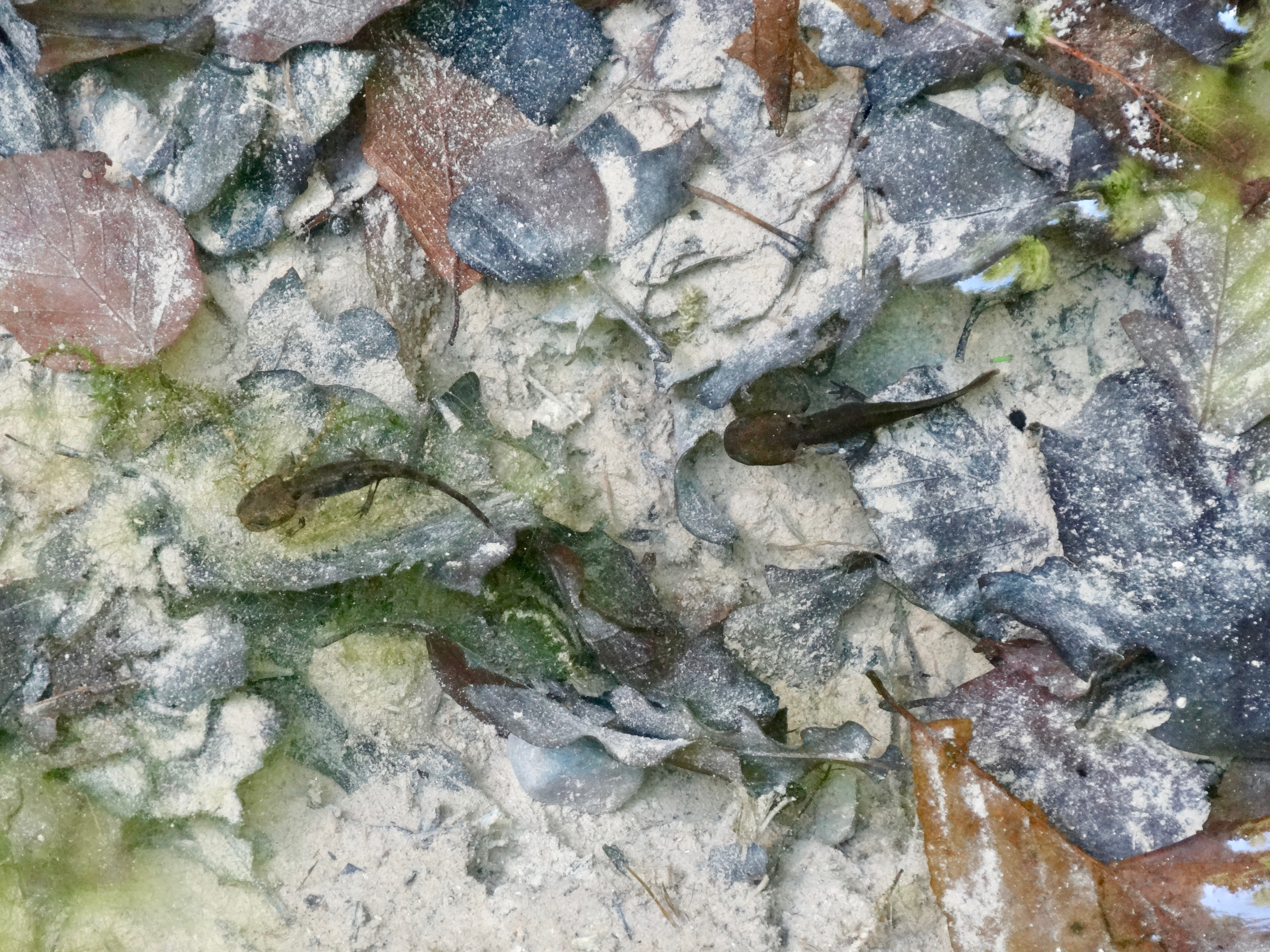
Feuersalamander-Larven
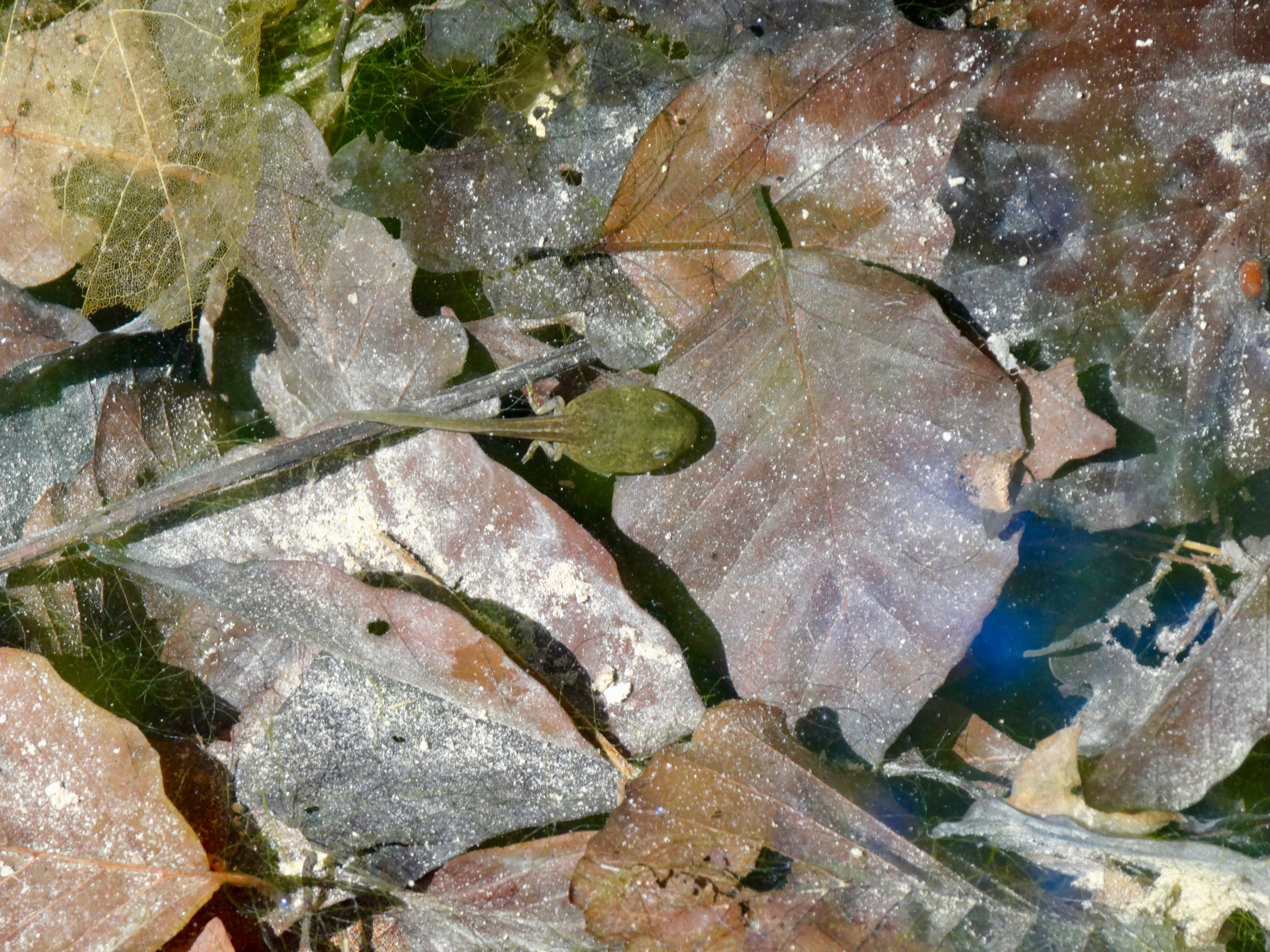
Grasfrosch-Kaulquappe
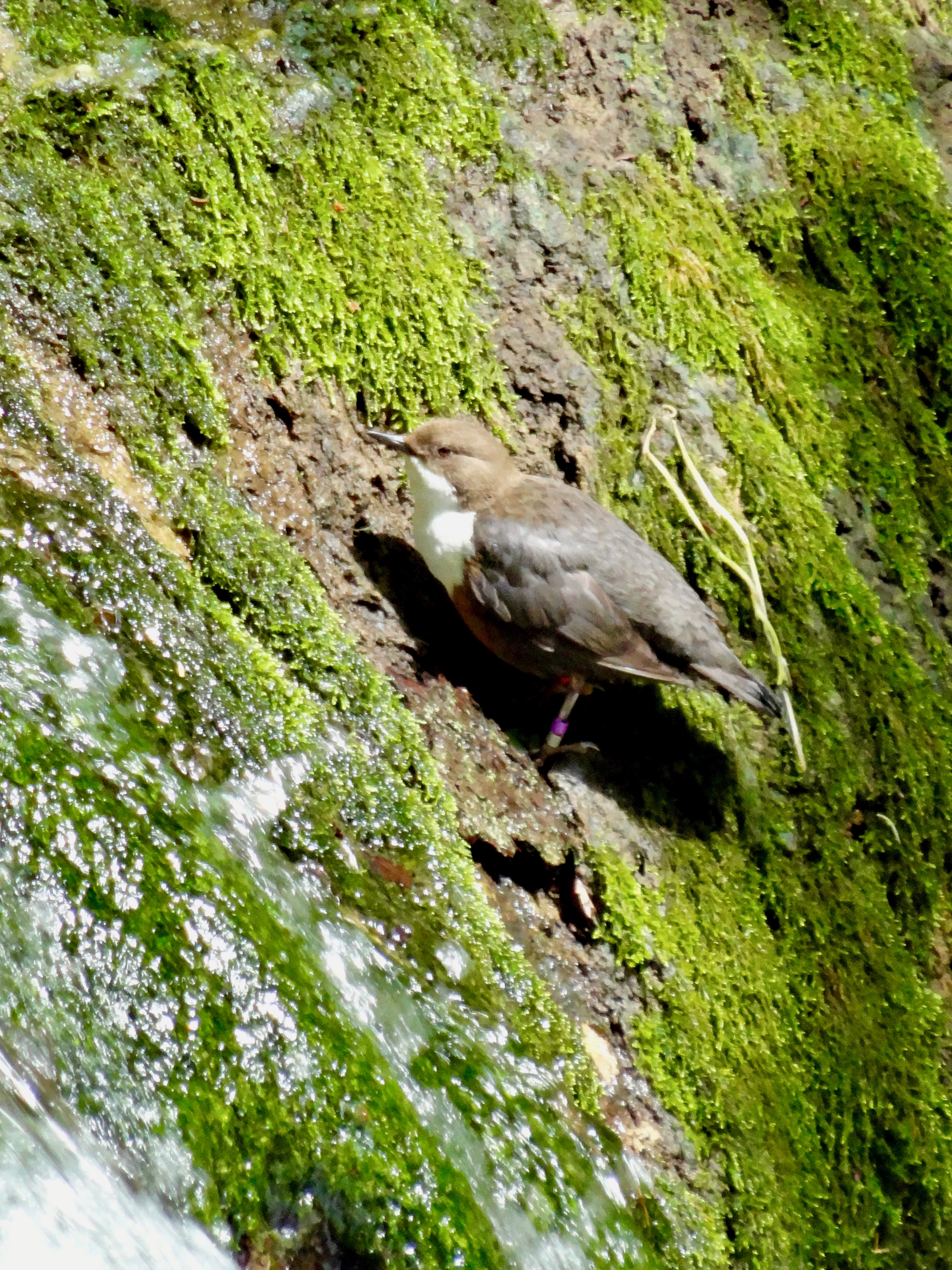
Bestand bedroht: Wasseramsel
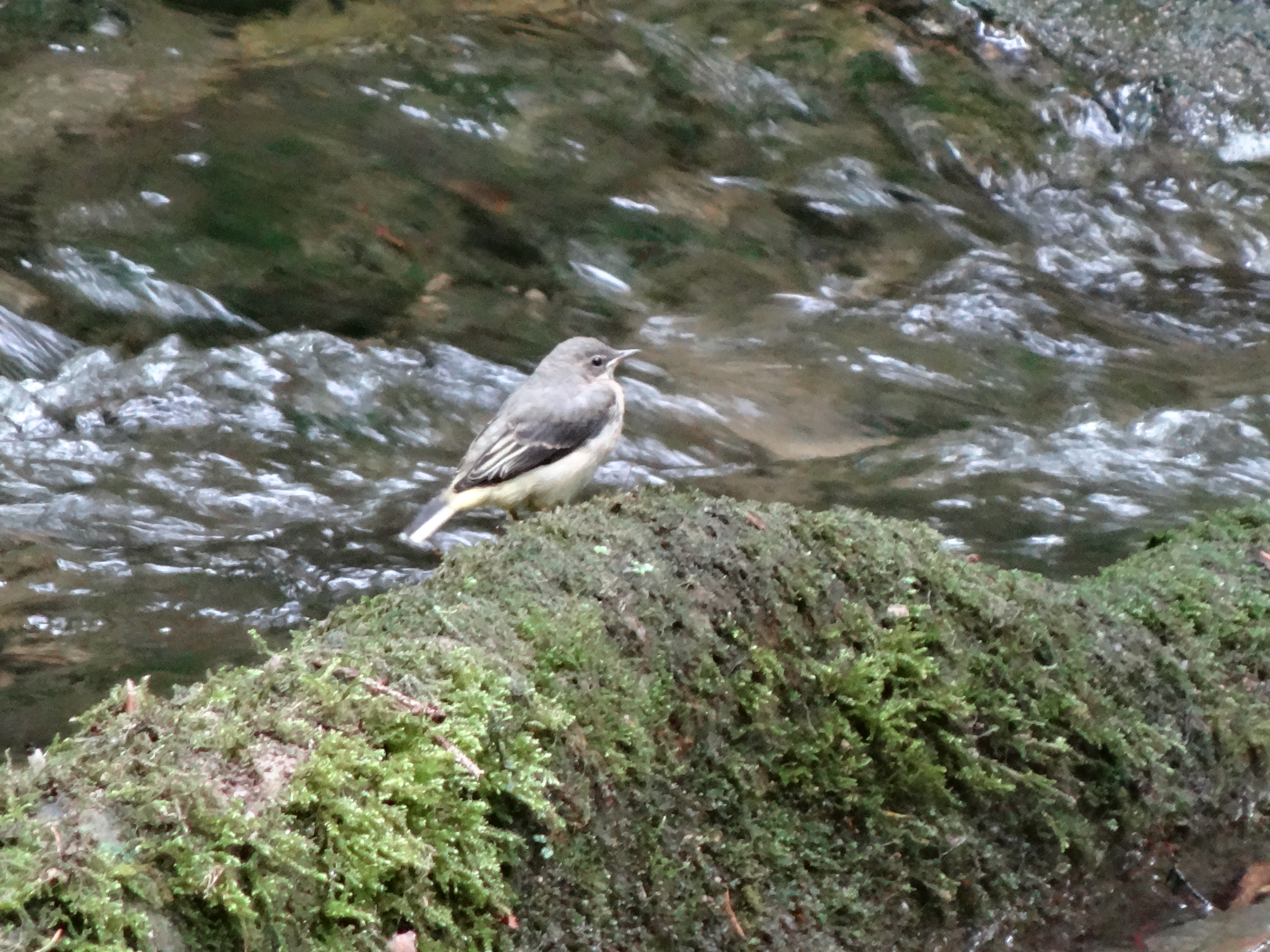
Gebirgsstelze, Jungvogel
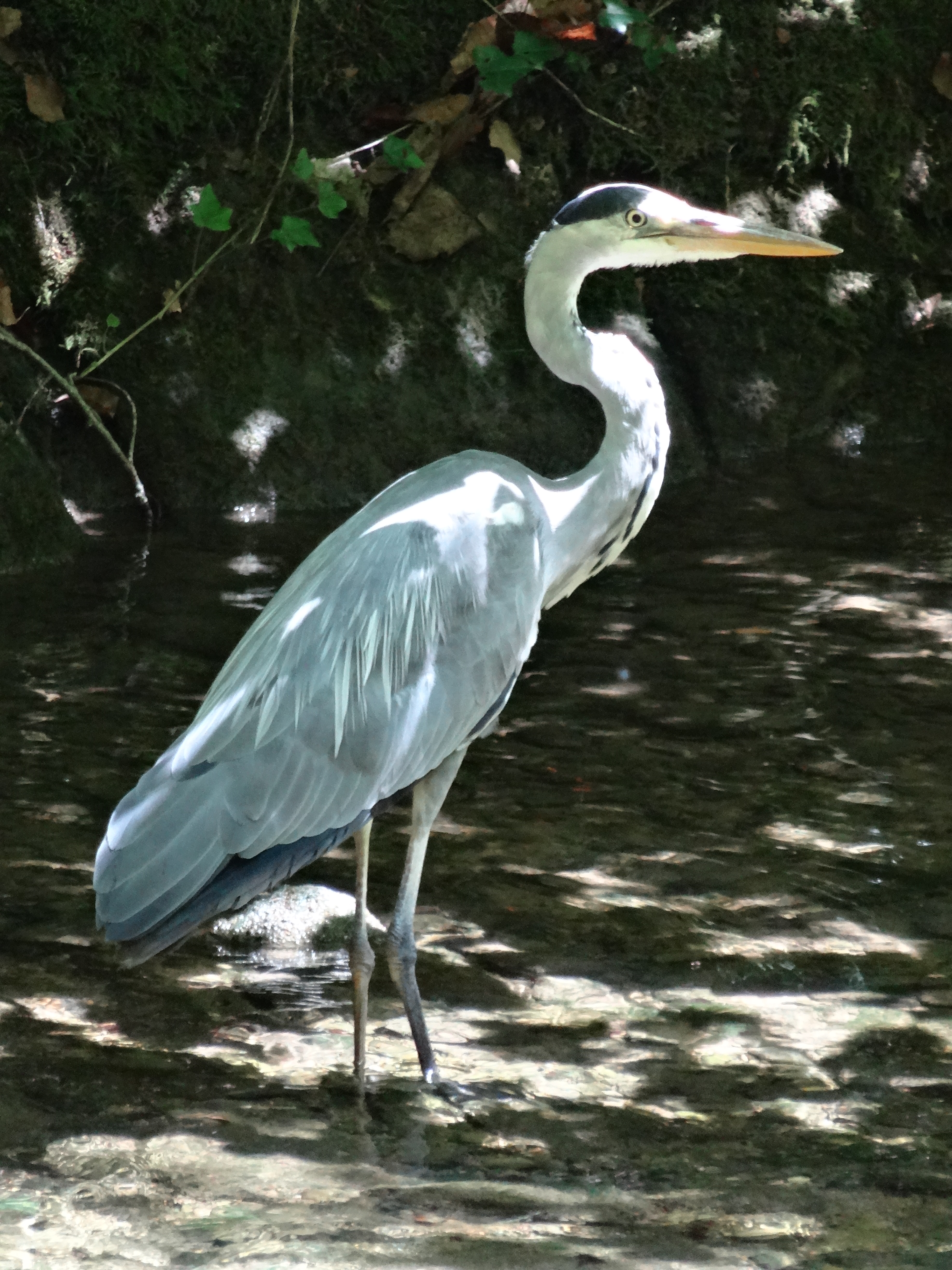
Graureiher
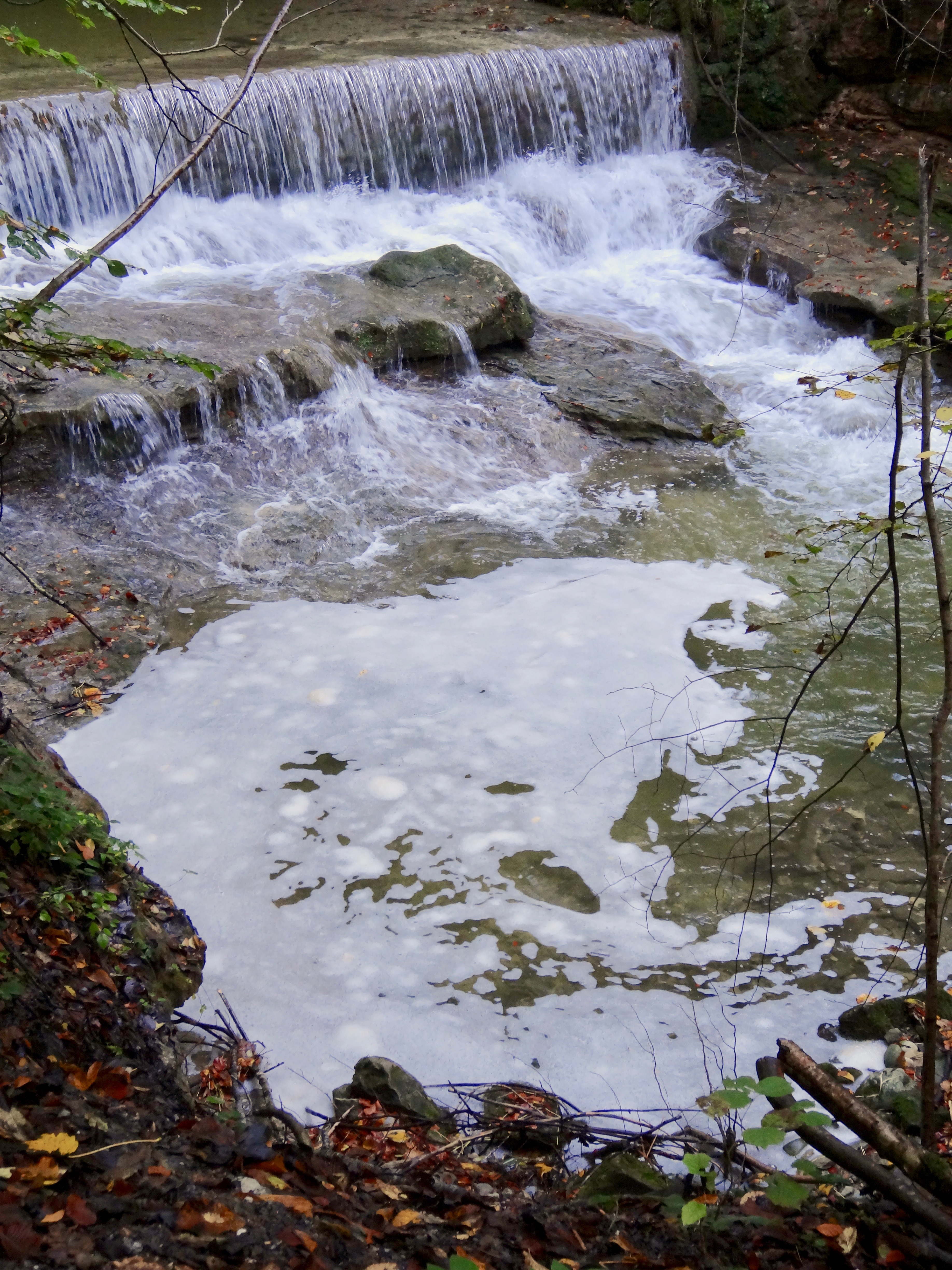
Verschmutzung im Tobel
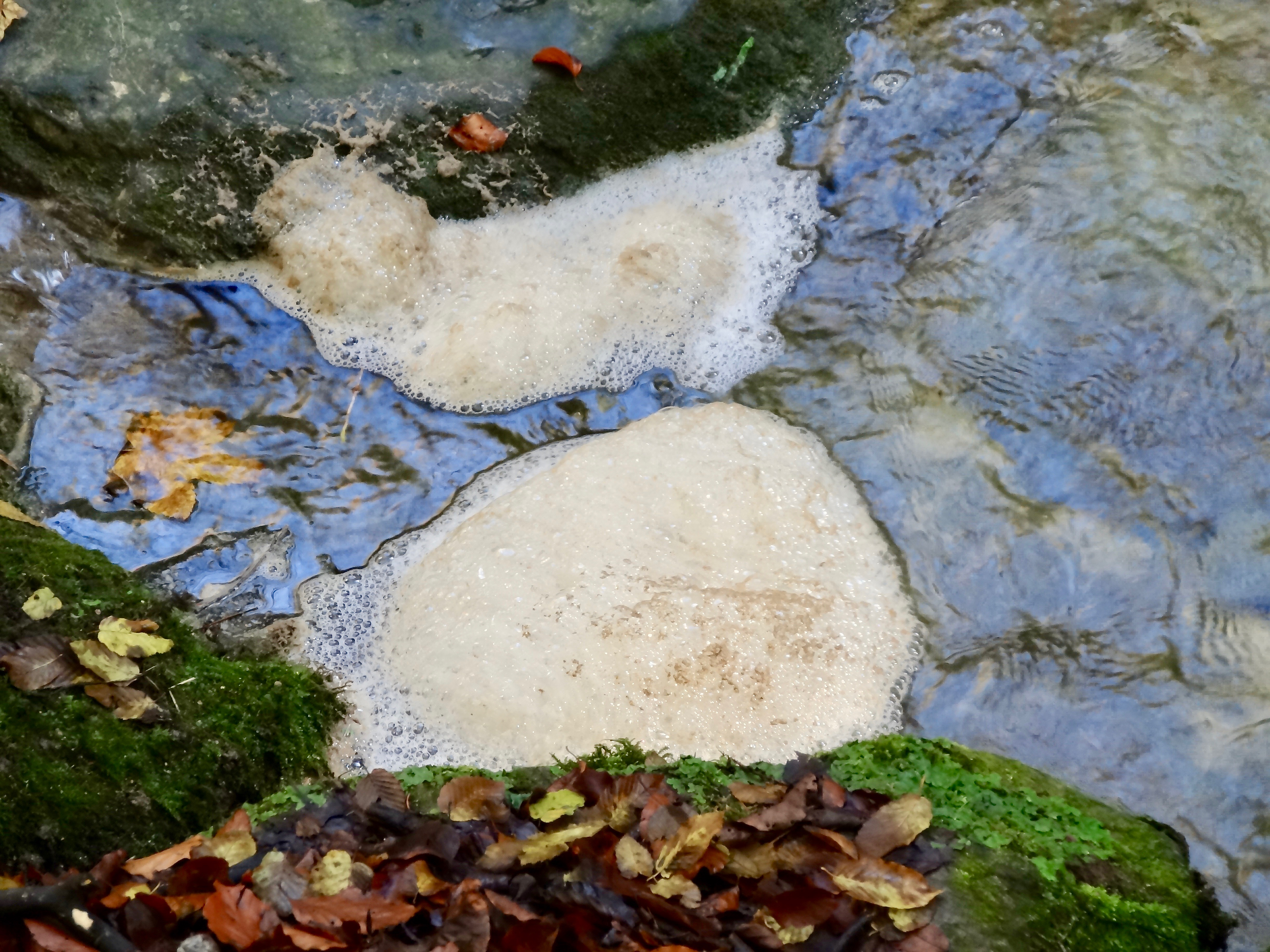
Schmutzwasser-Schaumpilze
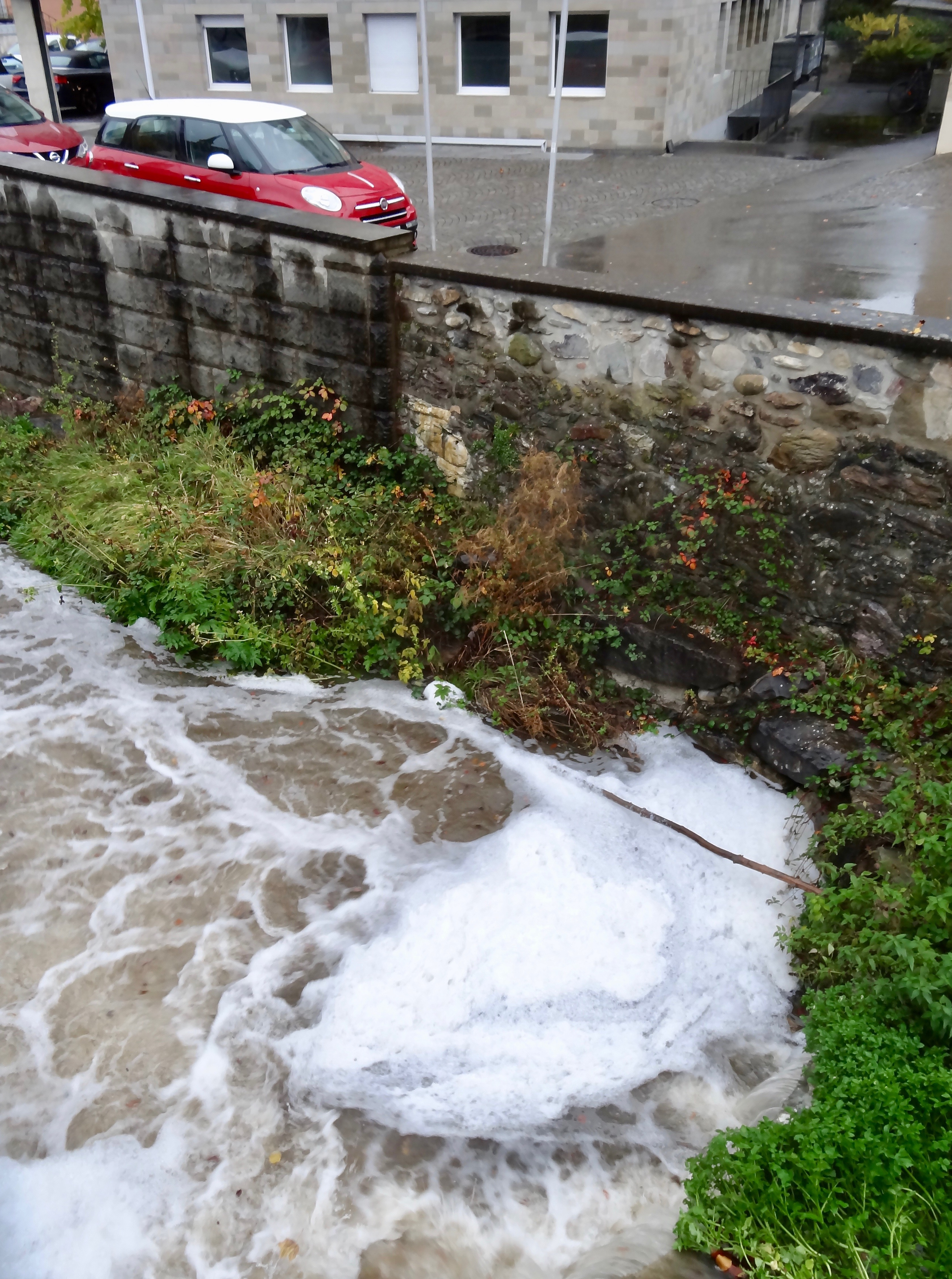
Auch 2020 sind besonders bei Regen Verschmutzungen gut sichtbar

## Sehenswürdigkeiten

### Alexanderstein
Der Alexanderstein ist als Geotop ein erdwissenschaftlich wertvolles Naturdenkmal und Schutzobjekt von kantonaler Bedeutung. Der fünf Meter hohe Findling aus Taveyannaz-Sandstein liegt im unteren Teil des Küsnachter Tobels. Mit seinem Volumen von rund 70 m3 (= ca. 180 t) wurde er früher wegen seiner Form und Grösse Wöschhüüslistei (Waschhäuschenstein) genannt. Der grösste Erratiker des Küsnachter Tobels wurde vor rund 20'000 Jahren während der letzten Eiszeit auf dem Linthgletscher vom Hausstock in den Glarner Alpen an den Zürichsee transportiert. Zuerst lag er auf einer flachen Wallmoräne oberhalb des Dorfes. Als der Küsnachter Bach gegen das Ende der Eiszeit die Moräne durchschnitt, rutschte der Felsblock in das entstehende Tobel und senkte sich zusammen mit der Talsohle.
Benannt wurde der Stein vom 1886 gegründeten Küsnachter Verein Wulponia. Dieser ehrte damit sein Gründungsmitglied, den jung verstorbenen Geologen Alexander Wettstein (1861–1887), der das Küsnachter Tobel erforscht hatte. Die von den Wulponiten mit weisser Farbe auf den Fels aufgetragene Aufschrift wurde 1966 durch eine vom Verschönerungsverein Küsnacht in Auftrag gegebenen Bronzetafel ersetzt.
Auf dem Alexanderstein wächst eine als „einzigartiges Naturphänomen“ schützenswerte, spezielle Vegetation, darunter allein 48 Arten von Moos, von denen mehrere felsbewohnende und kalkfliehende Arten im Schweizer Mittelland nur auf silikatischen Findlingen vorkommen. Der nördliche Streifenfarn (Asplenium septentrionale), der hier einen seiner letzten Standorte im Schweizer Mittelland hat, wurde bereits 1822 als Besonderheit der Pflanzenvielfalt des Küsnachter Tobels in den vereinigten Herbarien der Universität Zürich und der ETH Zürich dokumentiert. Noch ist unbekannt, ob und wie stark sich das wärmere Klima unter anderem auch auf diese einmalige Vegetation auswirkt.

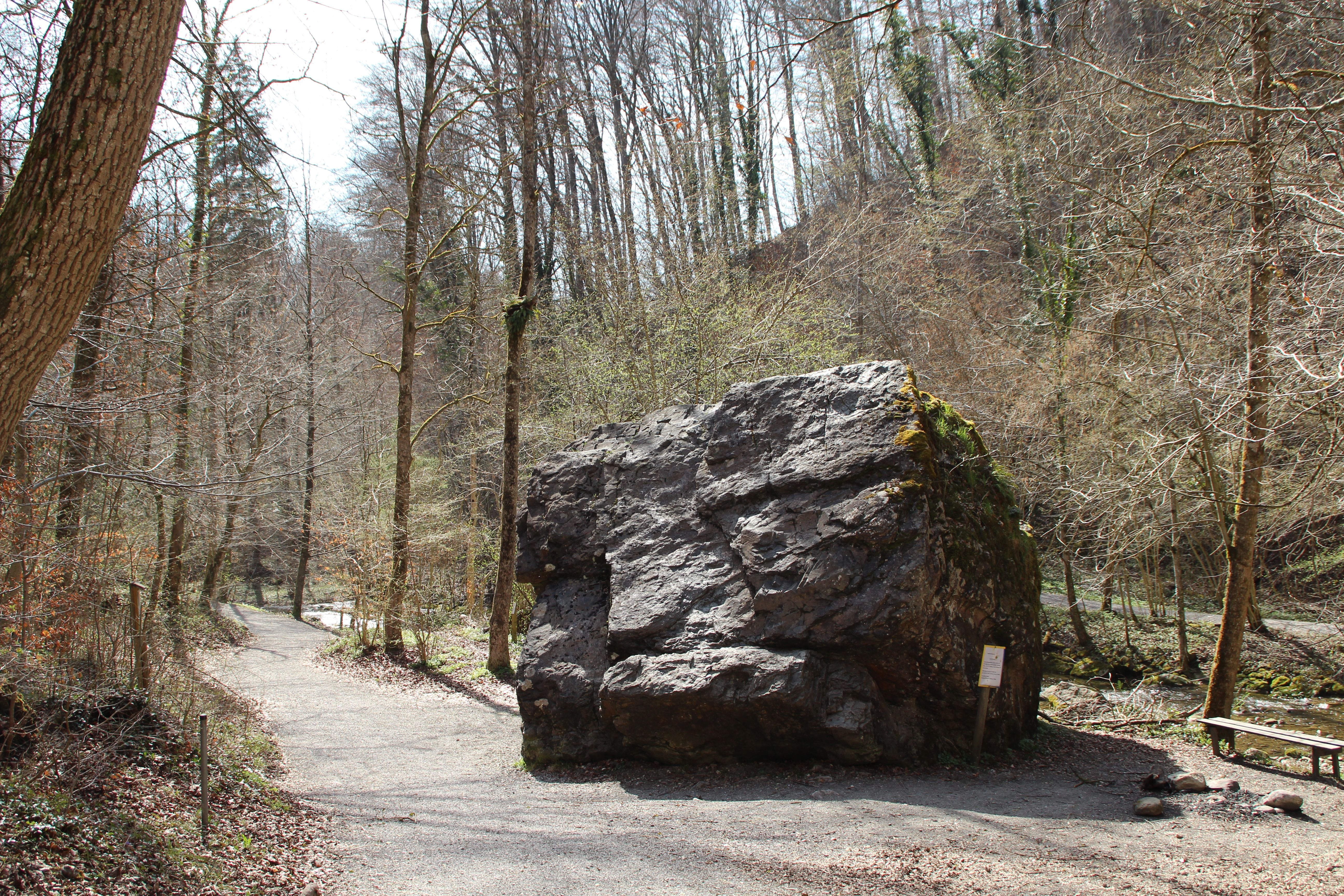
Alexanderstein 2013
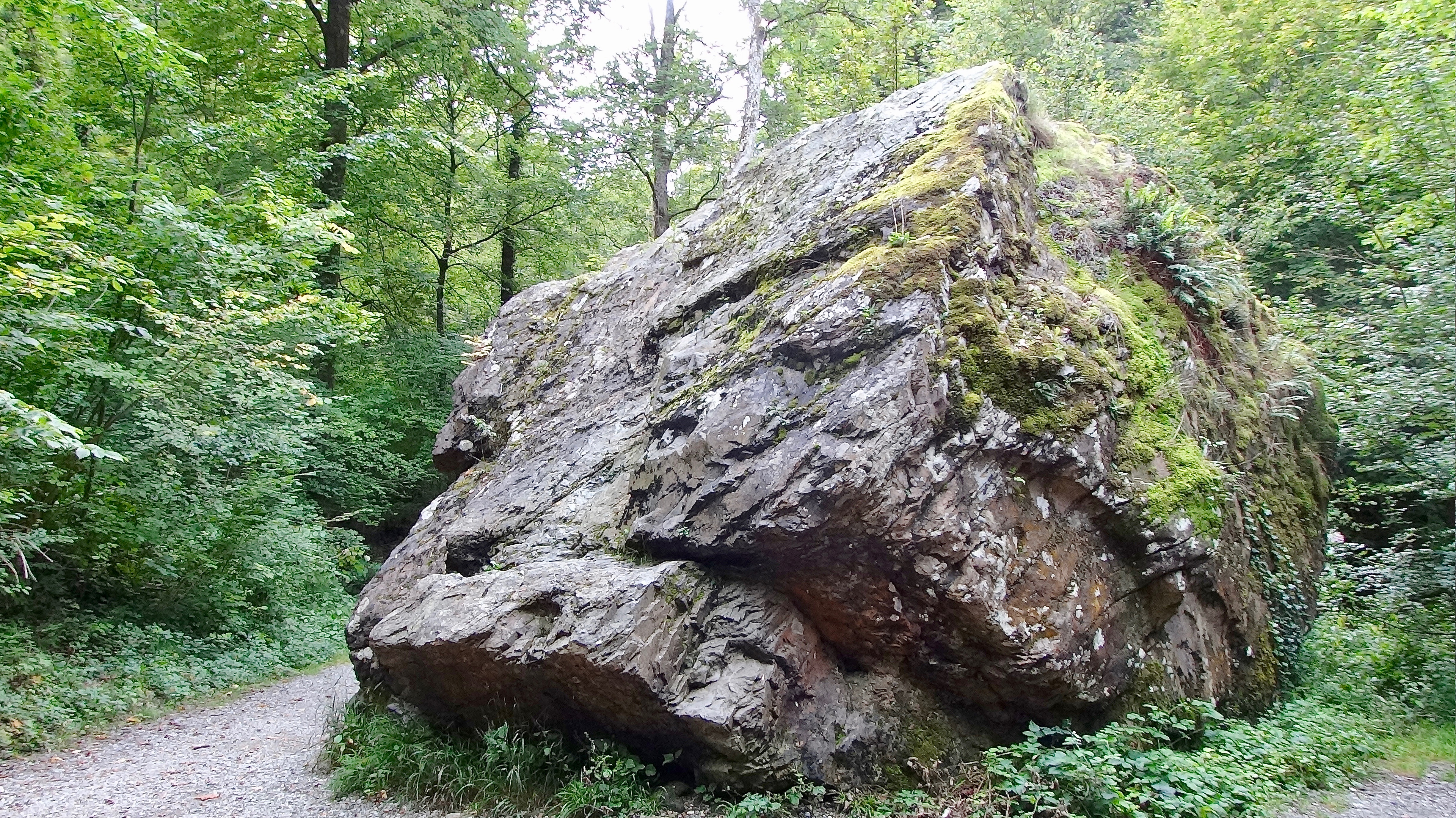
2019
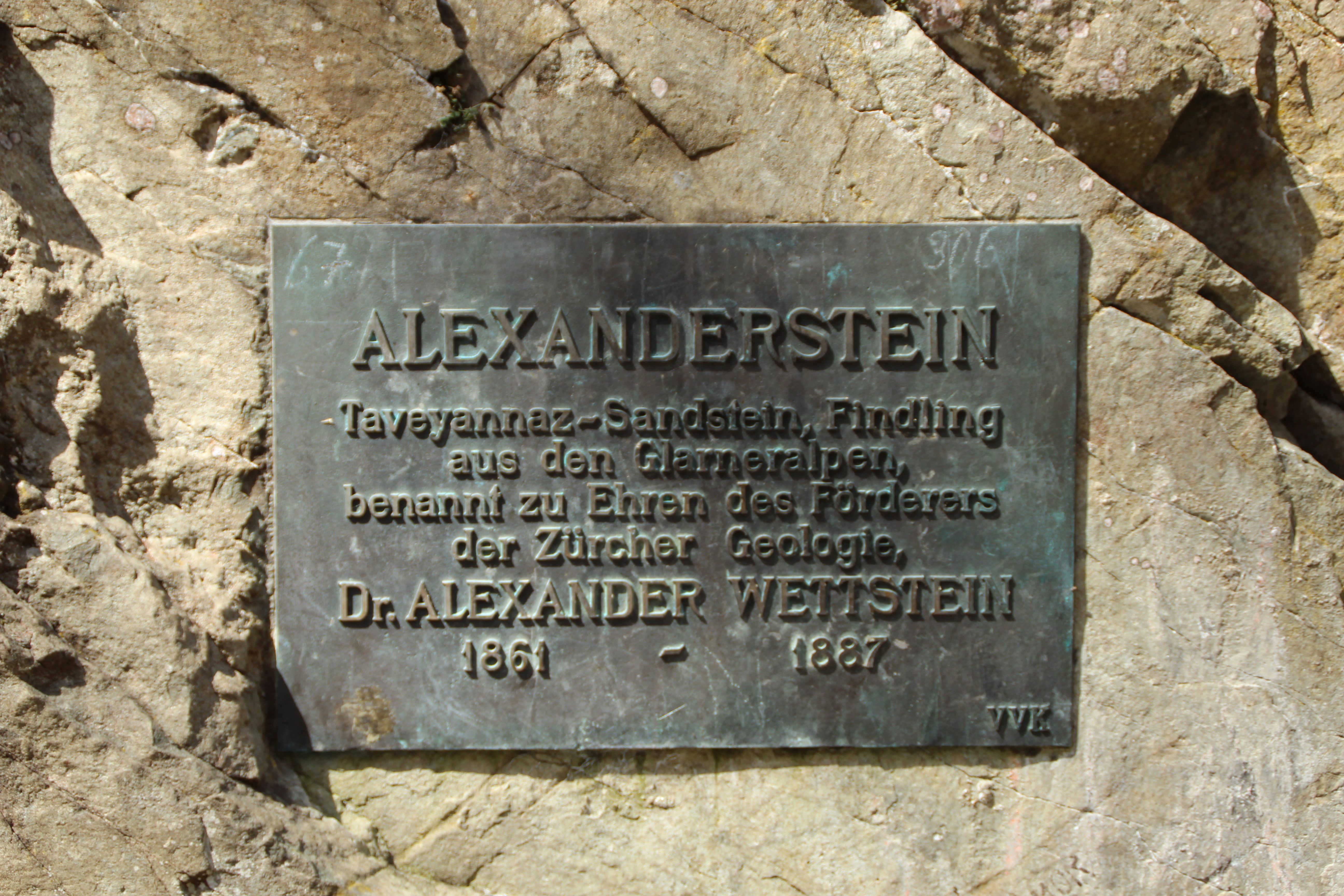
Gedenktafel an Alexander Wettstein
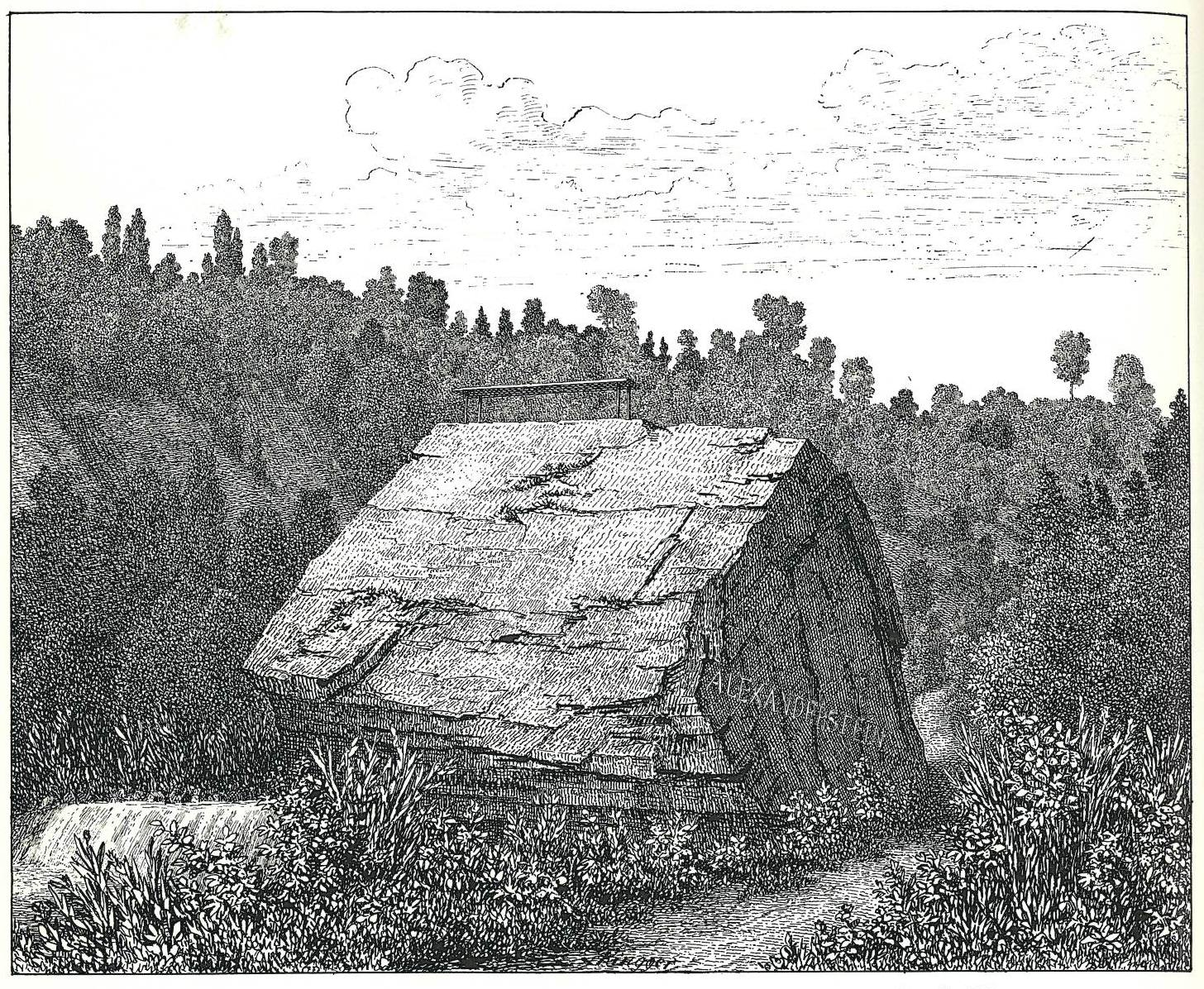
Darstellung von Rudolf Ringger, um 1890
1940, mit Aufschrift

### Drachenhöhle
Die im mittleren Teil des Küsnachter Tobels gelegene, mehrere Meter tiefe Drachenhöhle (früher Fledermausstein) ist Zeuge seiner erdgeschichtlichen Entstehung: Sie ist aus Nagelfluhfelsen aufgebaut, den für diesen Teil des Tobels charakteristischen, stark verkitteten Wulp-Schotter. Als „löchrige Nagelfluh“ bezeichnet, wurden die Wulp-Schotter erstmals 1885 von Alexander Wettstein beschrieben und kartiert. Seiner Ansicht nach gingen sie auf Gletscherablagerungen in einen Süsswassersee zurück, den der Gletscher im präglazial entstandenen Küsnachter Tobel gestaut hatte. Albert Heim beobachtete 1912 und 1919, dass die Schotter ein das Tobel von Südost nach Nordwest durchquerendes Tal auffüllten, das vor der letzten Eiszeit entstanden war. Eine 2012 vorgelegte Studie geht schliesslich davon aus, dass der Linth-Walensee-Gletscher Schlammströme in einen eisrandnahen Stausee ausschüttete, wobei dieser zeitweise trockengelegt wurde. Die Verkittung der Schotter hätten dabei unter anderem Einschwemmungen von Gletschermilch verstärkt.

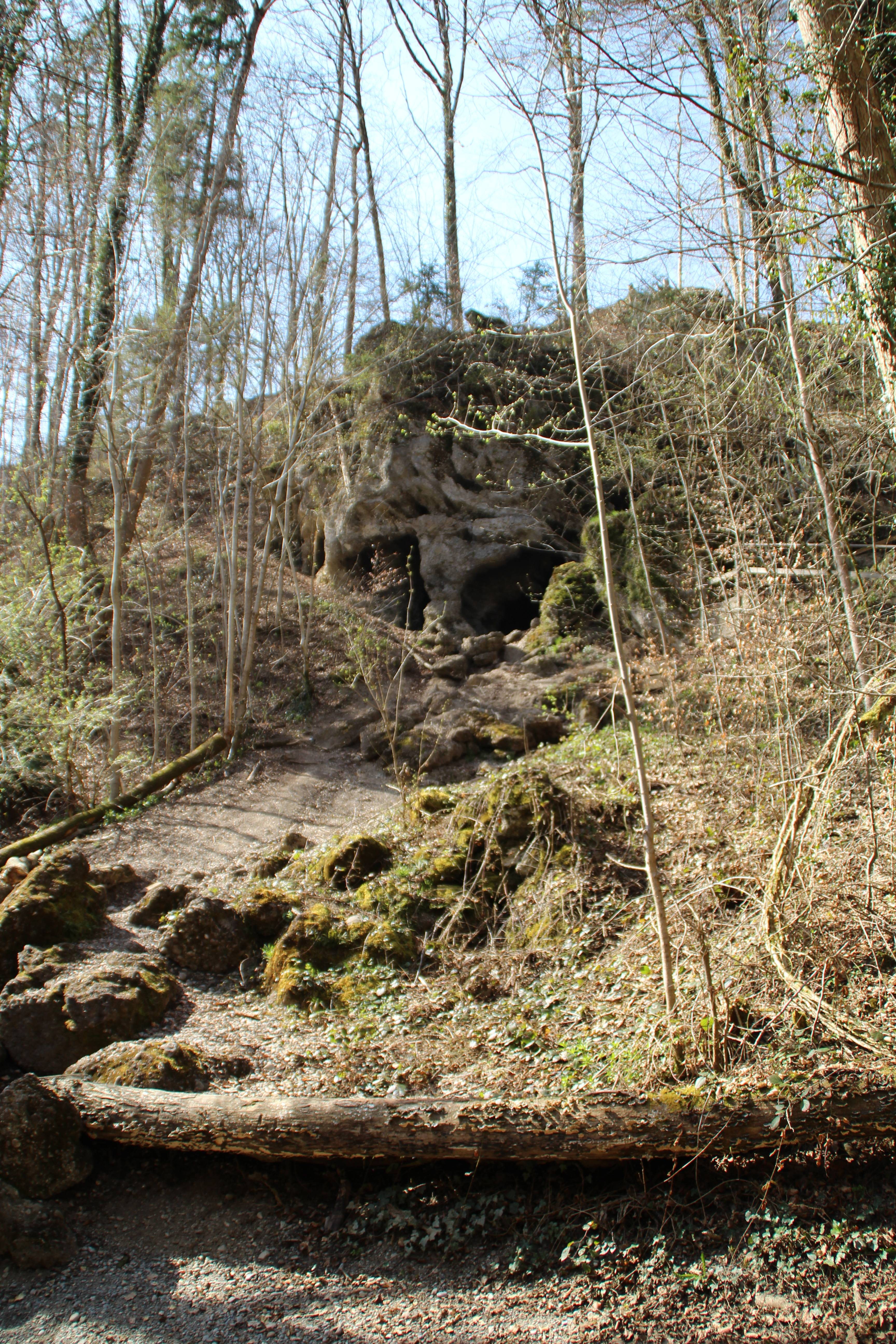
Drachenhöhle im Gelände
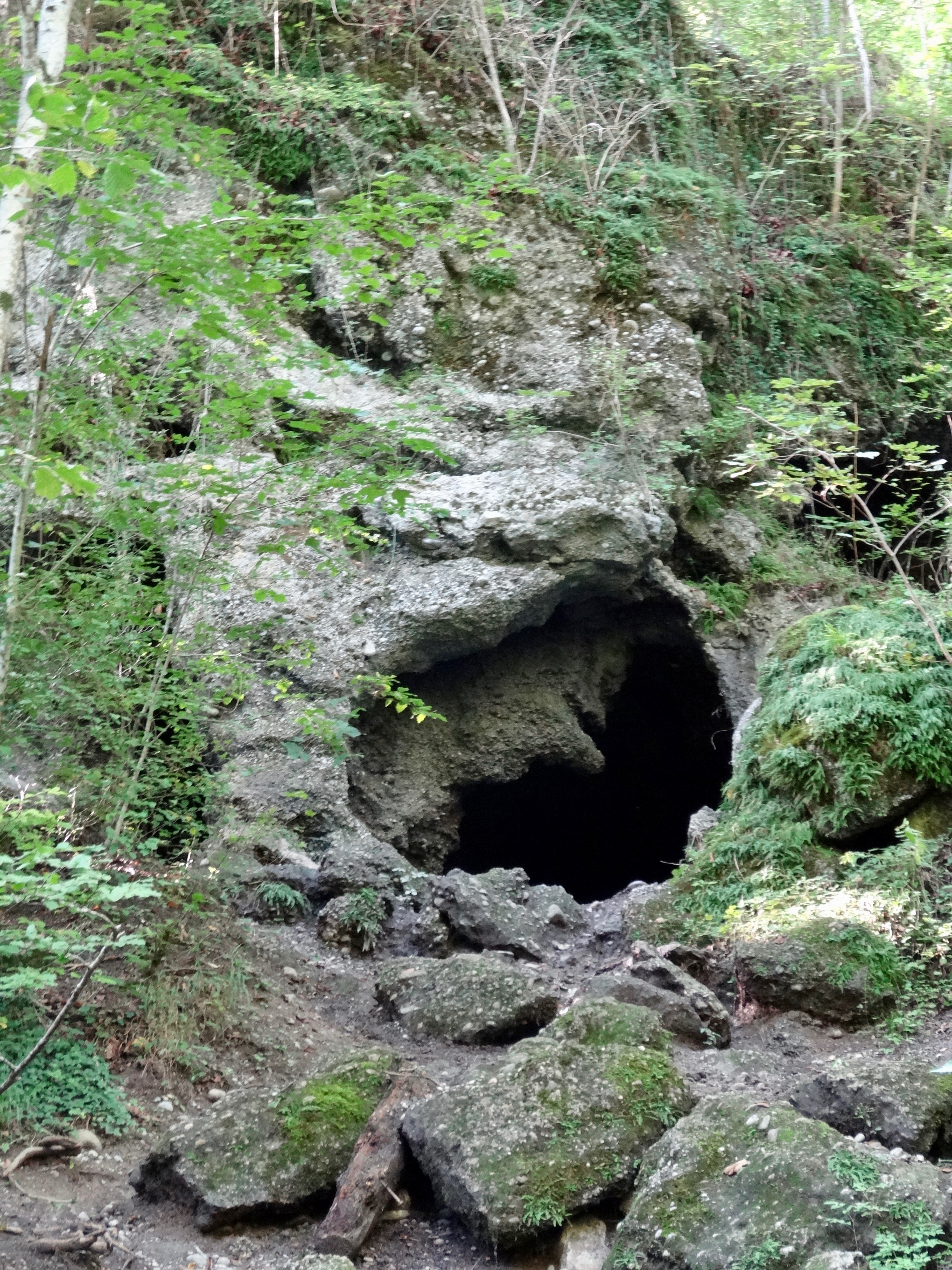
Eingang im löchrigen Nagelfluhgestein

### Drachenkopf
Der sechs Meter hohe, 125 m3 grosse und ca. 250 Tonnen schwere Nagefluhbrocken ging am 24. April 2013 bei einem Felssturz unweit der Drachenhöhle nieder und kam zwischen Tobelweg und Bach zum Stehen. Augenzeugen des Ereignisses – Olympia-Medaillengewinner in der Disziplin Military Rudolf Günthardt und Walter Hohl, langjähriger Schwimmlehrer der Gemeinde – blieben unversehrt. Nach anfänglichen Bedenken wegen der Bröckligkeit des Materials wurde der Fels auf Wunsch der Bevölkerung als Monument der das Tobel bestimmenden Naturgewalten dauerhaft gesichert. Bei einem Namenswettbewerb des Verschönerungsvereins Küsnacht erhielt der Fels den Namen Drachenkopf, in Anlehnung an die nahe gelegene Drachenhöhle.

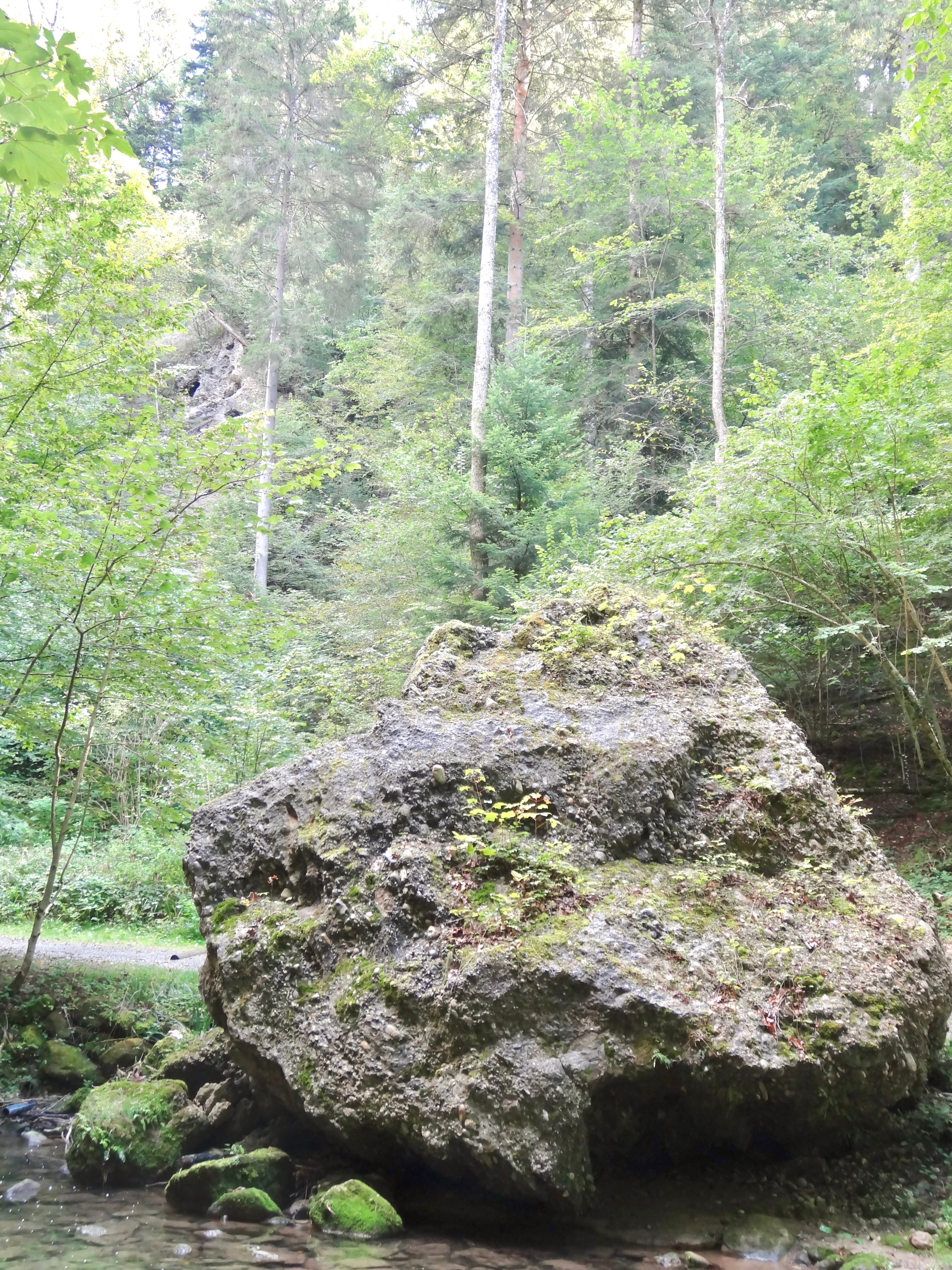
Verkleinerter und gesicherter Drachenkopf unterhalb Schneise
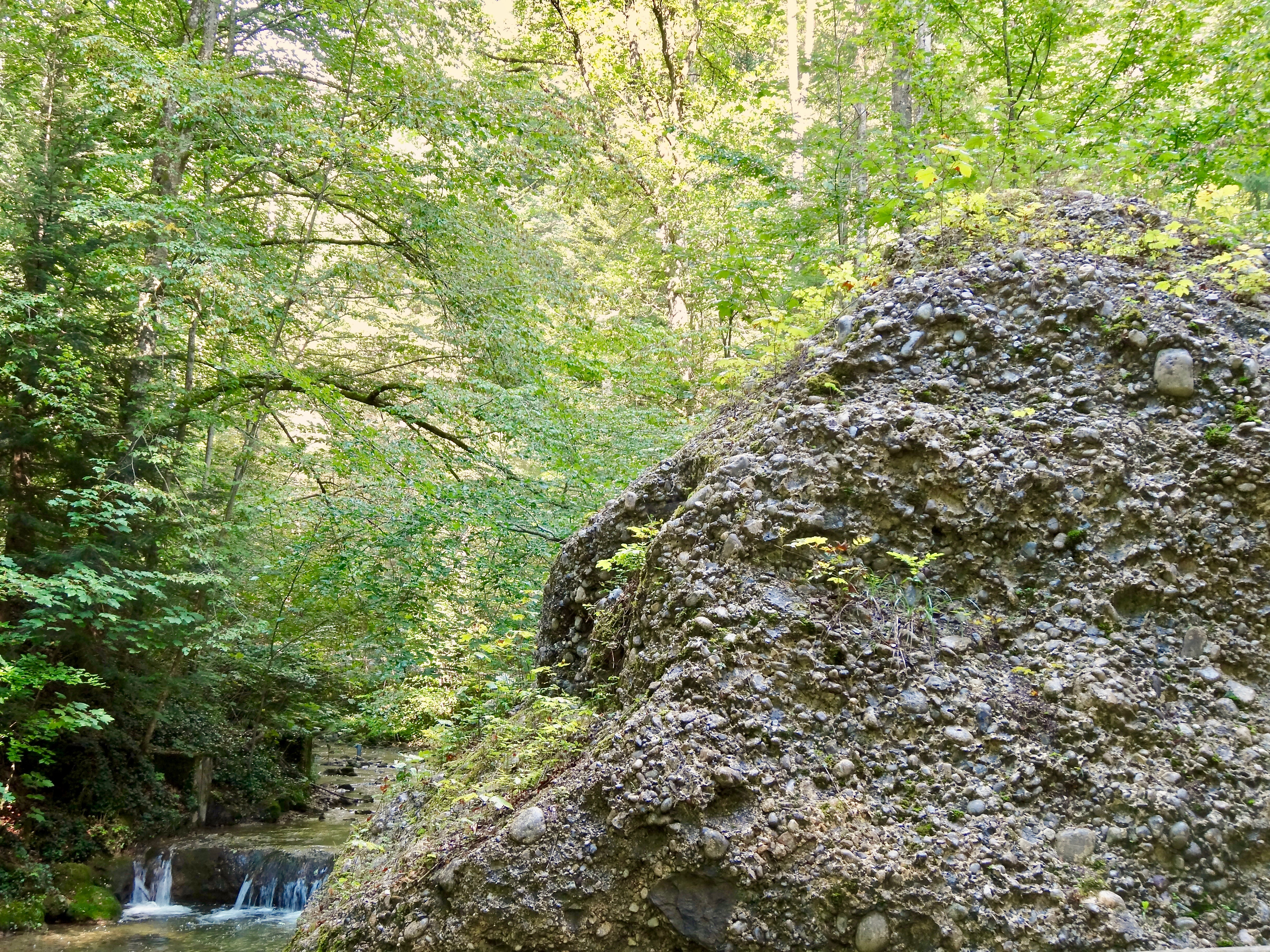
Drachenkopf mit charakteristischer Nagelfluh
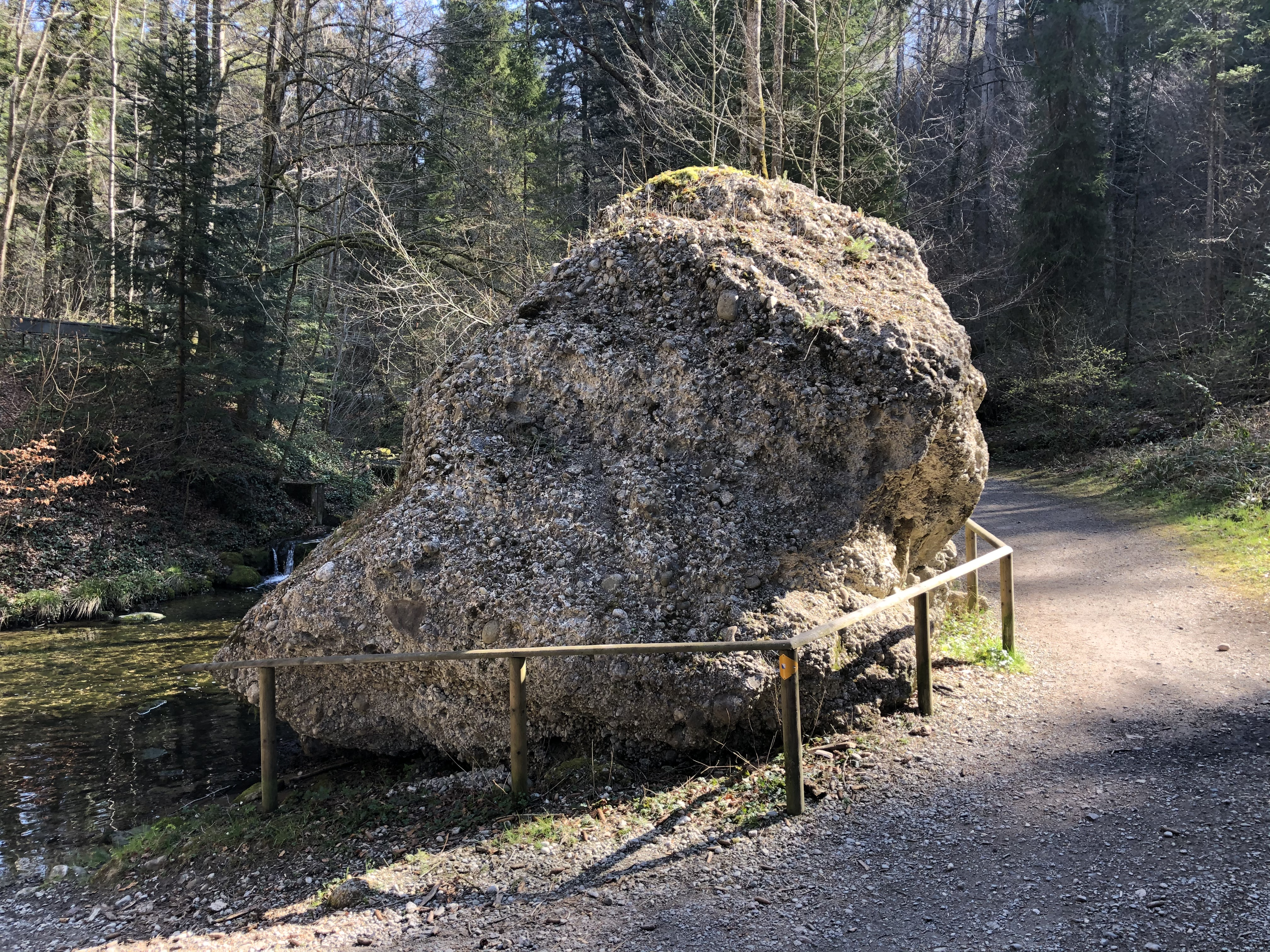
Talaufwärts
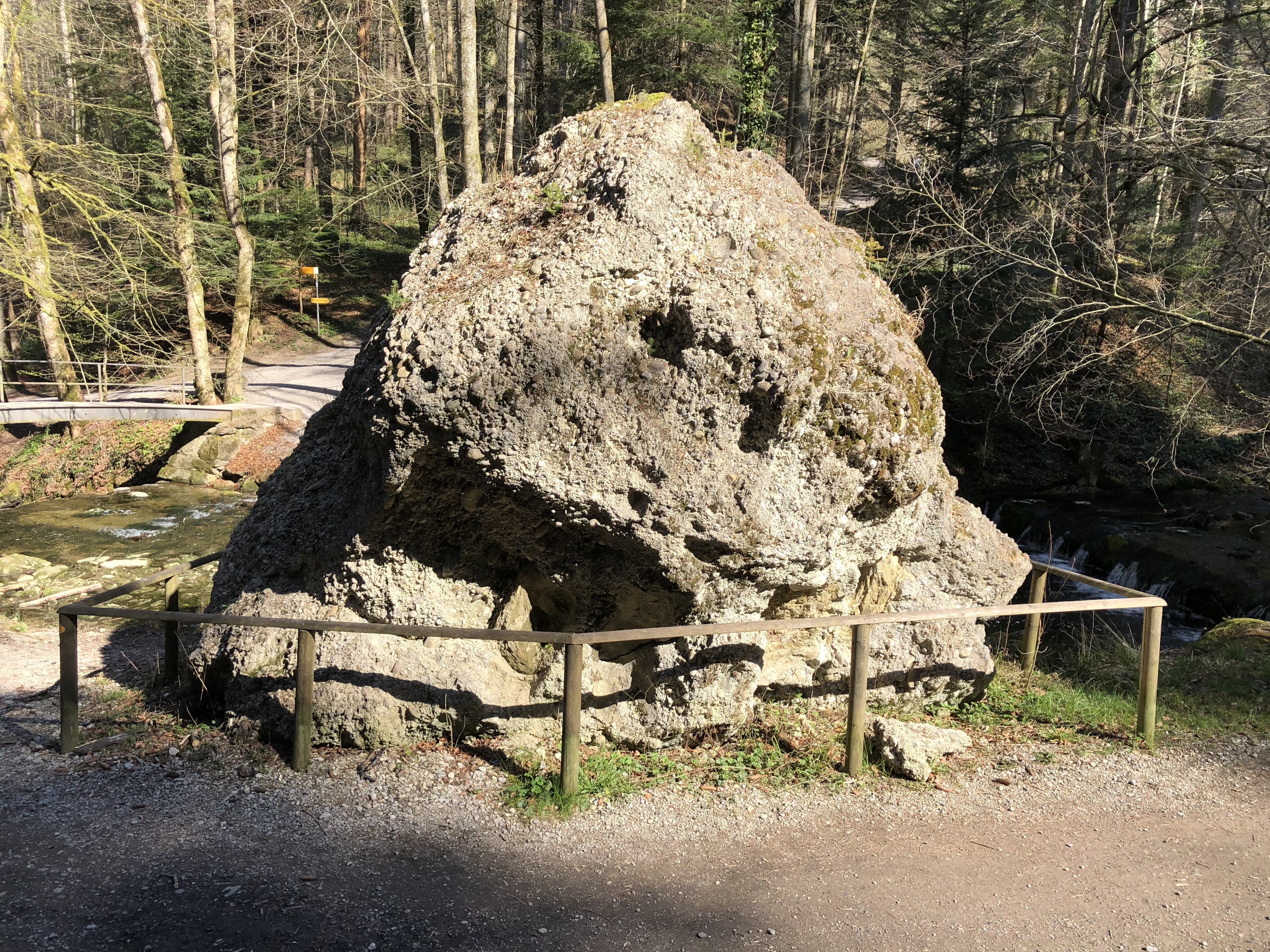
Talabwärts
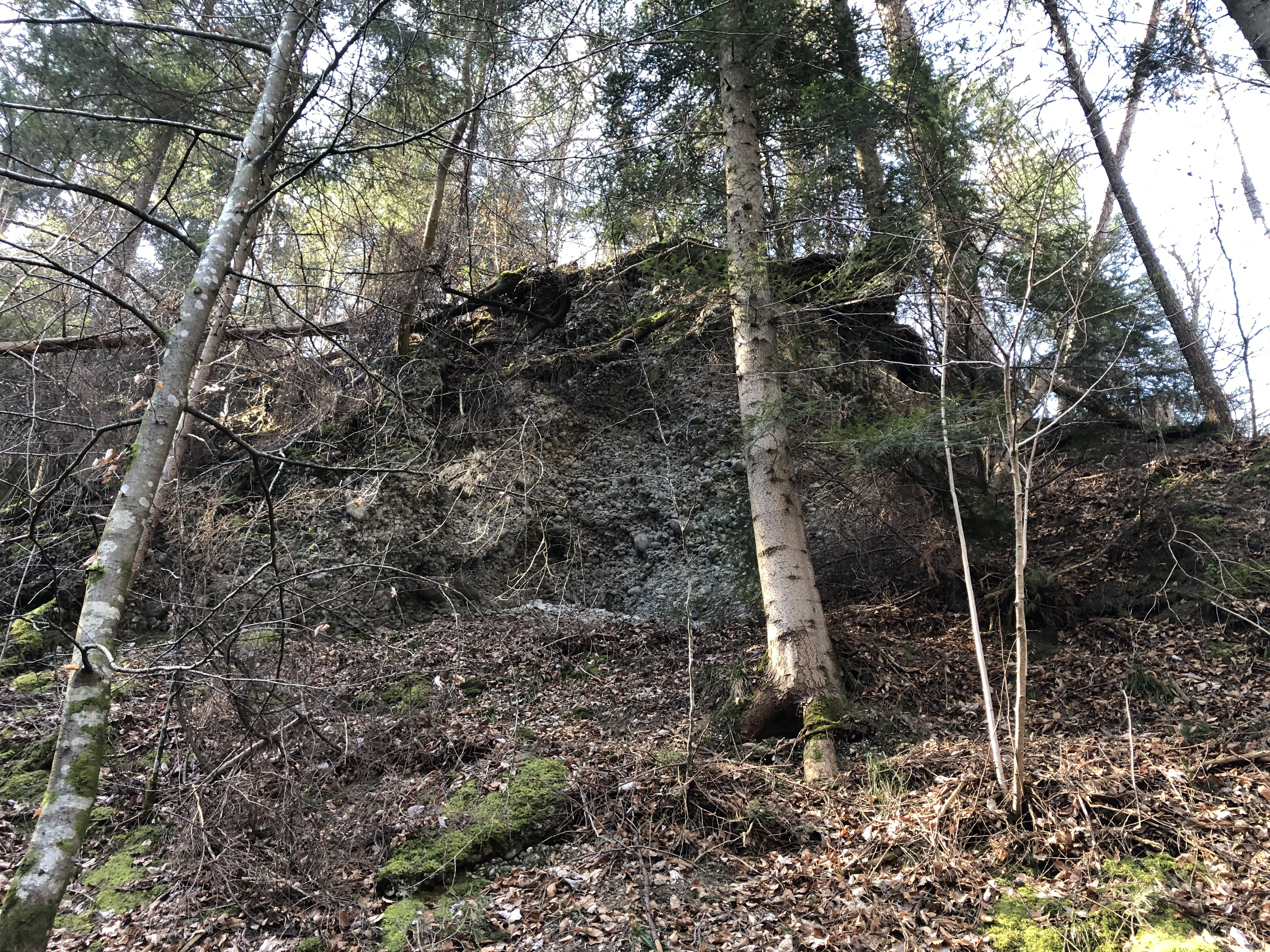
Abbruchstelle

### Ruine Wulp
An der Südflanke des Tobels steht auf dem Wulphügel die Ruine Wulp. Die aus dem Hochmittelalter stammende und 1923 unter Bundesschutz gestellte Burg wurde im Auftrag des Küsnachter Verschönerungsvereins in drei Phasen archäologisch untersucht (1920 bis 1922, 1960 und 1980 bis 1982). Die Stätte ist vom Tobelboden aus über zwei steile Fusswege zu erreichen.

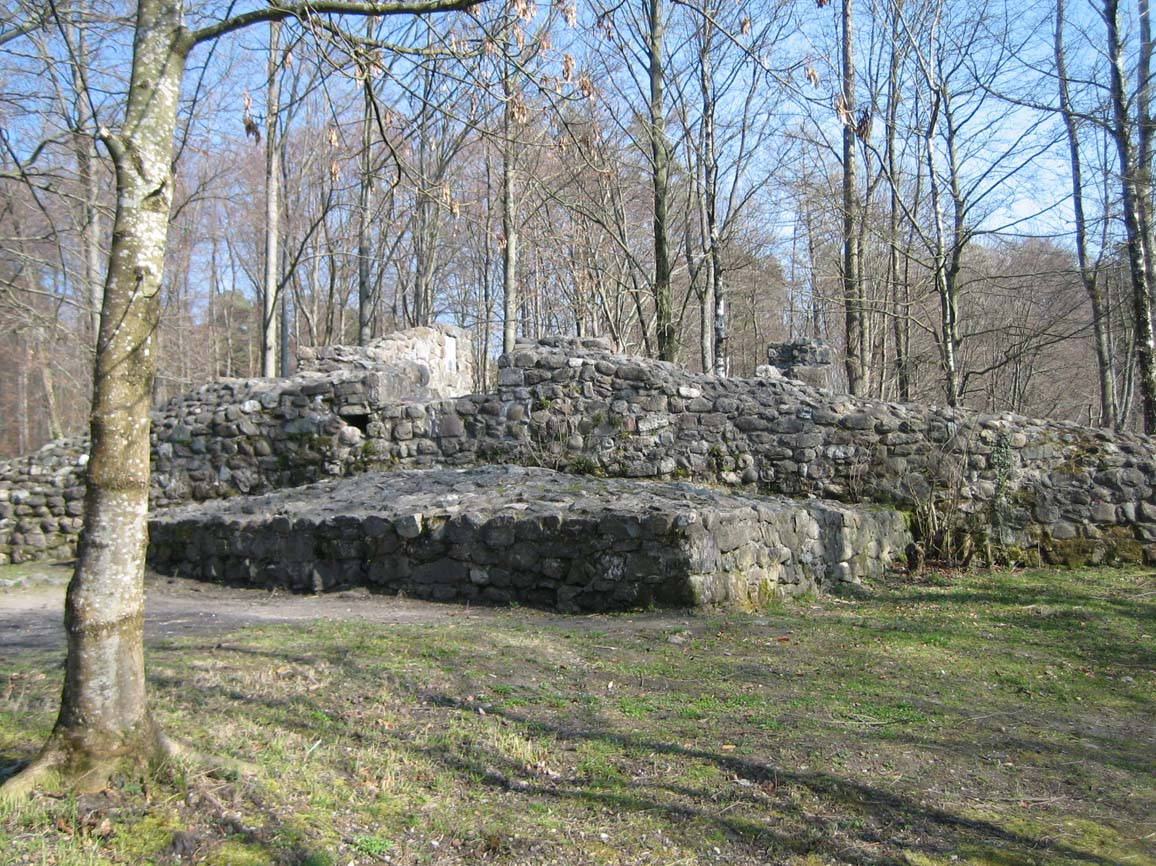
Burgmauer von aussen
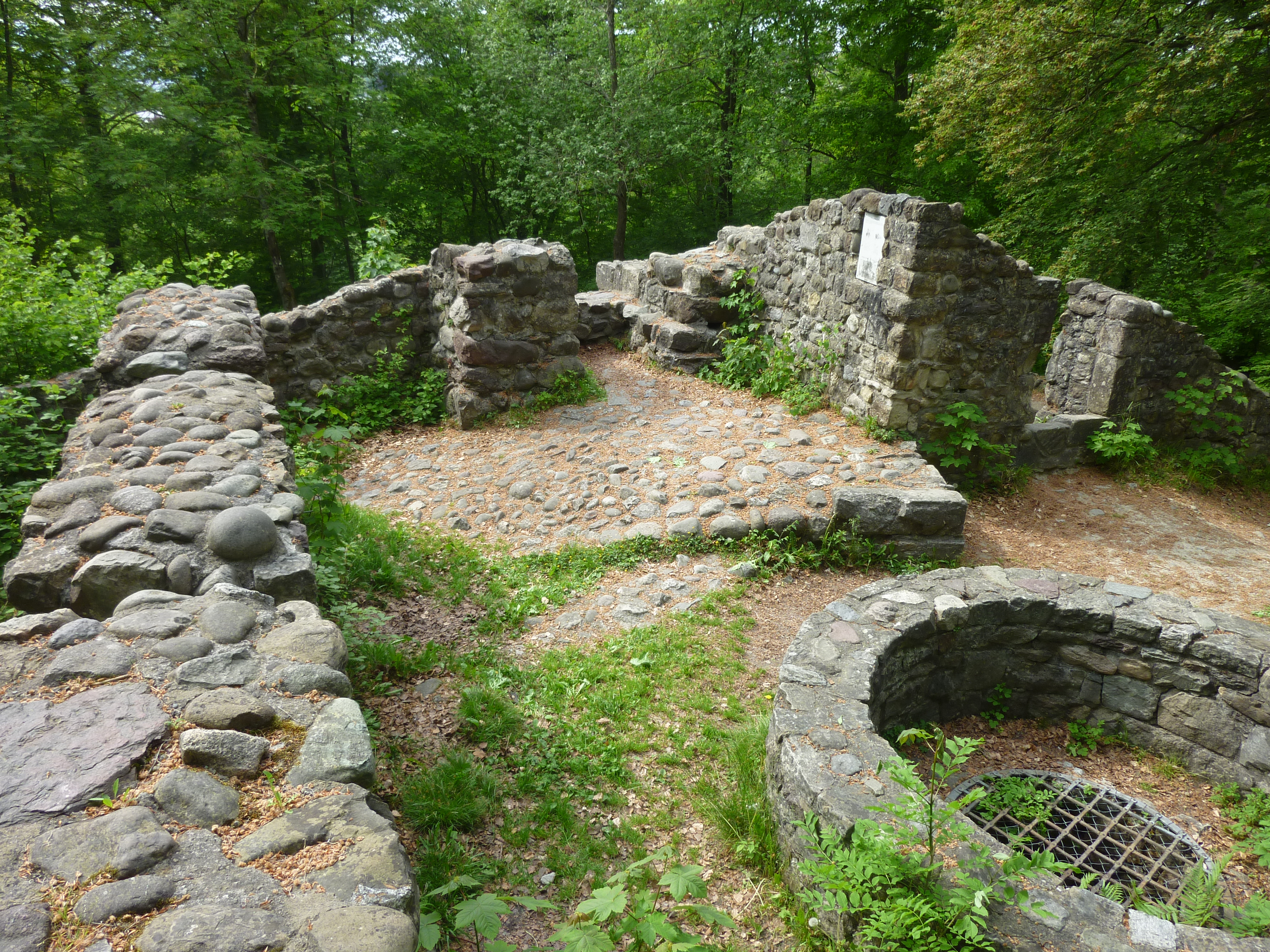
Sodbrunnen und innerer Bereich des Gemäuers
Historische Luftaufnahme (1948 Werner Friedli)
Historische Aufnahme Gedenktafel (1940 Leo Wehrli)

### Findlingsgarten

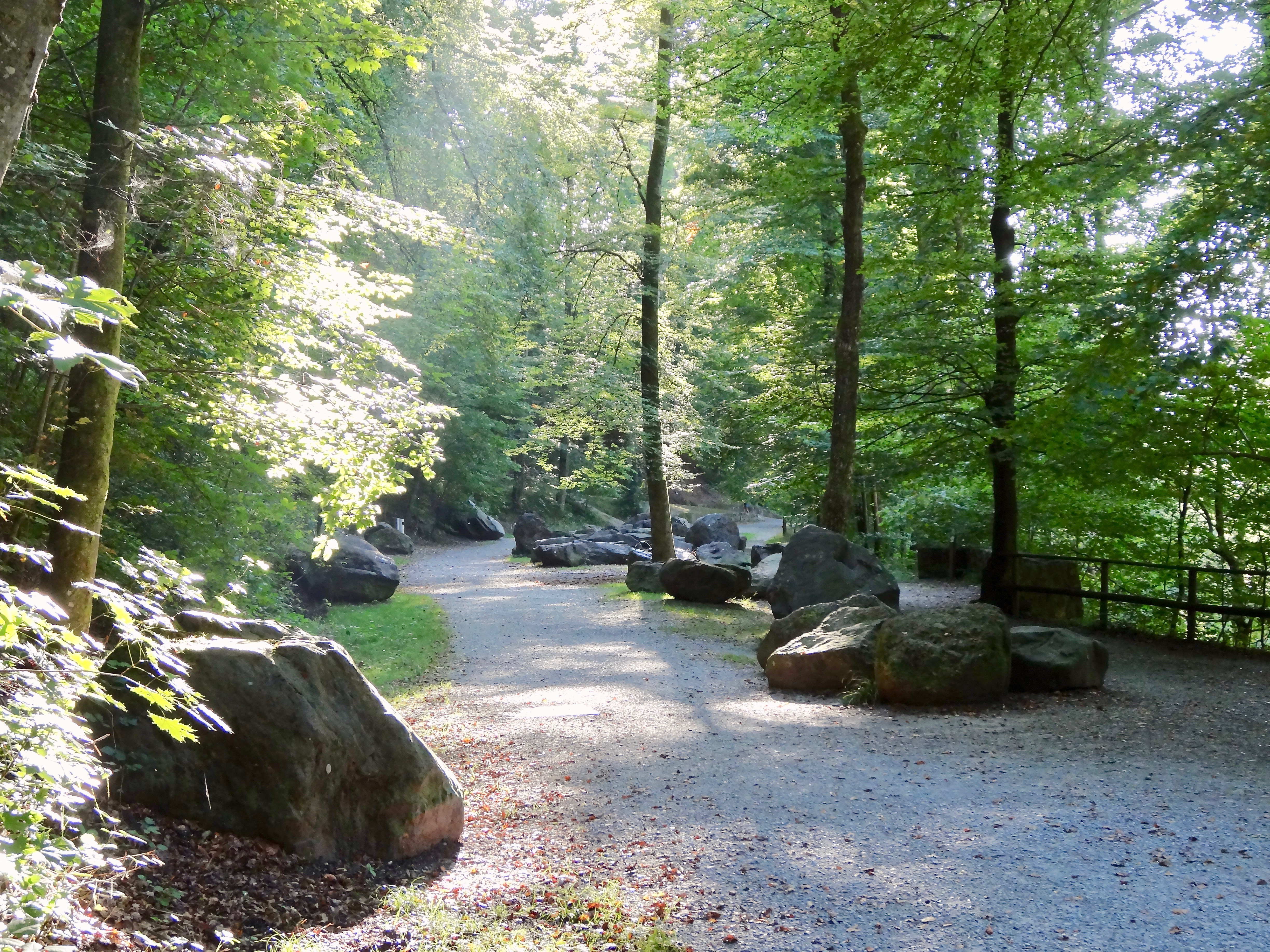
Findlingsgarten

In den 1970er-Jahren richtete der Verschönerungsverein Küsnacht auf Anregung des Biologielehrers am Küsnachter Seminar Hans Hartmann am früheren Standort des Decoweihers im unteren Bereich des Tobels eine Sammlung von Findlingen ein. Die rund 65, aus dem Vorderrheintal, dem Walenseetal, dem Glarnerland, dem Zürcher Oberland, vom Pfannenstiel und aus dem Speergebiet stammenden und zum Teil mit Gletscherschliff und tektonischen Rutschflächen gezeichneten Zeugen der Eiszeit waren zuvor aus verschiedenen Küsnachter Baugruben zusammengetragen worden. Um 1980 mit einem Laufbrunnen des Bildhauers Thomas Ehrler ergänzt, ist der Findlingsgarten, der von Kindern auch als natürlicher „Ruhe- und Spielplatz“ genutzt wird, seit seiner Neugestaltung 2011 vom 320 Millionen Jahre alten Granitporphyr bis zum 12 Millionen Jahre alten Molassegestein nach geologischer Herkunft und Alter der präsentierten Findlinge geordnet.